# Battaglia di Waterloo
La battaglia di Waterloo (denominata inizialmente dai francesi battaglia di Mont Saint-Jean e dai prussiani battaglia di Belle-Alliance) si svolse il 18 giugno 1815 durante la guerra della settima coalizione fra le truppe francesi guidate da Napoleone Bonaparte, gli eserciti britannico-olandese-tedesco del Duca di Wellington e prussiano del feldmaresciallo Gebhard Leberecht von Blücher. Fu una delle più combattute e sanguinose battaglie delle guerre napoleoniche, nonché l'ultima battaglia di Napoleone, e segnò la sua definitiva sconfitta e il conseguente esilio a Sant'Elena. La battaglia in realtà ebbe luogo nel territorio del villaggio di Mont-Saint-Jean, situato alcuni chilometri a sud della cittadina di Waterloo, nella quale si trovava il quartier generale del Duca di Wellington.
Dopo la fuga di Napoleone dall'isola d'Elba nel marzo 1815, numerosi Stati europei si unirono in un'alleanza militare dando vita alla settima coalizione, con lo scopo di sconfiggere definitivamente l'imperatore francese. Napoleone decise di attaccare di sorpresa i due eserciti che Regno Unito e Prussia avevano raggruppato in Belgio. L'imperatore sperava di raggiungere una rapida vittoria sfruttando la scarsa coesione dei suoi avversari.
Due giorni prima di Waterloo i francesi avevano sconfitto i prussiani nella battaglia di Ligny, ma Wellington, informato che Blücher era riuscito a riorganizzare il suo esercito e sembrava intenzionato a marciare in suo aiuto, prese la decisione di rischiare una battaglia contro le forze di Napoleone. Il generale britannico schierò i suoi uomini in difesa lungo la scarpata di Mont-Saint-Jean, vicino alla strada per Bruxelles, confidando nell'aiuto dei prussiani. Napoleone sferrò una serie di sanguinosi attacchi contro le linee britanniche a partire dalle ore 11:30 e nel tardo pomeriggio sembrò vicino alla vittoria, ma l'ostinata resistenza del nemico e l'arrivo in massa dei prussiani decisero alla fine la battaglia a favore dei coalizzati.
Ancora oggi nei pressi di Waterloo è ricordata la grande battaglia con una serie di monumenti, ed esiste un museo dedicato al famoso scontro. L'intera zona è un parco storico.

## Antefatti

### Il ritorno di Napoleone
Il 26 febbraio 1815 Napoleone Bonaparte salpò in segreto dall'isola d'Elba, dove era stato esiliato nel maggio 1814 dalle potenze vittoriose della sesta coalizione, con l'intenzione di ritornare a prendere il potere in Francia, su cui governava, con l'appoggio dei monarchici francesi e delle altre potenze europee, il re Luigi XVIII. Napoleone toccò terra a Golfe-Juan, sulla costa meridionale francese, il 1º marzo.
La notizia del ritorno in Francia di Napoleone non sembrò inizialmente allarmare il re e i monarchici francesi; i marescialli che avevano tradito l'imperatore in un primo momento rimasero fedeli a Luigi XVIII, compreso il maresciallo Michel Ney. Nei fatti, tuttavia, le truppe inviate a sbarrare il passo a Napoleone si unirono festanti al loro vecchio Empereur, e il 18 marzo anche Ney defezionò. Il giorno successivo, 19 marzo, Luigi XVIII abbandonò il trono diretto in Belgio (allora parte del Regno Unito dei Paesi Bassi) e Napoleone fece il suo ingresso a Parigi, riprendendo il governo della Francia.

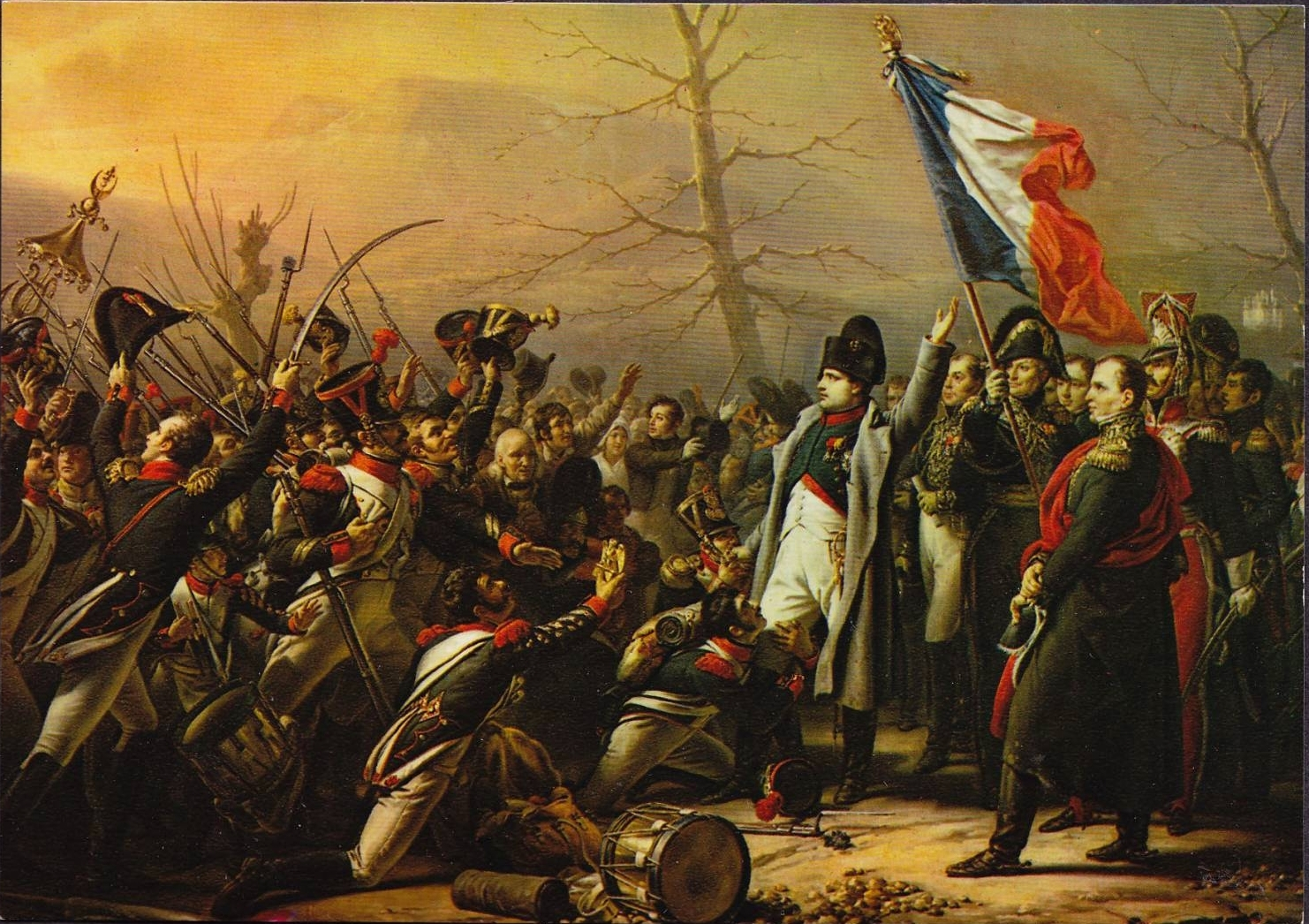
Napoleone acclamato dai soldati francesi dopo il ritorno dall'esilio sull'isola d'Elba

Napoleone apparentemente era ritornato animato da propositi pacifici e forse sperò in un primo tempo di poter tranquillizzare le grandi potenze europee con dichiarazioni di pacifismo e con l'invio di lettere rassicuranti ai sovrani. In realtà i rappresentanti delle grandi potenze della coalizione, riuniti in quel momento nel congresso di Vienna, fin dal 13 marzo 1815, dopo aver ricevuto la clamorosa notizia del ritorno dell'imperatore, avevano deciso di rifiutare ogni colloquio con Napoleone che avevano messo ufficialmente al "bando dall'Europa" e dichiarato "nemico pubblico" e perturbatore della pace europea. Il 25 marzo 1815 l'Impero austriaco, l'Impero russo, il Regno di Prussia e il Regno Unito confermarono ufficialmente l'alleanza di Chaumont del 1814 e costituirono, insieme con altri Stati minori, la settima coalizione.
Mentre Austria, Prussia e Russia iniziavano a mobilitare i loro eserciti, il Regno Unito stanziò immediatamente cinque milioni di sterline; le grandi potenze si impegnarono a mettere in campo ognuna almeno 150 000 soldati. In attesa dell'arrivo sul fronte del Reno delle armate russe e austriache, le truppe britanniche presenti in Belgio vennero riunite, sotto il comando del Duca di Wellington, con i contingenti belgi-olandesi; tra Liegi e Namur era già accantonata anche una parte dell'esercito prussiano guidato dal feldmaresciallo Gebhard Leberecht von Blücher.
Di fronte alle mosse minacciose dei coalizzati, Napoleone, efficacemente coadiuvato dal ministro della Guerra, maresciallo Louis Nicolas Davout, dovette rapidamente organizzare le sue forze militari. L'esercito lasciato dai Borbone era costituito da 200 000 uomini, in gran parte veterani delle guerre napoleoniche; l'imperatore decise il 9 aprile 1815 il richiamo dei soldati in congedo e questo provvedimento permise di incorporare 76 000 militari esperti; si mobilitarono le guardie nazionali per compiti di presidio; infine ai primi di giugno Napoleone decise di reintrodurre la coscrizione obbligatoria, giustificata con la necessità di difendere la patria. Napoleone tuttavia riteneva pericoloso attendere i coscritti per accrescere numericamente le sue forze; considerò decisivo prendere subito l'iniziativa e attaccare le unità alleate e prussiane ammassate alla frontiera nord-orientale francese, invece di mantenersi sulla difensiva intorno a Parigi. Egli quindi concentrò gran parte delle truppe già disponibili nell'Armata del Nord (Armée du Nord). L'imperatore sperava di infliggere una rapida e schiacciante sconfitta agli eserciti nemici colti di sorpresa in Belgio; con una vittoria di prestigio avrebbe dato fiducia ai francesi e forse scosso la solidarietà tra i coalizzati. Napoleone inoltre riteneva che la popolazione belga si sarebbe sollevata a suo favore alla notizia dell'avanzata francese e che lo stesso governo britannico sarebbe entrato in crisi dopo la disfatta del duca di Wellington. L'imperatore decise che i 124 000 soldati dell'Armée du Nord avrebbero dovuto riunirsi attorno a Beaumont agli inizi di giugno per passare audacemente all'offensiva.
I comandanti alleati invece ritenevano necessario concentrare i loro enormi eserciti e preparare un accurato piano di operazioni prima di attaccare Napoleone. Soprattutto per impulso del comandante in capo austriaco principe Schwarzenberg, si decise di rinviare ogni operazione alla fine del giugno 1815. Blücher, assistito dal suo capo di stato maggiore August Neidhardt von Gneisenau e dall'ufficiale di collegamento con l'esercito britannico, generale Karl von Müffling, non perse tempo a rafforzare la sua armata con le riserve. La strategia alleata prevedeva un'offensiva combinata degli eserciti del duca di Wellington, del feldmaresciallo Blücher e del principe Schwarzenberg, rafforzati alle spalle dell'armata russa del maresciallo Michael Andreas Barclay de Tolly. Negli alti comandi alleati peraltro era presente un forte ottimismo; Wellington e Blücher avevano stabilito il 3 maggio di coordinare le loro operazioni in caso di attacco nemico, ma in realtà non si temevano improvvise iniziative di Napoleone. Il 15 giugno, alla vigilia dell'attacco francese, il duca di Wellington in una lettera allo zar manifestava una tranquilla sicurezza e prevedeva di prendere l'iniziativa alla fine del mese di giugno; mentre Blücher scrisse alla moglie che «Bonaparte non ci attaccherà» e che gli eserciti coalizzati «sarebbero entrati presto in Francia».

### La situazione prima della battaglia

Mappa dei movimenti delle armate contrapposte nei giorni che precedettero la battaglia

Nelle prime ore del 15 giugno i vari corpi d'armata francesi iniziarono a marciare in territorio belga; secondo gli ordini dell'imperatore l'armata avrebbe dovuto avanzare rapidamente e di sorpresa su Charleroi dove avrebbe attraversato la Sambre, irrompendo al centro dello schieramento nemico. Napoleone aveva impostato infatti la campagna del 1815 sulla "strategia della posizione centrale" per compensare lo svantaggio di affrontare un avversario numericamente superiore. Napoleone riteneva possibile, sfruttando la sua abilità di manovra e la prevista scarsa coesione del nemico, battere uno dopo l'altro i due eserciti avversari prima che si fossero concentrati. Il piano francese per la campagna è riassunto in alcune brevi frasi dettate il 16 giugno da Napoleone a Ney, comandante dell'ala sinistra:
Dopo il passaggio della Sambre, l'ala sinistra dell'Armée du Nord, comandata dal maresciallo Ney, doveva avanzare verso Quatre-Bras, mentre l'ala destra, sotto la guida del maresciallo Emmanuel de Grouchy, verso Fleurus e Sombreffe. Così Napoleone si sarebbe incuneato nella "posizione centrale" tra i due eserciti nemici, con la riserva a Charleroi pronta a intervenire.
Il primo giorno di operazioni si concluse con pieno successo per i francesi. Wellington e Blücher avevano disseminato i loro eserciti su un ampio territorio tra Gand e Liegi senza collegamenti tra loro e furono colti impreparati dall'improvvisa avanzata di Napoleone da Charleroi: a destra i francesi avanzarono di circa 30 chilometri e, dopo aver sbaragliato alcune avanguardie prussiane, raggiunsero Fleurus, nonostante alcune ore di ritardo a causa dell'errata trasmissione degli ordini. A sinistra invece, nonostante che l'imperatore avesse personalmente indicato al maresciallo Ney l'importanza di occupare il crocevia di Quatre-Bras, il maresciallo fece fermare i suoi uomini nella campagna di Frasnes-lez-Gosselies, 4 chilometri a sud dell'incrocio, convinto di avere davanti una consistente forza nemica, mentre in realtà le forze nemiche erano costituite in quel momento solo da 4 000 soldati. In effetti Wellington, sorpreso dall'offensiva francese e impressionato dalla presenza di Napoleone, in un primo tempo non comprese il piano strategico dell'imperatore: all'inizio previde di concentrare le sue forze a Mons per coprire la sua linea di ritirata, quindi, al termine della festa da ballo dalla duchessa di Richmond del 15 giugno a Bruxelles, decise di avvicinarsi ai prussiani marciando verso Nivelles ma senza preoccuparsi di raggiungere Quatre-Bras, che invece fu occupato per iniziativa autonoma di un generale olandese subordinato. Wellington alla fine capì l'errore e nella notte del 16 giugno diede disposizioni urgenti ai suoi comandanti di procedere a marce forzate verso Quatre-Bras.

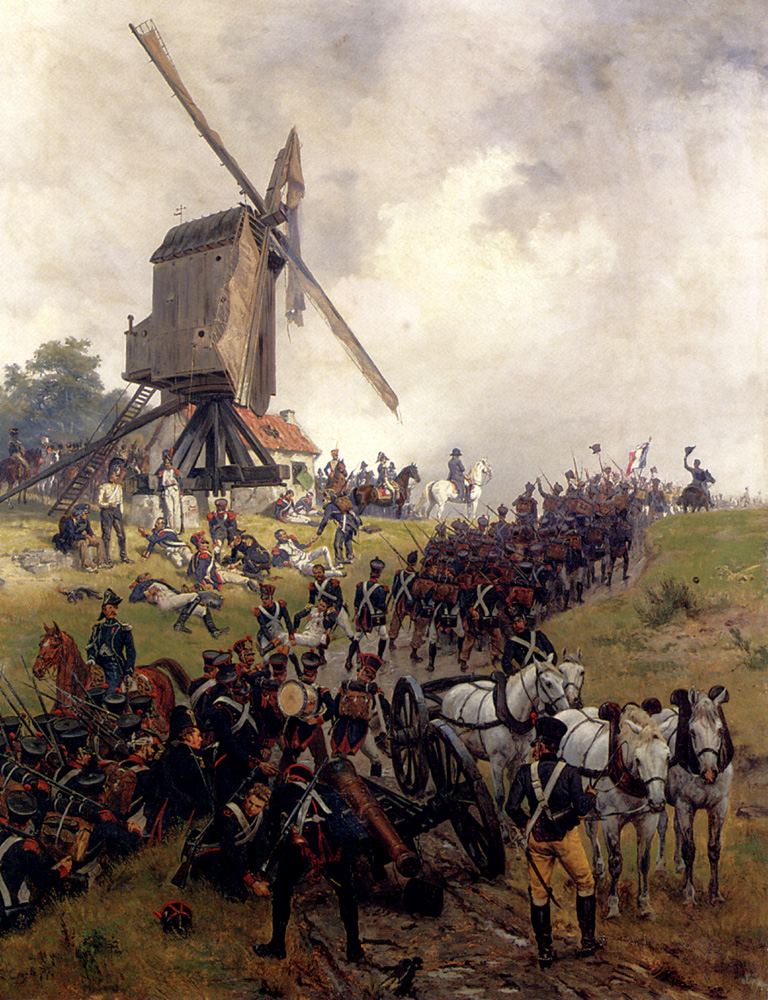
Napoleone dirige la battaglia di Ligny dal suo posto di comando nel mulino di Naveau

Il mattino del 16 giugno Napoleone si recò di persona nelle posizioni di prima linea a contatto con i prussiani; dopo una valutazione delle forze nemiche dal suo posto di comando posto nel mulino di Naveau, l'Imperatore si convinse di avere davanti il grosso dell'esercito nemico. In effetti, Blücher aveva deciso di affrontare una battaglia immediata e stava concentrando le sue forze senza coordinarsi con Wellington; Napoleone decise quindi di subordinare l'offensiva di Ney verso Bruxelles alla sconfitta dell'esercito prussiano a Ligny. In caso di vittoria francese, gran parte dell'esercito di Blücher sarebbe stato annientato e le rimanenti forze si sarebbero ritirate verso Namur e Liegi, allontanandosi da Wellington, che il 17 giugno sarebbe rimasto solo. La battaglia di Ligny e quella di Quatre-Bras iniziarono quasi contemporaneamente. A Ligny Napoleone riuscì a battere i prussiani, ma le difficoltà delle comunicazioni con l'ala sinistra di Ney impedirono il sopraggiungere di rinforzi che avrebbero trasformato il successo francese in una vittoria decisiva; Blücher invece riuscì a ritirare le sue forze durante la notte sotto una violenta pioggia. Napoleone, esausto e provato fisicamente, ritenne impossibile inseguire subito i prussiani e solo alle ore 9:00 del 17 giugno raggiunse il campo di battaglia e diede i primi ordini al maresciallo Grouchy. Il maresciallo doveva marciare con due corpi d'armata e tre reparti di cavalleria all'inseguimento dei prussiani e «incalzarli senza perderli di vista», mentre l'Imperatore avrebbe concentrato il grosso dell'armata contro l'esercito del duca di Wellington.
Nel frattempo a Quatre-Bras, il maresciallo Ney non era riuscito a sconfiggere le truppe britanniche anche a causa del mancato impiego di un corpo d'armata che trascorse la giornata in inutili movimenti tra i due campi di battaglia. In ogni caso la sconfitta e la ritirata prussiana aveva lasciato sguarnito il fianco sinistro di Wellington, per cui il comandante britannico ordinò la ritirata a Mont-Saint-Jean, sollecitando nel frattempo Blücher a sostenerlo.. Sembra che il comandante britannico sperasse di resistere a Mont-Saint-Jean ma egli aveva anche predisposto ulteriori piani per ripiegare dietro la Schelda e per una evacuazione del suo esercito attraverso il porto di Anversa. Ney, incerto e prudente, non contrastò il movimento di ripiegamento britannico nonostante che alle ore 12:00 del 17 giugno Napoleone gli avesse ordinato di attaccare subito.
Napoleone arrivò a Quatre-Bras alle ore 14:00 dove, dopo aver rimproverato il maresciallo Ney per la sua inazione, apprese che i britannici si erano ritirati; egli ordinò l'inseguimento immediato, reso difficoltoso dalla pioggia che rese campi e strade quasi impraticabili. Le retroguardie di Wellington si trovarono in difficoltà, la cavalleria rischiò di essere agganciata; a Genappe un tentativo di resistenza venne superato dai francesi; alle ore 19:30 l'avanguardia napoleonica raggiunse Plancenoit, sei chilometri a sud di Waterloo. Napoleone diresse personalmente l'inseguimento sperando di costringere il nemico a combattere immediatamente; alla fine, a causa del buio e della pioggia, dovette rassegnarsi con disappunto a rinviare la battaglia al giorno seguente. Egli si recò sulle prime linee e osservò le posizioni britanniche a Mont-Saint-Jean; alle ore 21:30 si recò alla fattoria di Le Caillou, sulla strada per Bruxelles, dove si sistemò con i suoi ufficiali per la notte; inviò subito una lettera a Grouchy in cui ordinava al maresciallo di «manovrare in conseguenza dei movimenti di Blücher» e in ogni caso di unirsi nella giornata del 18 giugno con l'ala destra dell'esercito francese.
Napoleone dormì poco durante la notte; alle ore 1:00 si alzò e si recò a cavallo, sotto la pioggia, fino agli avamposti per osservare di nuovo le linee nemiche; egli temeva che i britannici approfittassero del buio e del tempo per ripiegare; alle ore 3:30 l'imperatore ricevette notizie che invece lo rassicurarono: il nemico era fermo sulle sue posizioni e nessun rumore proveniva dagli accampamenti. Alle 04:00 del 18 giugno venne raggiunto da un dispaccio inviato da Grouchy che il maresciallo aveva scritto alle ore 22:00 da Gembloux; Grouchy riferiva che i prussiani sembravano ripiegare in due colonne sia verso Wavre sia verso Liegi e che egli intendeva «seguirle al fine di separarle da Wellington». Napoleone non sembrò preoccupato da queste notizie e per il momento non ritenne necessario inviare ulteriori istruzioni al suo subordinato.
Effettivamente la notte dopo la disfatta a Ligny, il generale von Gneisenau, temporaneamente al comando in assenza di Blücher e pur dubbioso sull'effettiva volontà di Wellington di combattere, aveva deciso di non ripiegare verso Namur a est ma di marciare con l'esercito verso nord fino a Wavre dove era ancora possibile cooperare con i britannici. Di fatto l'esercito prussiano si stava riorganizzando; il feldmaresciallo Blücher riprese il comando e la sera del 17 giugno riuscì a convincere il generale von Gneisenau a muovere con almeno due corpi d'armata da Wavre in direzione dell'esercito britannico fermo a Mont-Saint-Jean; il comandante in capo prussiano nella notte inviò un messaggio a Wellington per informarlo di questa cruciale decisione. La lettera raggiunse alle ore 2:00 del mattino il comandante in capo britannico che, rassicurato dalla notizia che i prussiani marciavano in suo aiuto, confermò la sua decisione di combattere a Mont-Saint-Jean.
Contemporaneamente nella pianura i soldati dei due eserciti avversari passarono una notte di grande disagio; le truppe rimasero all'aperto, su un terreno fangoso, senza riparo dalla pioggia che continuava a cadere; pochi riuscirono a dormire. Al mattino i soldati francesi, bagnati e infreddoliti, cercarono di riorganizzarsi, fecero cuocere le zuppe e ricevettero il pane; le truppe impiegarono il tempo soprattutto ad asciugare e controllare le armi per l'attesa battaglia; poco dopo l'alba la pioggia iniziò a cadere con minore intensità.

## Terreno
Il campo di battaglia di Waterloo è particolarmente uniforme: l'area in cui si svolsero gli scontri misurava circa 5 chilometri da est a ovest e meno di 2,5 chilometri da nord a sud; in questo angusto spazio, separati da appena 800 metri, stavano i due eserciti per un totale di 140 000 uomini e oltre 400 cannoni, a cui si sarebbero aggiunti circa 48 000 soldati di Blücher. Parecchie aree erano coltivate a frumento non ancora mietuto (per buona parte già calpestato dalle truppe, ma a volte, quando lo attraversava una fila di soldati, si vedevano soltanto le baionette), alternate a campi di foraggio senza ulteriori ostacoli. Inoltre, ampie porzioni di terreno erano zuppe d'acqua per via della pioggia caduta il 17 giugno.
Lo schieramento di Wellington, davanti alla foresta di Soignes, occupava l'intera lunghezza di un basso pendio, poco a sud dell'abitato di Mont-Saint-Jean. Una strada secondaria, lo Chemin d'Ohain, passava sulla cresta, affiancata a oriente da una fitta siepe e da macchie di alberi. Dietro questa linea, che formava la principale posizione difensiva dell'esercito alleato, il terreno era in leggero declivio, mentre in avanti era spezzato da alture e depressioni a est della strada maestra per Bruxelles, e sostanzialmente piatto a ovest della stessa strada. A sud della cresta gli alleati avevano occupato tre posizioni chiave: a ovest, circa 400 metri distante dall'ala destra di Wellington, c'era il castello di Hougoumont, circondato da un muraglione alto circa 1,80 metri, un frutteto sul lato orientale e una zona boscosa su quello meridionale; vicino al centro della linea alleata esiste ancora la fattoria di La Haye Sainte, poco distante da una cava di ghiaia ormai esaurita posta sul lato orientale della strada per Bruxelles, più vicino alla cima di Mont-Saint-Jean; infine, più a est, c'erano tra i boschi i tre casali di Papelotte, La Haie e Fichermont.
L'asse centrale che divideva i due eserciti contrapposti era marcato dalla strada in pavé per Bruxelles (allora fiancheggiata quasi per intero da pioppi), che scende a sud da La Haye Sainte toccando la locanda de La Belle Alliance. A est di questo punto il terreno sale leggermente e qui Napoleone sistemò gran parte della sua artiglieria, mentre a ovest, in direzione di Hougoumont, era più basso ma ondulato. I collegamenti con la strada per Nivelles erano costituiti da due viottoli: il primo correva dietro Hougoumont, il secondo si diramava più a sud, dalla fattoria di Rossomme. Continuando ancora più a sud, la strada arrivava fino a Charleroi passando per Maison du Roi, Le Caillou, Genappe e Quatre-Bras. Il villaggio di Plancenoit è situato circa 2,5 chilometri a nord-est di Maison du Roi, vicino al torrente Lasne.
Per andare da Waterloo a Wavre bisognava passare per la Selva di Parigi (bois de Paris), costellata da gole e torrenti che rendevano difficili i movimenti di truppe, già ostacolati dalle strade che in pratica erano sentieri fangosi di campagna. I centri più importanti ai fini delle vicende di Waterloo e Wavre sono Chapelle-Saint-Lambert, Ohain e Limale. La retroguardia prussiana che coprì il resto dell'esercito diretto a Waterloo si posizionò su una ripida collina prospiciente il fiume Dyle, ottima per coprire i guadi di Wavre.

## Forze in campo

### Settima coalizione

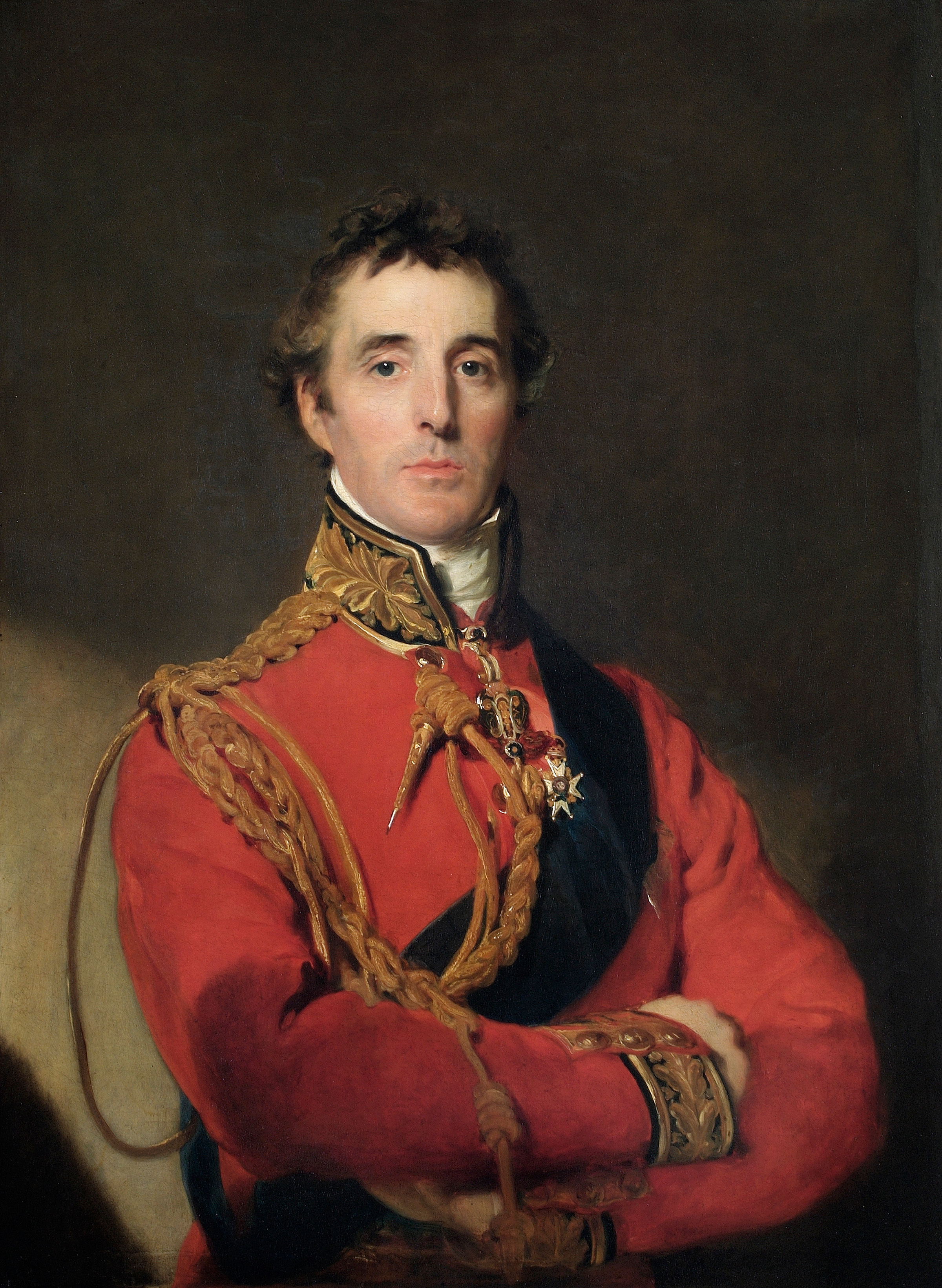
Arthur Wellesley, I duca di Wellington, comandante dell'esercito alleato a Waterloo

L'esercito del duca di Wellington era eterogeneo e costituito da truppe disparate provenienti da nazioni divise da differenze di lingua, costume, organizzazione ed esperienza militare: i soldati britannici (il 35% dell'intera armata) erano l'elemento più solido e omogeneo dell'armata; si trattava di truppe mercenarie, reclutate tra le classi più povere e semianalfabete della società britannica, sottoposte a una rigida disciplina, basata sulle brutali punizioni corporali, da un corpo ufficiali di estrazione nobiliare poco preparato, che raggiungeva gli incarichi superiori con il sistema dell'acquisto dei gradi. Nonostante la spina dorsale dell'esercito che aveva attraversato tutta la Spagna, valicato i Pirenei e invaso la Francia l'anno precedente fosse integrato da numerosi elementi provenienti direttamente dalla madrepatria (molti veterani erano infatti in America per la guerra anglo-americana), queste truppe tuttavia erano resistenti, disciplinate, ben addestrate al tiro e particolarmente abili in difesa. Gli altri elementi erano meno affidabili: le truppe tedesche della King's German Legion erano veterani delle campagne peninsulari, ma i reparti hannoveriani e sassoni erano poco disciplinati, mentre le milizie belghe e olandesi erano inesperte. Nel complesso Wellington valutò negativamente la preparazione e l'efficienza del suo esercito: «un'armata infame, molto debole, male equipaggiata…».

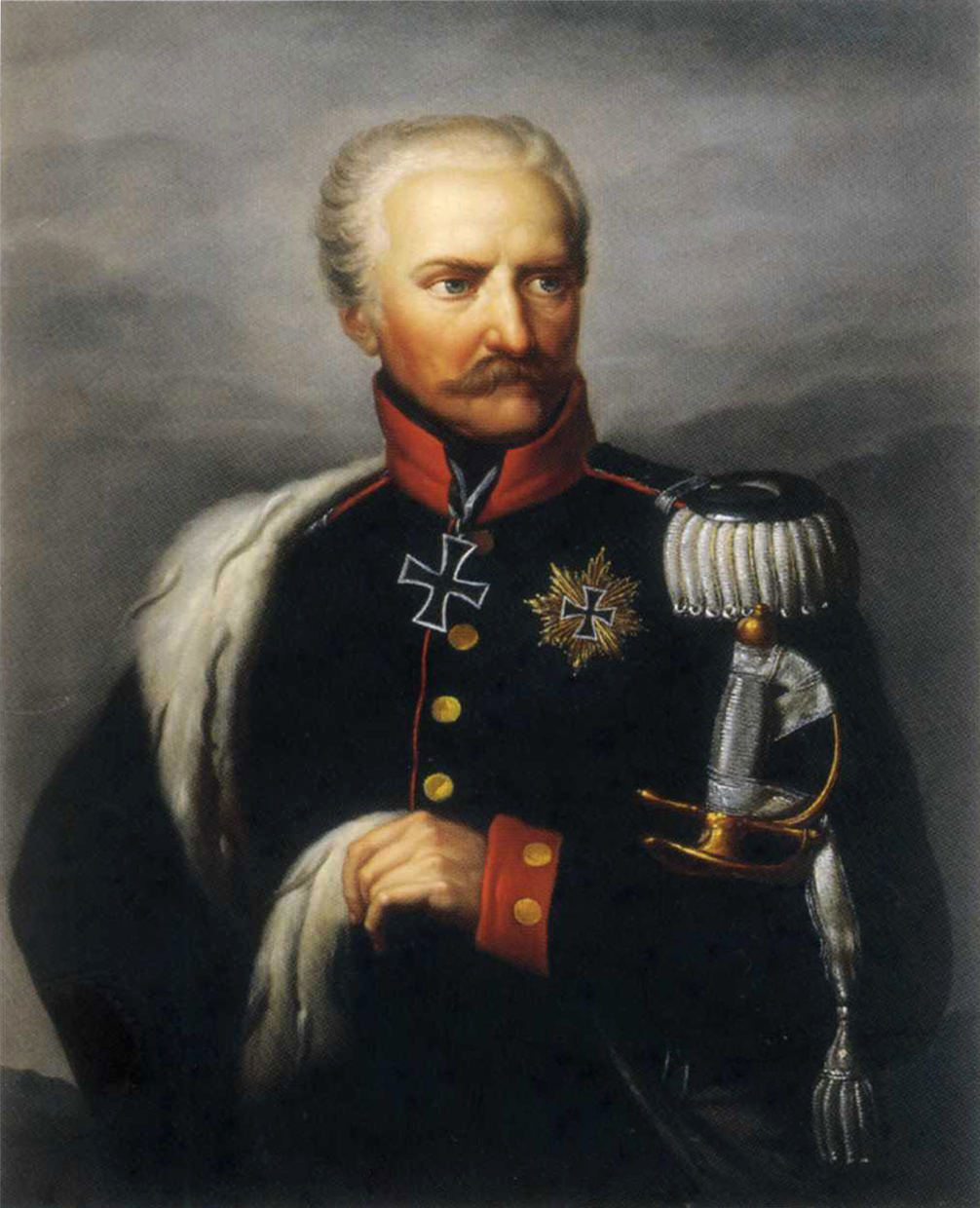
Il feldmaresciallo Gebhard Leberecht von Blücher, comandante dell'esercito prussiano a Waterloo

Nonostante i dubbi del generale britannico, in realtà alcune unità alleate dimostrarono una notevole combattività a Waterloo. Wellington nominò come intendente generale, responsabile dei rifornimenti e dell'equipaggiamento, il valido colonnello William Howe De Lancey, mentre a capo della cavalleria fu messo Henry Paget che peraltro era inviso al duca per motivi personali.
L'eterogeneità delle truppe corrispondeva a un'eccessiva diversificazione dell'armamento con conseguente complicazione dell'approvvigionamento. L'artiglieria britannica, che non era considerata molto efficiente, aveva cannoni da 9 e 6 libbre (corrispondenti al peso delle palle) e obici da 5 pollici e mezzo, mentre diversi distaccamenti alleati avevano cannoni francesi da 4, 6, 8 e 12 libbre più obici da 6 pollici e mezzo tipo Gribeauval; belgi e olandesi disponevano soltanto di cannoni da 6 libbre. I fucili spaziavano dal modello 1777 al modello Potsdam prussiano, passando per il britannico Brown Bess; le formazioni leggere della King's German Legion erano dotate del fucile Baker; erano diversi anche i fucili dei reparti dell'Hannover, Nassau e Brunswick.
Secondo David Chandler l'esercito del duca di Wellington ammontava a 67 661 uomini, di cui 49 608 fanti, 12 408 a cavallo (ussari, lancieri, dragoni e altre specialità) e 5 645 artiglieri con 156 pezzi d'artiglieria. Il grosso di questi soldati era disposto su entrambi i pendii della cresta di Mont-Saint-Jean, in una posizione al riparo dell'artiglieria di Napoleone.
Gran parte del II Corpo del tenente generale Rowland Hill, I visconte Hill era schierato alla destra di Wellington, tra il villaggio di Merbraine e la strada per Nivelles; circa un chilometro e mezzo più a ovest la zona attorno Braine-l'Alleud era presidiata dalla divisione olandese del tenente generale David Hendrik Chassé; alla sinistra di questa formazione, in posizione più avanzata, stava la brigata britannica del generale Hugh Henry Mitchell, con in seconda linea le tre brigate della divisione anglo-tedesca del tenente generale Henry Clinton. Queste forze costituivano l'ala destra di Wellington. Inizialmente Hougoumont era presidiato da quattro compagnie britanniche della Guardia più altri reparti di hannoveriani e di Nassau.

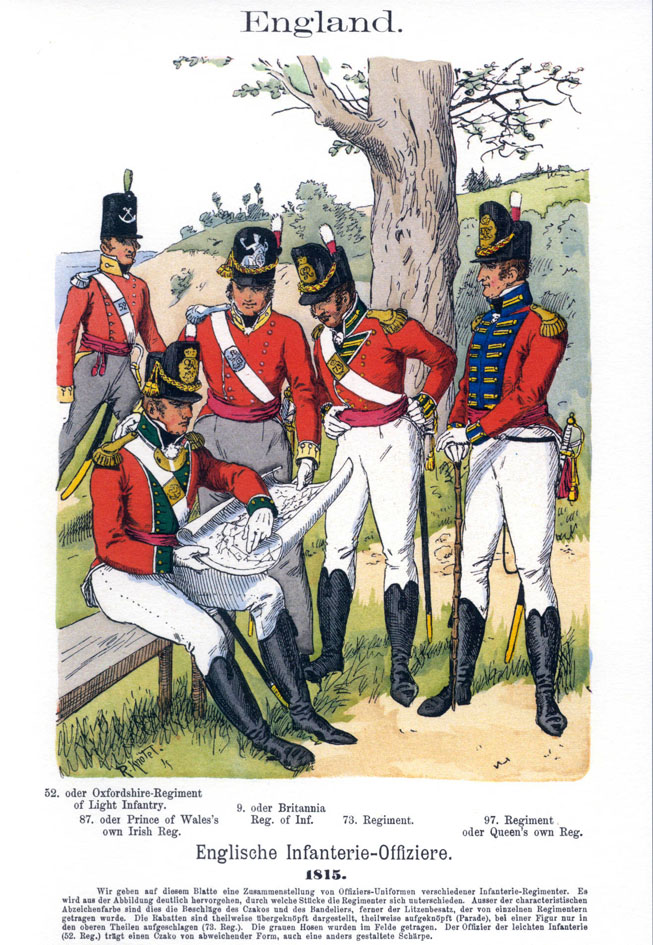
Ufficiali dell'esercito britannico nel 1815

Il centro era tenuto dal I Corpo d'armata del principe Guglielmo d'Orange, con una parte della riserva generale. Lungo la cresta, a ovest della strada per Bruxelles, era schierata la 1ª Divisione britannica del maggior generale George Cooke e, alla sua sinistra, la 3ª Divisione anglo-tedesca del tenente generale Charles Alten. Davanti alle linee venne fortificata la fattoria de La Haye Sainte e la vicina cava di ghiaia, difese dal 2º Battaglione leggero della King's German Legion e da un reggimento britannico.
A est della strada maestra, sul fianco sinistro alleato, presero posizione le tre brigate della divisione anglo-tedesca del tenente generale Thomas Picton più una brigata hannoveriana e la brigata olandese del generale Willem Frederik van Bylandt, già indebolita dalla battaglia di Quatre-Bras. A questi furono affiancate le brigate di cavalleria dei generali Hussey Vivian, I barone Vivian e John Ormsby Vandeleur. L'ala poggiava nelle fattorie fortificate di Papelotte, La Haie e Frischermont, dove era di guardia la brigata di Nassau del colonnello Bernardo di Sassonia-Weimar-Eisenach.

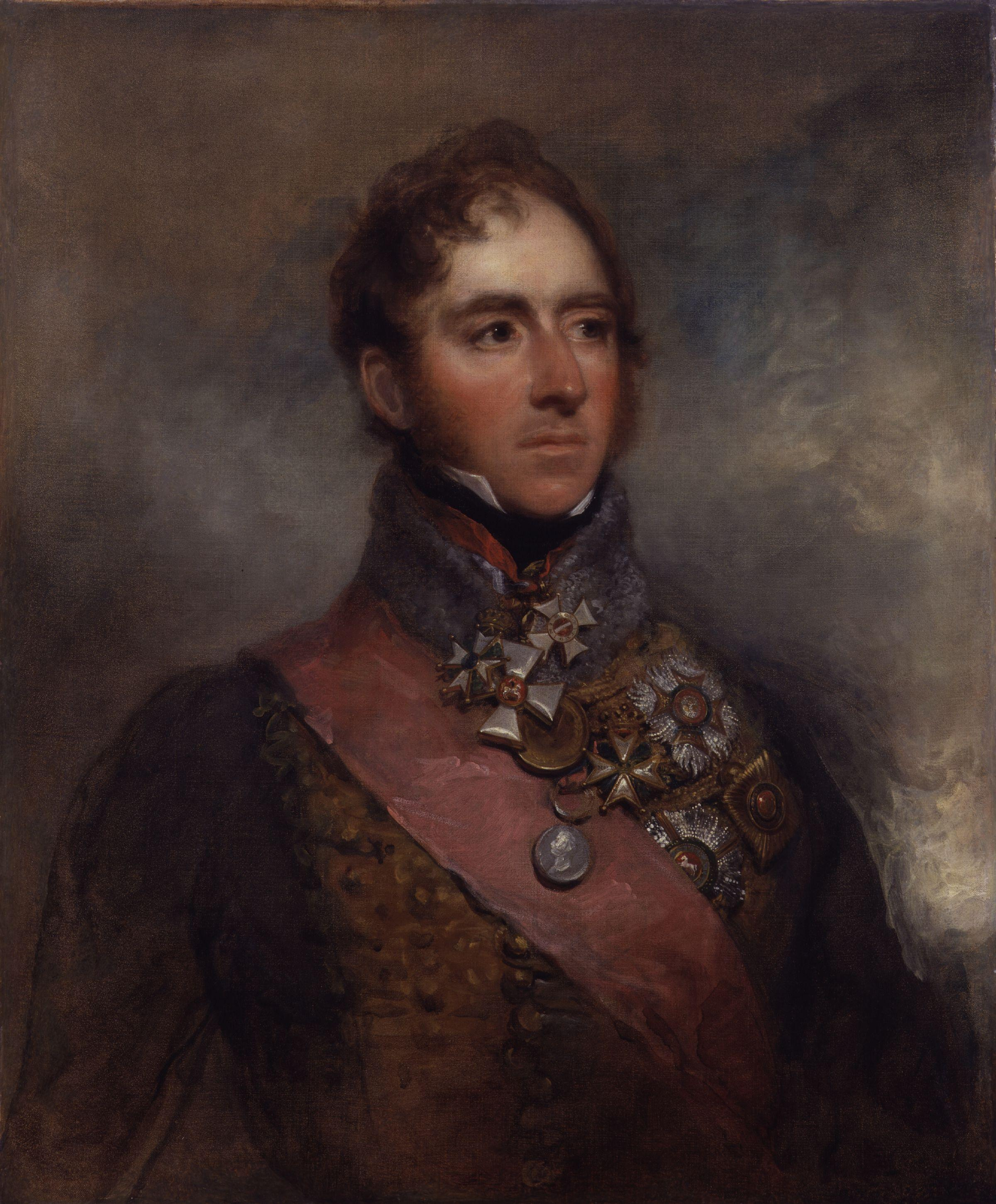
Lord Uxbridge, il comandante in capo della cavalleria alleata

La riserva fu posta dietro il centro dello schieramento, costituita da gran parte della cavalleria: a est della strada maestra attendevano le brigate di William Ponsonby e Charles Étienne de Ghigny; a ovest era appostata la brigata di cavalleria pesante del generale Edward Somerset, sostenuta dalle altre due brigate di cavalleria dei Paesi Bassi nonché dalla maggior parte della riserva di artiglieria e da una brigata di fanteria britannica. Più sulla destra venne ammassata la cavalleria leggera di Paget, con alle spalle i reparti del Ducato di Brunswick.
Il duca di Wellington peraltro continuava a essere molto preoccupato per la sicurezza delle sue linee di comunicazione con la costa e quindi mantenne una parte cospicua delle sue forze, 17 000 uomini e 30 cannoni al comando del principe Federico d'Orange-Nassau, tra Hal ed Enghien, a sedici chilometri a ovest di Mont-Saint-Jean. Queste truppe non parteciparono alla battaglia.

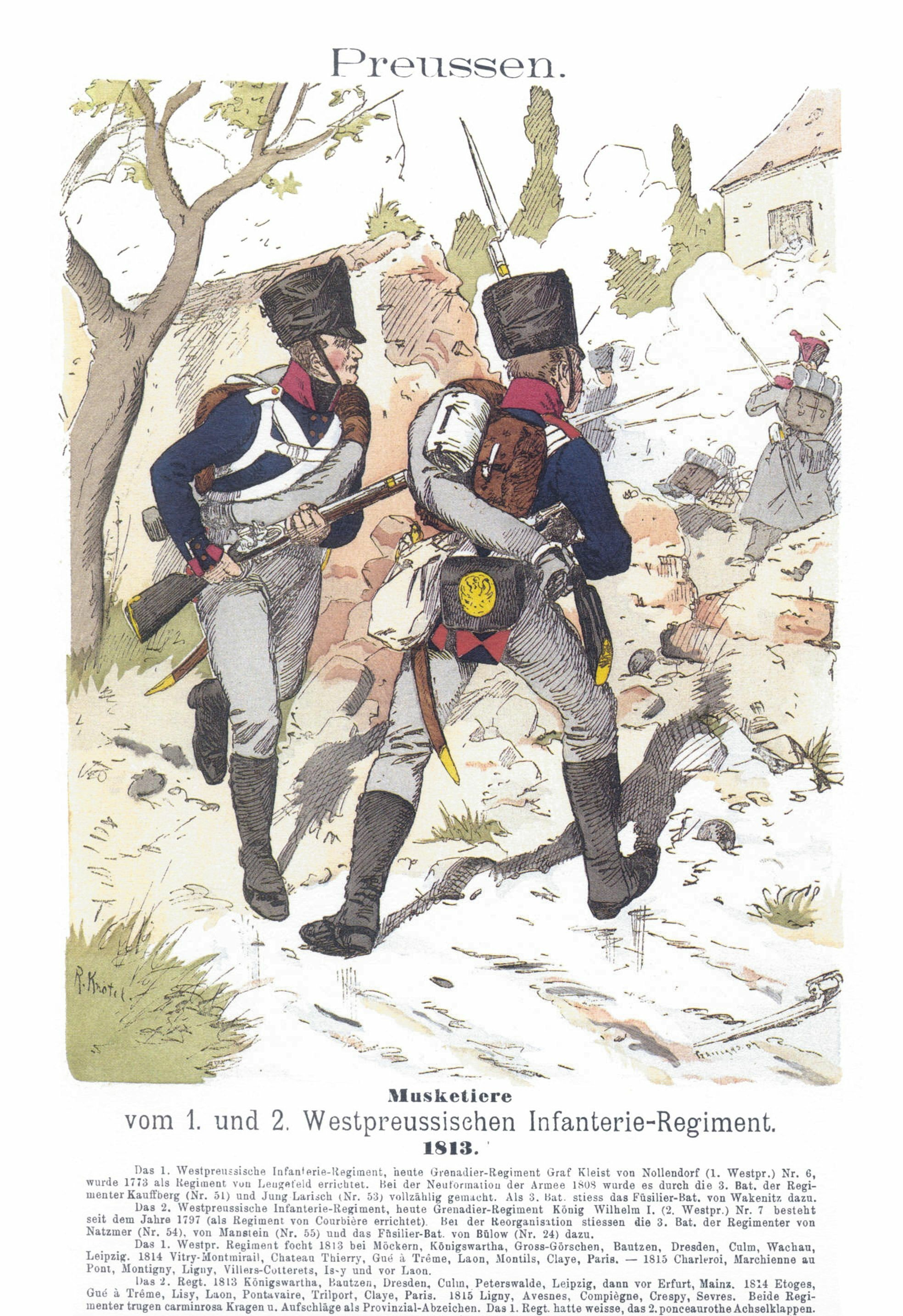
Fanteria di linea prussiana nelle uniformi del 1815

Il comandante in capo britannico aveva scelto accuratamente il campo di battaglia; egli conosceva molto bene il terreno che aveva osservato fin dal settembre dell'anno precedente giudicandolo molto favorevole per bloccare un'eventuale avanzata dell'esercito napoleonico verso Bruxelles. Napoleone criticò aspramente la decisione di Wellington di combattere con la foresta di Soignes alle spalle che, secondo l'imperatore, avrebbe potuto intralciare in modo catastrofico un'eventuale ritirata, ma in realtà questo settore boscoso non era intransitabile per colonne di truppe e al contrario era dotato di buone strade facilmente percorribili. L'aver messo gran parte delle truppe disponibili nella propria ala destra dimostra inoltre che Wellington contava sull'arrivo di almeno una parte dell'esercito prussiano per rinforzare la sua ala sinistra.
L'esercito prussiano impegnato nella campagna di Waterloo era stato costituito rimpolpando frettolosamente i reparti esperti rimasti tra Lussemburgo e Wesel dopo la guerra del 1814, con coscritti, richiamati alle armi dopo l'appello del Re di Prussia, e milizie territoriali della Landwehr; erano inoltre presenti truppe poco affidabili della Westfalia e della Sassonia. L'esercito affidato al comando dell'esperto e combattivo feldmaresciallo Blücher era quindi eterogeneo e complessivamente poco addestrato; le truppe tuttavia erano estremamente motivate, accanitamente anti-francesi e animate da un acceso nazionalismo patriottico. Il comandante in capo, nella notte tra il 17 e il 18 giugno, aveva già cominciato a far muovere due corpi d'armata. L'artiglieria era per lo più formata da cannoni da 6 libbre, pochi da 12 libbre e altrettanto pochi erano gli obici; l'equipaggiamento individuale era disparato e non sempre di prima qualità. L'esercito prussiano aveva uno stato maggiore molto ridotto ma era organizzato razionalmente in corpi d'armata e brigate che nei fatti equivalevano alle divisioni francesi. Blücher disponeva di un esercito più compatto e organizzato di quello del duca, ma questo vantaggio era in parte vanificato dall'inesperienza dei soldati; altri punti deboli erano la carenza di artiglieria e cavalleria pesante, nonché l'assenza di una cavalleria e di un'artiglieria di riserva, dal momento che queste forze erano suddivise nei singoli corpi d'armata.

### L'Armée du Nord francese
(Affermazione di un realista emigrato presente alla battaglia di Ligny)

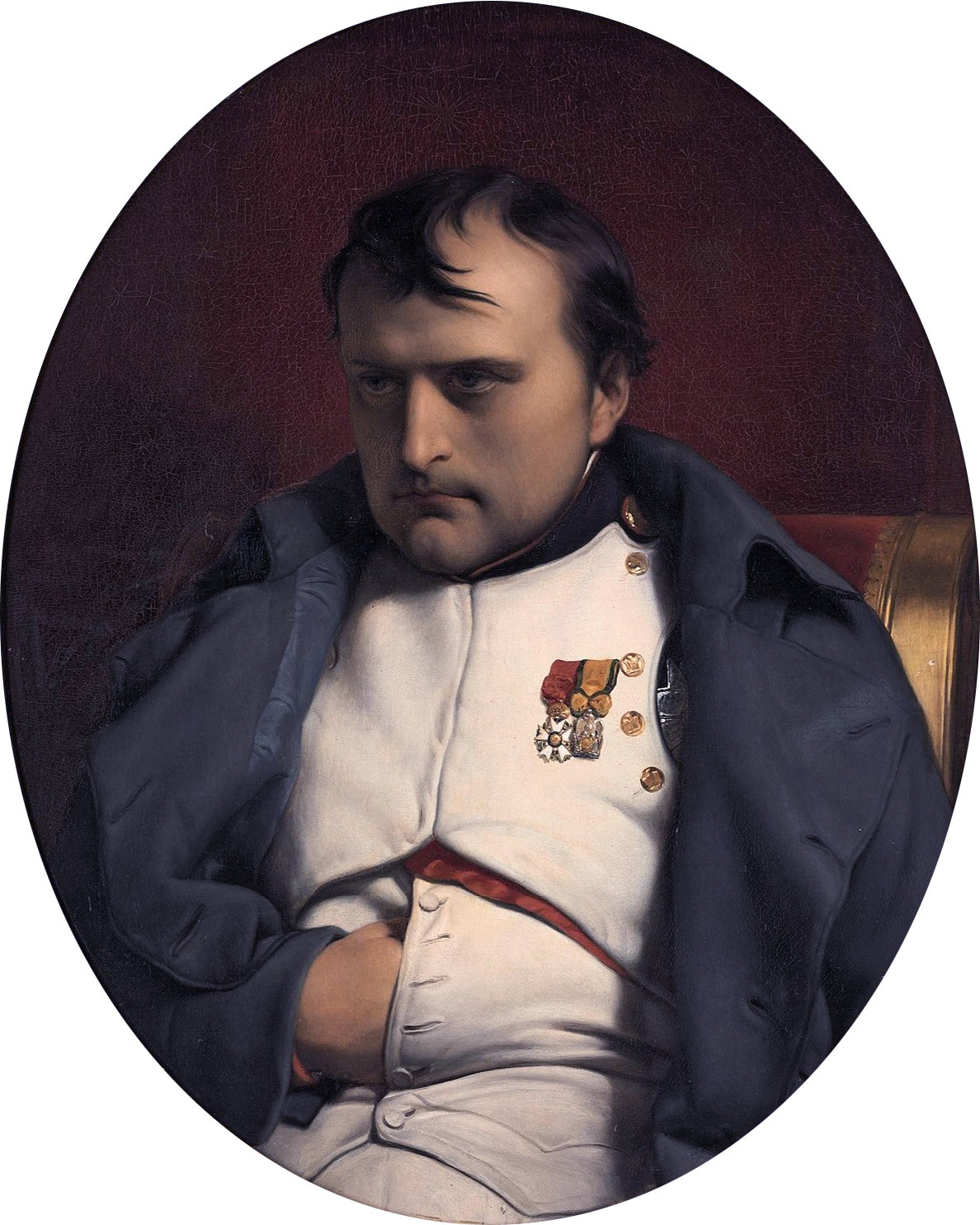
Napoleone nel 1814

Per certi aspetti, per la campagna del 1815 Napoleone disponeva di uno degli eserciti più esperti ed efficienti che avesse mai comandato: i soldati erano in gran parte veterani delle campagne vittoriose dell'Impero, giovani ormai esperti dopo le guerre del 1813 e 1814, oppure reduci dai campi di prigionia della Russia e dalle navi prigione in Spagna e in Inghilterra. L'armata francese rimaneva la più moderna dell'epoca; era sempre fondata sul sistema della coscrizione, dell'amalgama e soprattutto dell'uguaglianza e della promozione per merito dai ranghi; essa aveva mantenuto l'efficienza e la combattività che le avevano permesso per venti anni di dominare i campi di battaglia europei: la fanteria era rapida nei movimenti e animata dal consueto spirito offensivo, la cavalleria era preparata e guidata da comandanti particolarmente esperti e aggressivi, l'artiglieria, organizzata secondo il sistema Gribeauval, era considerata ancora la migliore del mondo; i cannonieri erano addestrati a sparare velocemente e con precisione.
Il morale dei soldati dell'imperatore era in generale molto alto e Napoleone godeva ancora di un prestigio assoluto tra i ranghi; le truppe manifestavano grande spirito combattivo e forte desiderio di vendetta sui nemici. Elemento di debolezza dell'esercito era invece la mancanza di completa fiducia tra le truppe e i comandanti a causa delle dolorose esperienze precedenti e delle accuse reciproche di tradimento. C'era diffidenza tra chi aveva rifiutato di servire sotto i Borbone e chi invece non si era fatto scrupoli a cambiare bandiera. All'interno dell'esercito era presente nervosismo ed eccessiva tensione; alla prova del fuoco l'armata avrebbe dimostrato grande slancio offensivo ma anche facilità alla depressione e allo scoraggiamento.
Ogni singolo corpo d'armata era ben equilibrato, con contingenti di fanteria, cavalleria, artiglieria, genio, servizi sanitari, addetti ai rifornimenti e un proprio quartier generale. Come capo di stato maggiore dell'Armée du Nord fu designato il maresciallo Nicolas Jean-de-Dieu Soult, un esperto e capace comandante sul campo non molto idoneo a compiti organizzativi; egli in effetti durante la campagna commise alcuni importanti errori. L'armamento non era dei migliori e, come nel passato, anche nel 1815 l'organizzazione dei rifornimenti si rivelò inadeguata. Le strategie operative dell'Imperatore erano ormai ben conosciute dai generali alleati: in caso di superiorità numerica Napoleone in generale preferiva ampie manovre di aggiramento (manoeuvre sur les derrières) mentre, in caso di inferiorità numerica, egli adottava la cosiddetta "strategia della posizione centrale". Nonostante le esperienze precedenti, peraltro, Wellington e Blücher furono sorpresi dalla rapidità e dalla potenza dell'attacco iniziale francese a nord della Sambre e la "strategia della posizione centrale" di Napoleone raggiunse in un primo momento vantaggi apparentemente decisivi che sembravano preludere a un disastro per i coalizzati.
Napoleone durante la breve campagna dimostrò in effetti ancora una volta la sua superiore abilità strategica; la sua salute tuttavia non era eccellente e in alcune occasioni egli avrebbe mostrato minore risolutezza e fiducia del passato. In generale l'Imperatore non temeva i suoi avversari; riteneva Wellington lento e passivo, troppo prudente ed egoista, mentre considerava Blücher eccessivamente avventato, ottuso e mediocre tattico; in complesso Napoleone aveva maggiore considerazione per i prussiani che per i britannici.
Secondo Chandler, a Waterloo l'Armée du Nord di Napoleone ammontava a 71 947 uomini, di cui 48 950 baionette, 15 765 sciabole e 7 232 artiglieri con 246 pezzi d'artiglieria.
Lo spiegamento sul terreno dell'esercito napoleonico era più semplice di quello adottato da Wellington. A ovest della strada per Bruxelles, col fianco destro non troppo distante da La Belle Alliance, si trovava il II Corpo del generale di divisione Honoré Charles Reille a formare un lungo arco concavo attorno Hougoumont, oltrepassando a ovest la strada per Nivelles. All'estrema sinistra venne messa la divisione di cavalleria di Hippolyte Piré a cui si affiancavano, da ovest a est, le tre divisioni di fanteria di Girolamo Bonaparte, Maximilien Sébastien Foy e Gilbert Desiree Joseph Bachelu, mentre la divisione di Jean-Baptiste Girard, indebolita a Ligny, rimase indietro. Andando verso est da La Belle Alliance si incontravano le quattro divisioni di fanteria del I Corpo del generale Jean-Baptiste Drouet d'Erlon, guidate rispettivamente da Joachim Jérôme Quiot du Passage, François-Xavier Donzelot, Pierre-Louis Binet de Marcognet e Pierre François Joseph Durutte; gli undici squadroni di cavalleria del corpo d'armata si trovavano all'estrema destra, di fronte a La Haie e Frischermont, agli ordini di Charles-Claude Jaquinot. Questi due corpi d'armata andarono a costituire la prima linea dell'esercito francese, protette da uno schermo di cavalleria leggera.

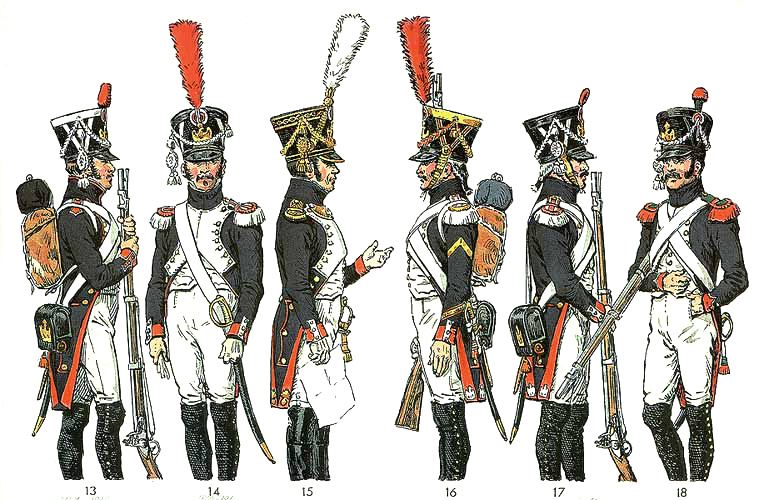
Fanteria francese della Guardia Imperiale

In seconda linea si trovava tutta la cavalleria di riserva: il generale François Étienne Kellermann con il suo III Corpo di cavalleria dietro Reille, a loro volta seguite dalla Divisione di cavalleria della Guardia di Claude-Étienne Guyot; allo stesso modo le spalle di d'Erlon erano guardate dal IV Corpo di cavalleria del generale Édouard Jean-Baptiste Milhaud, seguito dalla Divisione di cavalleria leggera della Guardia comandata da Charles Lefebvre-Desnouettes.
Napoleone dispose la riserva in colonna, in posizione centrale ai due lati della strada per Bruxelles: a est la cavalleria di Jean-Simon Domon, distaccata dal III Corpo che si trovava con Grouchy nei pressi di Wavre, e Jacques Gervais Subervie, distaccata dal I Corpo di cavalleria; a ovest le divisioni di fanteria di Francois-Martin-Valentin Simmer e Jean-Baptiste Jeanin del VI Corpo del generale Mouton, conte di Lobau. Infine c'era in terza linea la Guardia imperiale al comando del generale Antoine Drouot disposta a ranghi serrati accanto alla riserva d'artiglieria su entrambi i lati della fattoria di Rossomme.

## Svolgimento della battaglia
(Frase pronunciata da Napoleone la notte prima della battaglia.)
(Frase pronunciata da Napoleone il mattino della battaglia.)

### Preparativi

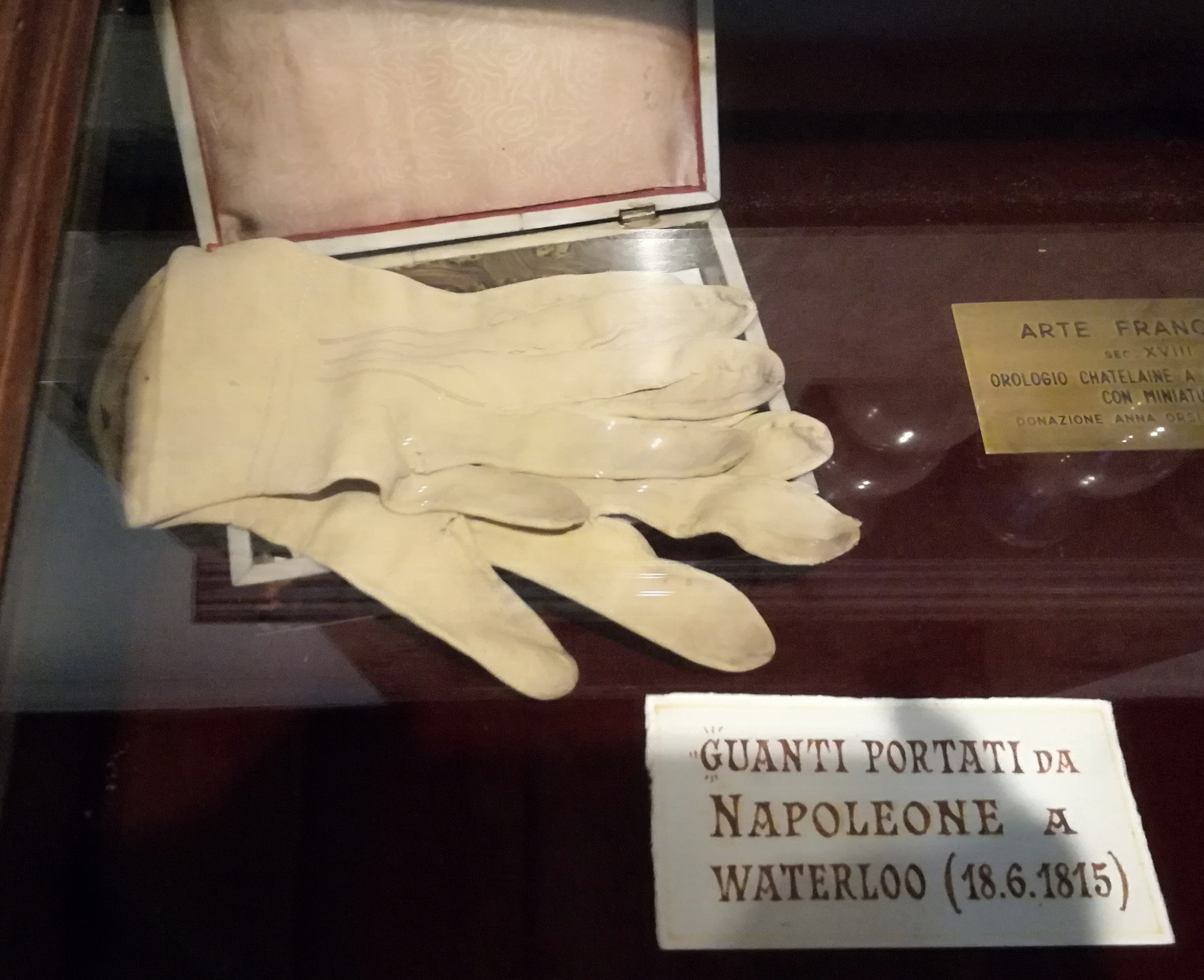
I guanti indossati da Napoleone nella battaglia di Waterloo, conservati presso la Pinacoteca Ambrosiana, Milano

Napoleone aveva mostrato forte nervosismo durante le ultime ore della notte soprattutto per il persistere della pioggia che sembrava rendere difficoltoso l'impiego dell'artiglieria; alcuni ufficiali affermarono che sarebbe stato impossibile iniziare la battaglia al mattino; l'imperatore tuttavia era risoluto a combattere e passò il tempo studiando accuratamente le mappe e predisponendo lo schieramento tattico del suo esercito. Alle ore 5:00 inviò un ordine al maresciallo Soult in cui disponeva che l'esercito fosse pronto alla battaglia per le ore 9:00. La situazione climatica migliorò poco dopo le ore 8:00; la pioggia cessò e il sole iniziò ad asciugare e consolidare il terreno; Napoleone fu sollevato dall'apprendere che gli ufficiali d'artiglieria ritenevano ora possibile manovrare le loro batterie. Napoleone, vecchio ufficiale d'artiglieria, faceva grande conto sull'apporto decisivo dei suoi cannoni, nettamente più numerosi di quelli dell'avversario, per frantumare progressivamente le linee britanniche.
Nel campo alleato, la nottata di pioggia aveva causato disagi anche superiori: oltre alle condizioni meteo che avevano reso il riposo quasi impossibile, un rombo di tuono particolarmente rumoroso aveva seminato il panico tra i cavalli della brigata di cavalleria pesante che si erano dati alla fuga seminando lo scompiglio nei bivacchi. Nonostante la nottata d'inferno, al mattino molti veterani della campagna di Spagna erano su di morale ricordando che anche alla vigilia della battaglia di Vitoria la pioggia era caduta copiosamente e pertanto ritenevano la pioggia stessa di buon auspicio.

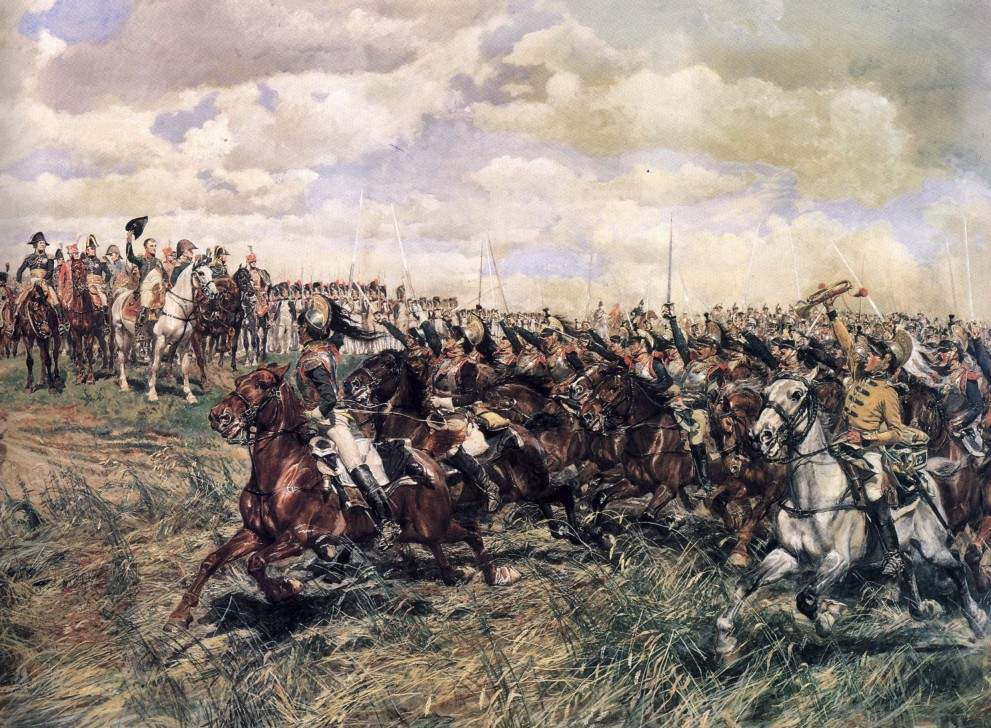
Un reparto di corazzieri saluta entusiasticamente Napoleone sul campo di battaglia

Alle 08:00 lo Stato maggiore francese si riunì con Napoleone a Le Caillou, per le disposizioni relative all'imminente battaglia. L'imperatore apparve molto ottimista, affermò che le probabilità erano tutte a suo favore e che i britannici ormai, a differenza di quel che pensava il maresciallo Ney, che ipotizzava una nuova ritirata del nemico, non potevano più sfuggirgli. Wellington "aveva gettato i dadi" e ils sont pour nous. Il maresciallo Soult invece si mostrò preoccupato: egli temeva la solidità difensiva delle truppe britanniche e consigliò di richiamare subito almeno una parte delle forze del maresciallo Grouchy; Napoleone derise i timori di Soult e confermò la sua piena fiducia nella vittoria. Subito dopo l'imperatore reagì con irritazione anche alle valutazioni espresse dal generale Reille che consigliava di evitare attacchi frontali e manovrare per sloggiare i britannici dalle loro posizioni; è possibile che Napoleone esprimesse in pubblico grande sicurezza anche per non scoraggiare i suoi subordinati e sostenerne il morale.
Sembra peraltro che l'ottimismo fosse predominante tra gli ufficiali francesi; durante l'incontro del mattino venne raccontata la storia del ballo della duchessa di Richmond al quale aveva preso parte Wellington; il maresciallo Soult derise l'apparente frivolezza del generale britannico dicendo: "il ballo è oggi". Alle ore 10:00 Napoleone inviò da Le Caillou una lettera a Grouchy; egli non sembrava preoccupato e confermava in pratica gli ordini per il suo maresciallo; l'imperatore non richiedeva il suo ritorno sul campo di battaglia principale e invece incaricava Grouchy di inseguire da vicino i prussiani che sembravano essere in ritirata a nord verso Wavre. Napoleone non sospettava affatto una manovra del nemico da Wavre contro il suo fianco destro e quindi riteneva che sarebbe bastata la pressione diretta delle truppe di Grouchy per neutralizzare i prussiani; egli tuttavia richiedeva anche che Grouchy manovrasse in modo da avvicinarsi a lui.
Subito dopo Napoleone si recò con i suoi ufficiali sulla linea del fuoco per ispezionare ancora una volta il terreno e passare in rivista il suo schieramento; egli era accompagnato da un contadino del posto, De Coster, che era stato costretto a fornire informazioni; le truppe accolsero con frenetiche manifestazioni di entusiasmo l'arrivo dell'imperatore sul campo di battaglia. Dopo aver esaltato i soldati con la sua presenza, Napoleone ritornò indietro e si sistemò vicino alla fattoria di Rossomme, lasciando il maresciallo Ney sul posto.

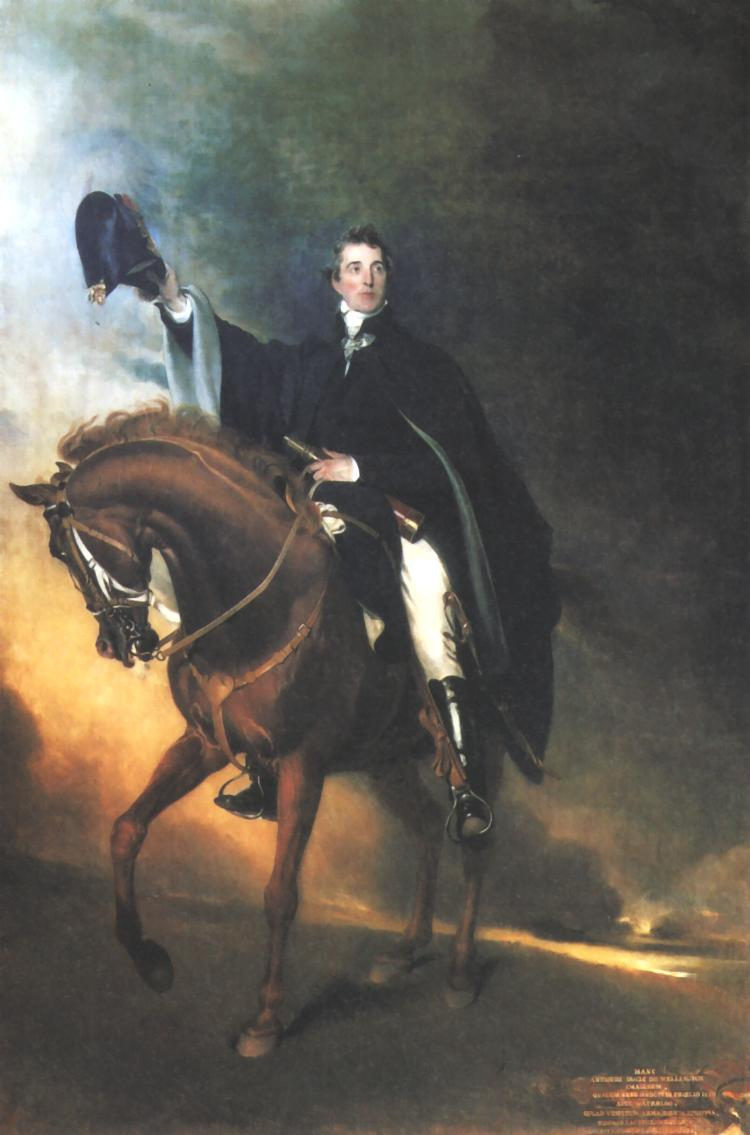
Il duca di Wellington in sella al suo cavallo Copenaghen

Il piano di battaglia venne dettato poco dopo le 11:00 e prevedeva un attacco diversivo sull'ala destra britannica e un attacco principale al centro, preceduto dal fuoco di un grande raggruppamento di artiglieria con i cannoni da 12 libbre del II e VI Corpo uniti a quelli del I Corpo, per sfondare le linee nemiche e occupare rapidamente Mont-Saint-Jean; in questo modo Napoleone avrebbe frantumato il fronte nemico e raggiunto risultati decisivi. L'imperatore quindi non tenne in alcun conto gli avvertimenti di Soult e Reille; trascurò di effettuare complesse manovre contro l'ala destra nemica e rinunciò anche ad aggirare l'ala sinistra britannica che era debole e priva di copertura sul fianco. Questa strategia semplice e brutale è stata criticata dallo storico britannico David Chandler; l'autore ritiene sorprendente anche la sua decisione di affidare il controllo diretto dell'attacco al maresciallo Ney, nonostante i gravi errori commessi da quest'ultimo nei giorni precedenti; Chandler ritiene che forse l'imperatore si aspettasse il riscatto dell'aggressivo maresciallo. Secondo gli storici francesi invece, Napoleone scelse il piano dell'attacco al centro soprattutto per motivi strategici: un aggiramento sulla sinistra britannica avrebbe indotto Wellington a ripiegare verso la costa, mentre un aggiramento sulla destra avrebbe favorito il congiungimento dei due eserciti nemici; l'imperatore aveva invece bisogno di una vittoria immediata e decisiva.
Alzatosi alle 06:00 e montato in sella al cavallo Copenaghen, anche Wellington si recò in prima linea per ispezionare le truppe. Verso le 11:00 stabilì il quartier generale presso un olmo isolato all'angolo sud-occidentale del crocevia sulla cresta di Mont-Saint-Jean. Forse per avere una via per ripiegare a occidente, forse perché sicuro dell'aiuto dei prussiani, Wellington non richiamò i 17 000 uomini del principe Federico. I prussiani nel frattempo si trovavano a una decina di chilometri di distanza, ritardati dal fango, presso Chapelle-Saint-Lambert.
Mentre Grouchy stava facendo colazione davanti a Wavre, verso le 11:30 le prime salve d'artiglieria francese diedero inizio alla battaglia di Waterloo. L'ora esatta dell'inizio della battaglia è incerta: nella sua relazione finale, Wellington scrisse che erano «all'incirca le 10»; il capitano F. Powell di un reggimento della Guardia riferì nel 1834 allo storico William Siborne che «il primo colpo di cannone fu sparato alle 10:45 (secondo il mio orologio)». In base ad altre testimonianze e all'analisi di vari documenti, tuttavia, gran parte degli storici ritiene che il cannone sparò per la prima volta alle 11:30.

### Attacco a Hougoumont

Mappa riassuntiva della battaglia. Le unità di Napoleone sono in blu, quelle di Wellington e dei suoi alleati tedesco-olandesi in rosso e quelle prussiane di Blücher in bianco (I e IV Corpo d'armata).

Udito il cannone sparare, il generale Reille diede il via all'attacco contro il castello di Hougoumont. Napoleone non aveva diramato istruzioni dettagliate a Reille; in pratica il compito iniziale del II corpo era solo quello di occupare il bosco e il castello; i francesi non erano sicuri che la zona fosse difesa e mancavano di informazioni precise. Fu quindi ordinato alla 6ª Divisione di Girolamo Bonaparte di mandare avanti quattro reggimenti, supportati dalla cavalleria di Piré. Le truppe di Nassau e di Hannover nascoste nel bosco del castello respinsero due volte i francesi, ma alla fine furono costrette a indietreggiare fino al frutteto e agli edifici del castello. Avanzando sotto una pioggia di fuoco, i soldati francesi iniziarono uno scontro violentissimo con gli avversari. Anziché consolidare le posizioni come gli era stato ordinato, Girolamo Bonaparte si fece trascinare dai combattimenti e inviò nella mischia, uno dopo l'altro, tutti i suoi reggimenti che tuttavia, nonostante i ripetuti assalti, riuscirono solamente a conquistare parte del frutteto al prezzo di forti perdite.
La difesa della fattoria di Hougoumont era stata affidata da Wellington alle compagnie leggere della brigata della Guardia, supportate da fanteria leggera di Nassau schierata nei boschi e nei frutteti immediatamente a sud della fattoria. La scelta effettuata da Wellington delle truppe cui affidare la difesa di questo caposaldo strategico fu quanto mai azzeccata in quanto Hougoumont - al pari di La Haye Sainte - fu teatro di scontri accesissimi durante tutto il corso della battaglia. Ma, al contrario di La Haye Sainte, a Hougoumont le Guardie, anche se attaccate da tre fronti, non cedettero di un passo fino al termine della battaglia.

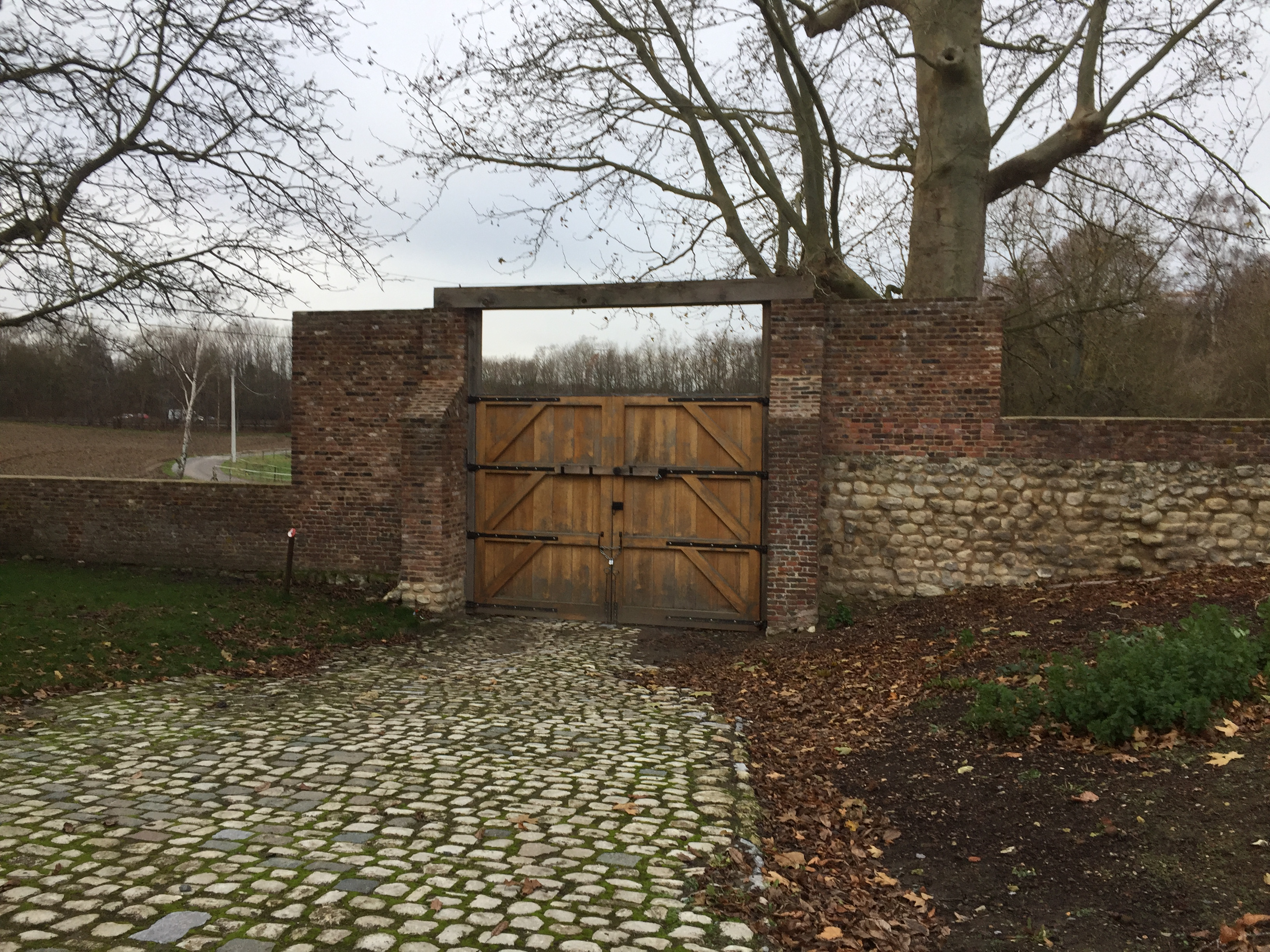
Portone Nord del Castello di Hougoumont - Visuale dal cortile interno.

I francesi fecero qualche temporaneo progresso a nord del castello, dove entrò in azione il 1º Reggimento leggero della brigata del generale Soye: guidati dall'imponente sottotenente Legros (chiamato l'Enfonceur, "lo sfondatore", perché brandiva una grande scure), una decina di francesi irruppero nel cortile di Hougoumont guidati dall'erculeo sottotenente Legros, ma il successo fu di breve durata perché nella furibonda mischia che ne seguì i difensori, guidati dall'abile e aggressivo tenente colonnello James Macdonell, uomo dalla corporatura imponente quasi quanto il suo antagonista Legros, richiusero il portone e uccisero tutti i francesi rimasti intrappolati all'interno; si salvò soltanto un tamburino, fatto prigioniero. Il sottotenente Legros si difese strenuamente da solo; ripetutamente ferito, riuscì a raggiungere la cappella all'interno del cortile dove, dopo una disperata resistenza, fu ucciso da un colpo di fucile. Il sopraggiungere di quattro compagnie di rinforzo e delle Coldstream Guards respinse del tutto i francesi dal muro settentrionale del castello. 
Per le truppe napoleoniche, quello che doveva essere un attacco secondario aveva finito di coinvolgere, per colpa degli sconsiderati attacchi ordinati da Girolamo Bonaparte, tutta la 6ª e parte della 9ª Divisione del generale Foy. Per contro, Wellington fece arrivare a Hougoumont tutta la brigata di Guardie del generale Byng, arrivate percorrendo un avvallamento parzialmente nascosto del terreno che univa Hougoumont alla principale linea alleata.
Solo alle 15:30 Napoleone intervenne di persona ordinando un pesante bombardamento del castello, che comunque non cadde mai in mano francese. I combattimenti a Hougoumont erano ancora in corso dopo le 20:00, quando sul fronte principale la Guardia imperiale era già stata battuta. Circa 13 000 francesi erano stati bloccati e respinti dalle 2 000 guardie di Byng e da qualche centinaio di soldati di Nassau e di Hannover, che giustamente meritarono gli elogi di Wellington. Le perdite furono elevate da ambo le parti. La mancata presa di Hougoumont non solo impegnò una gran quantità di soldati francesi, ma impedì in seguito anche l'impiego in massa della cavalleria pesante napoleonica.

### Attacco del corpo d'armata di d'Erlon

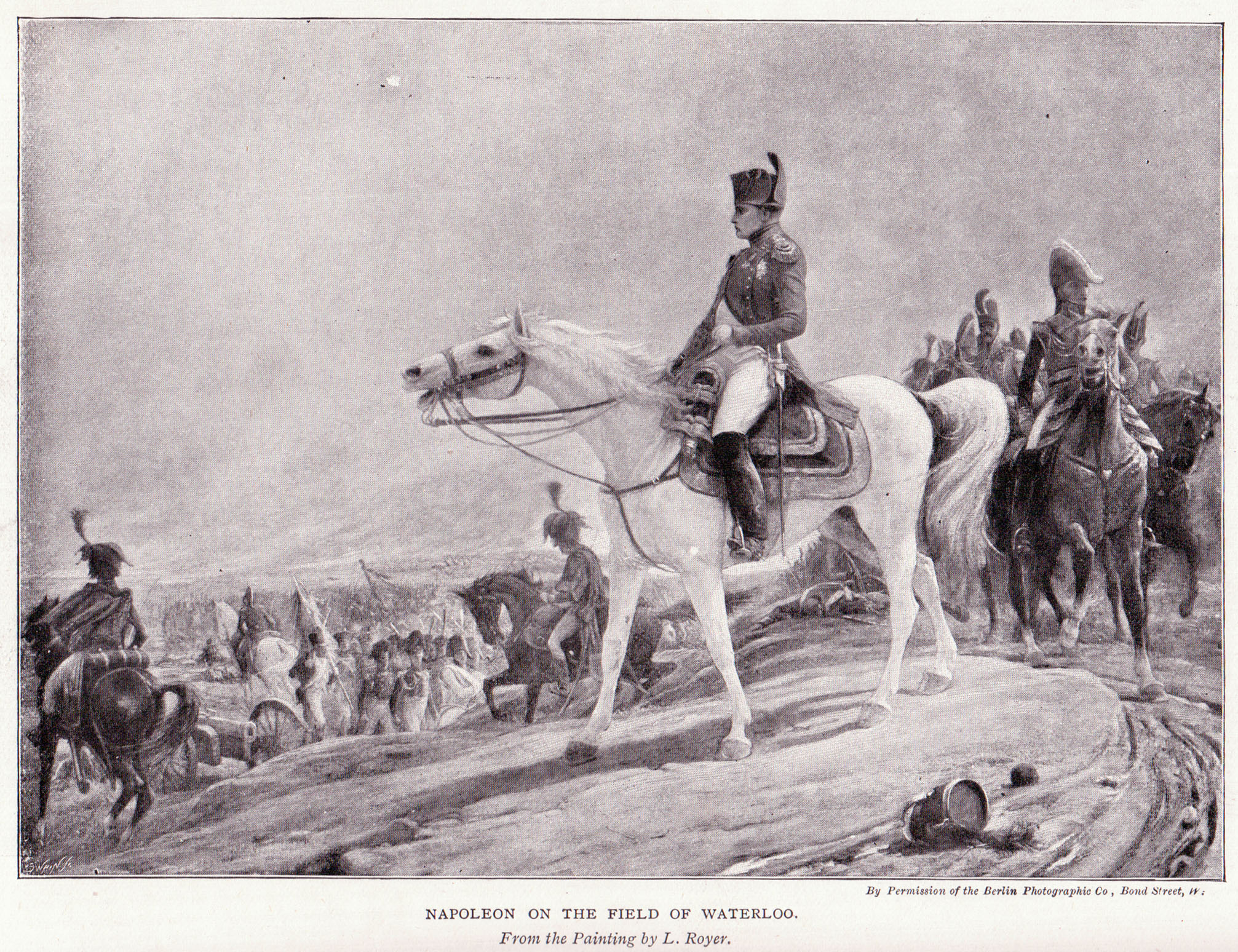
Napoleone sul campo di battaglia

Mentre a Hougoumont si era nel pieno dei combattimenti e d'Erlon doveva ancora iniziare l'attacco, intorno alle ore 12:00 gli ufficiali dello stato maggiore francese avvistarono tra la vegetazione a nord-est, in direzione di Chapelle-Saint-Lambert, dei movimenti di truppe non identificate. Napoleone apparve nervoso e dubbioso; egli inviò in quella direzione il generale Bernard per raccogliere informazioni; poco dopo l'aiutante di campo ritornò con pessime notizie: si trattava di truppe prussiane in avvicinamento appartenenti al IV corpo d'armata; l'informazione venne confermata dalla cattura di un prigioniero del 2º Reggimento ussari slesiani da parte di una pattuglia del 7º Reggimento ussari vicino a Frischermont.
Effettivamente fin dalle ore 07:00 del 18 giugno, il feldmaresciallo Blücher aveva messo in movimento da Wavre il IV corpo del generale Friedrich Wilhelm von Bülow con l'ordine di raggiungere Chapelle-Saint-Lambert dove avrebbe dovuto fermarsi e raggrupparsi in attesa di nuove disposizioni; in caso di battaglia in corso a Mont-Sain-Jean, Bülow avrebbe dovuto attaccare il fianco destro francese. Blücher prevedeva di inviare subito dopo a Chapelle-Saint-Lambert anche il II corpo d'armata del generale Georg Dubislav Ludwig von Pirch; ansioso di prendere parte personalmente alla battaglia, il comandante in capo prussiano lasciò il generale von Gneisenau a Wavre e alle ore 11:00, nonostante le precarie condizioni di salute, partì con il suo stato maggiore verso Chapelle-Saint-Lambert per assumere il comando diretto delle truppe. Blücher avrebbe ricordato in seguito il suo ardente desiderio di combattere: "Malgrado tutto le sofferenze per la mia caduta [a Ligny]…mi sarei fatto legare al mio cavallo piuttosto che mancare alla battaglia".
A dispetto delle inquietanti notizie, Napoleone si mostrò ancora convinto di poter concludere vittoriosamente la giornata. Gli squadroni dei generali Domon e Subervie e il VI Corpo di Lobau vennero spostati a nord-est; in tal modo la metà delle riserve napoleoniche dovette essere impegnata ancora prima dell'inizio della battaglia per contrastare una possibile manovra sul fianco destro. Il maresciallo Soult scrisse a Grouchy una lettera che venne inviata poco prima delle ore 14:00; nella missiva il maresciallo si espresse in modo contraddittorio approvando i movimenti di Grouchy in direzione di Wavre ma affermando in un post scriptum che c'erano notizie della presenza di forze prussiane sul fianco destro dell'imperatore e che quindi Grouchy avrebbe dovuto anche "manovrare per raggiungere la nostra destra". Questo messaggio, peraltro poco chiaro, giunse al destinatario solamente dopo le 17:00, quando ormai era troppo tardi per fermare i prussiani. Senza ulteriori ordini, quindi, e dopo un alterco con il comandante del IV Corpo generale di divisione Étienne Maurice Gérard che voleva riunirsi a Napoleone, Grouchy si attenne alle disposizioni originarie di muovere verso Wavre, lasciando cadere definitivamente l'opportunità di intercettare i prussiani, cosa che in teoria sarebbe stata possibile se le sue truppe avessero iniziato l'inseguimento prima di mezzogiorno.

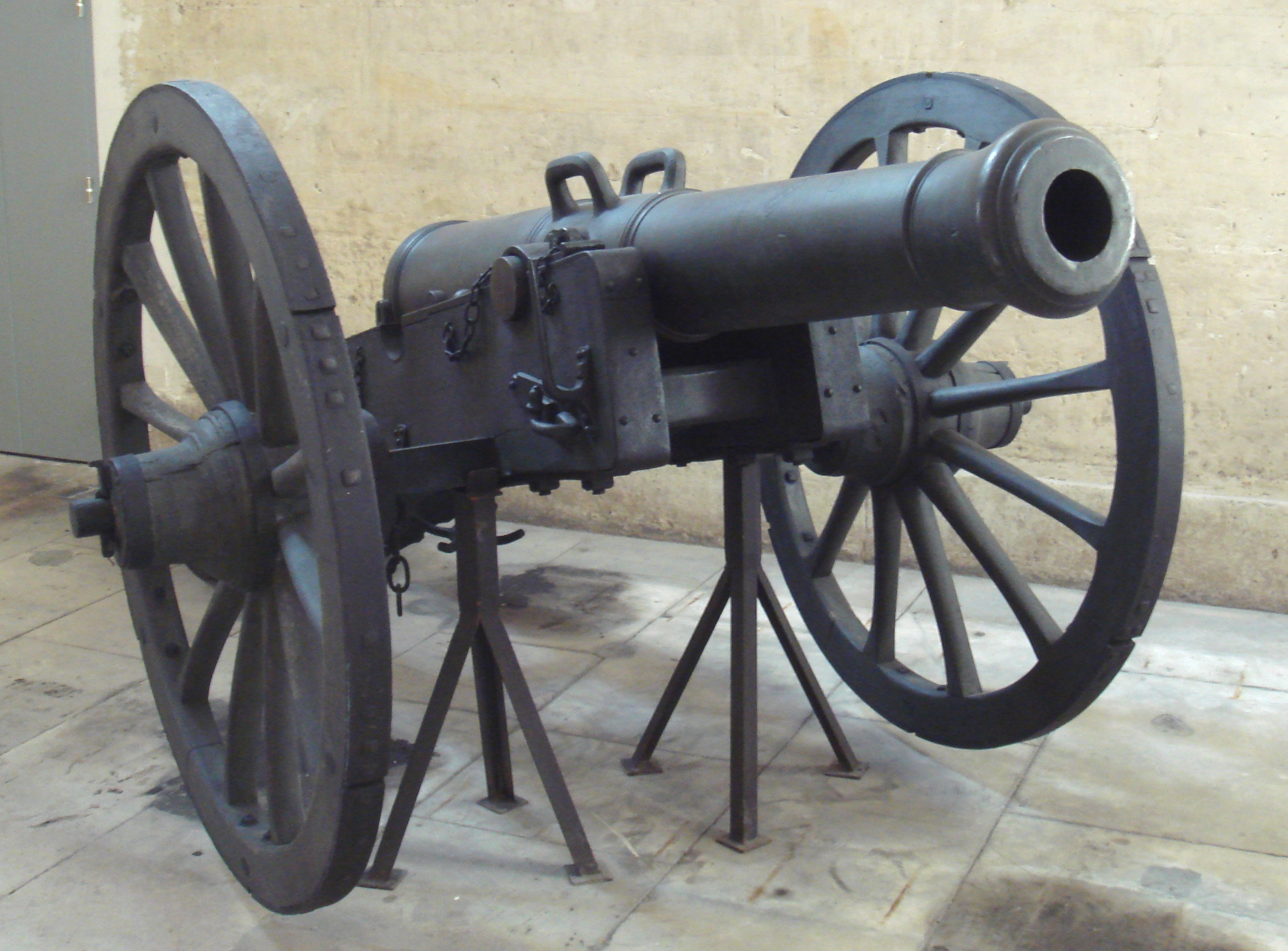
Un cannone Gribeauval da 12 libbre

Napoleone quindi, nonostante il crescente pericolo di essere attaccato sul fianco dai prussiani, decise di continuare la battaglia; egli avrebbe potuto verosimilmente ripiegare senza difficoltà, ricongiungersi con Grouchy e studiare un nuovo piano di campagna; l'imperatore invece non prese affatto in considerazione questa possibilità e apparve determinato a battersi e vincere sul campo di Mont-Saint-Jean. Secondo gli storici francesi Henri Lachouque e Robert Margerit, Napoleone temeva le conseguenze politiche in Francia della notizia di una sua ritirata; preoccupato di sostenere il morale delle sue truppe e dei suoi simpatizzanti, egli ritenne indispensabile ottenere subito una schiacciante vittoria sui suoi nemici.
L'attacco principale francese procedette secondo i piani iniziali. A est della strada per Bruxelles, sulla cresta di Belle-Alliance, Napoleone fece entrare in azione la cosiddetta Grande batterie d'artiglieria; le batterie da 12 libbre del I, II e VI corpo, le batterie da 8 libbre del I corpo, e tre batterie della Guardia, per un totale di ottanta cannoni, aprirono il fuoco con un ritmo di 2-3 colpi al minuto per pezzo. Napoleone era sempre stato convinto dell'importanza di concentrare il fuoco di molte batterie nel settore dell'attacco per ottenere risultati decisivi e scuotere il morale dell'avversario. I generali Ruty e Desales schierarono i loro cannoni allo scoperto sul declivio e tra le ore 12 e le ore 13 aprirono il fuoco; i cannoni sparavano, su un fronte di circa due chilometri, 120 colpi al minuto in totale, con una media di un colpo al minuto ogni venti metri.
Il fuoco dell'artiglieria francese creò una cappa di fumo stagnante sulla piana ma non ottenne risultati decisivi: schierati a 1 100-1 400 metri dalle posizioni britanniche, i cannoni erano troppo lontani per poter colpire con efficacia le riserve del nemico. Subirono perdite l'artiglieria e i reparti esposti di Wellington, in particolare i fanti belgi e olandesi della brigata Bylandt, ma il grosso dell'esercito alleato era al riparo dietro la cresta del colle e non venne pesantemente colpito, considerato anche che il terreno ancora umido evitò il rimbalzo dei colpi che invece sprofondarono nel fango. In quel periodo era molto utilizzata la tecnica del "tiro di rimbalzo" o ricochet: le palle erano sparate in modo che non si conficcassero nel terreno, ma rimbalzassero diverse volte tra le linee nemiche, moltiplicando l'effetto devastante della cannonata.

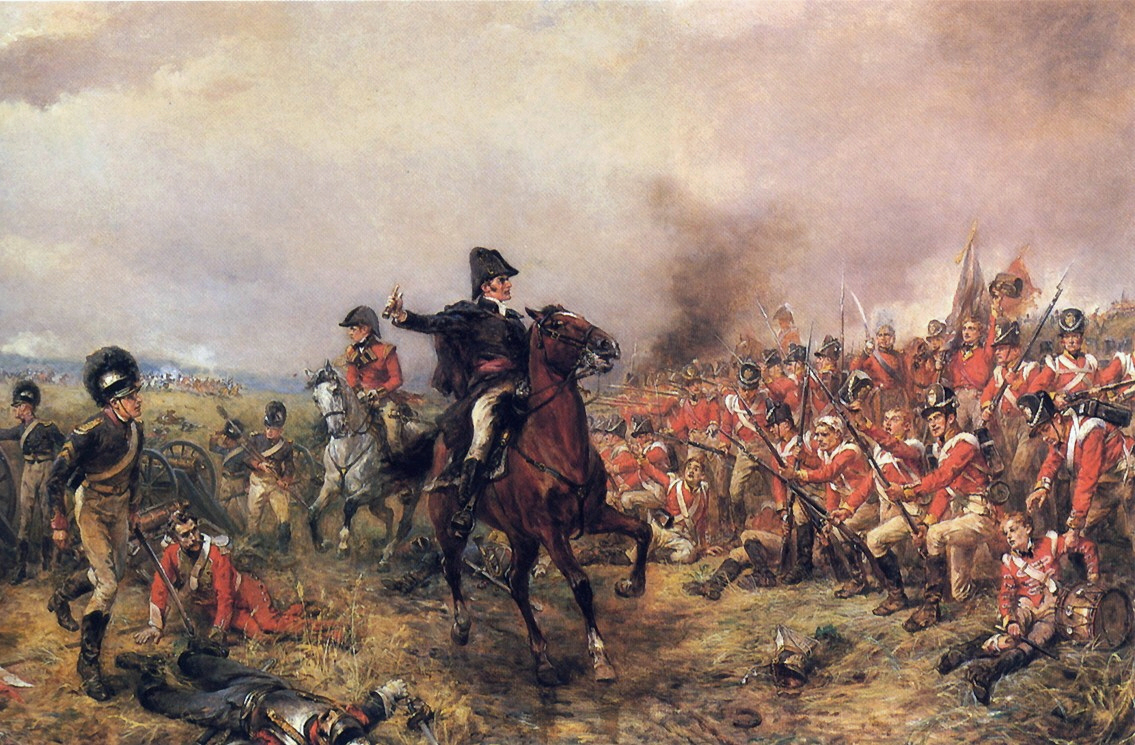
Wellington a Waterloo, dipinto di Robert Alexander Hillingford

Alle 13:30 i circa 14 000 francesi del I Corpo d'armata cominciarono a muovere in avanti, preceduti da una rete di tirailleurs; il generale d'Erlon aveva concentrato al massimo le sue forze, raggruppando in una formazione compatta ventotto battaglioni. I soldati francesi del I Corpo avevano il morale molto alto e, dopo aver mancato di partecipare alla battaglia di Ligny per gli errori dei generali, erano animati da forte spirito offensivo. La formazione tattica che venne effettivamente adottata dal I Corpo d'armata per l'attacco non è del tutto chiara: secondo David Chandler le divisioni, invece di disporsi in "colonne di divisione per battaglione" (una formazione flessibile con una prima linea di circa settecento uomini) si schierarono in "colonne di battaglione per divisione" (una formazione con duecento uomini in prima linea e molto profonda, molto limitante dal punto di vista tattico). Anche Henry Houssaye critica la formazione adottata apparentemente su iniziativa di d'Erlon o di Ney: lo storico francese afferma che le divisioni si schierarono in colonne di battaglione serrati e ammassati; Alessandro Barbero, infine, afferma che i francesi si schierarono con i battaglioni uno dietro l'altro, ma disposti in formazione in linea invece che in colonna, per assicurare una maggiore potenza di fuoco.
Alla sinistra degli attaccanti, la divisione di Quiot si allargò attorno alla fattoria de La Haye Sainte, dove era schierato un battaglione di fanteria leggera tedesco della King's German Legion al comando del maggiore Baring. Tre compagnie erano appostate nel frutteto, due nell'edificio e una in un orto vicino alla fattoria. Il maresciallo Ney trascurò di impiegare l'artiglieria per smantellare l'edificio e l'attacco della fanteria francese incontrò una tenace resistenza da parte dei soldati tedeschi. Gli uomini della King's German Legion nel frutteto e nel giardino furono alla fine sopraffatti dai soldati francesi della brigata Quiot ma il primo attacco all'edificio si concluse con un fallimento; alcuni reparti di rinforzo inviati dalle brigate di Ompteda e Kielmansegge furono respinte dal tempestivo intervento dei corazzieri del generale Travers.
Fu momentaneamente conquistata anche la cava di ghiaia, ritornata presto in mano alleata grazie al pronto intervento della brigata del generale Kempt; un reggimento francese che tentava di aggirare la posizione di La Haye Sainte passando dall'orto subì a sua volta forti perdite. Mentre erano in corso i combattimenti a La Haye Sainte, le altre tre divisioni francesi avanzarono in massa, nonostante le perdite causate dal fuoco dell'artiglieria e della fanteria anglo-alleata, e attaccarono la prima linea nemica costituita dalla debole brigata belga-olandese Bylandt che venne rapidamente sbaragliata dai reparti di Donzelot e Marcognet e ripiegò in disordine oltre la cresta; l'assalto francese sembrava procedere con successo: sulla destra la divisione Durutte conquistò la fattoria di Papelotte, respinse la fanteria leggera di Nassau e attaccò gli hannoveriani della brigata Best.
I francesi raggiunsero la cresta e oltrepassarono la siepe che bordeggiava la strada infossata dello chemin d'Ohain, mentre gran parte della brigata Bylandt si disgregava; il generale Thomas Picton per evitare uno sfondamento decise di fare intervenire le due brigate britanniche Kempt e Pack, che erano schierate in seconda linea con i soldati sdraiati a terra al riparo dal fuoco d'artiglieria. Queste due formazioni si schierarono in linea e aprirono il fuoco di fila contro le masse compatte della fanteria francese delle divisioni Marcognet e Donzelot, che subirono forti perdite ma ben presto, dopo un momento di sbandamento, si spiegarono e risposero al fuoco con efficacia. Il generale Picton ordinò ai suoi soldati di caricare ma fu ucciso quasi subito, colpito da un proiettile alla testa, e i famosi reggimenti scozzesi della brigata Pack furono ben presto fermati e attaccati dalla fanteria francese di Marcognet, che riprese a guadagnare terreno oltre la strada infossata. La situazione del settore centrale delle linee di Wellington intorno alle ore 14:00 divenne molto critica.

### L'intervento della cavalleria britannica
I generali alleati Pack e Best erano in grave difficoltà di fronte all'attacco del corpo d'armata di d'Erlon, ma proprio In questa fase cruciale, Henry Paget ordinò tempestivamente alle due brigate di cavalleria pesante di dare supporto alla fanteria in difficoltà; si trattava della 1ª Brigata, conosciuta come Household Brigade, comandata dal maggior generale lord Edward Somerset e della 2ª Brigata, conosciuta come Union Brigade, comandata dal maggior generale sir William Ponsonby e così chiamata perché era composta da un reggimento misto di inglesi, scozzesi (i famosi Scots Greys) e irlandesi. Le due brigate erano costituite da circa 2 000 cavalieri, montati su ottime cavalcature, superiori a quelle degli altri eserciti europei; si trattava di reparti combattivi e ben equipaggiati ma privi di esperienza, non molto addestrati e guidati da ufficiali entusiasti ma scarsamente preparati dal punto di vista tattico.

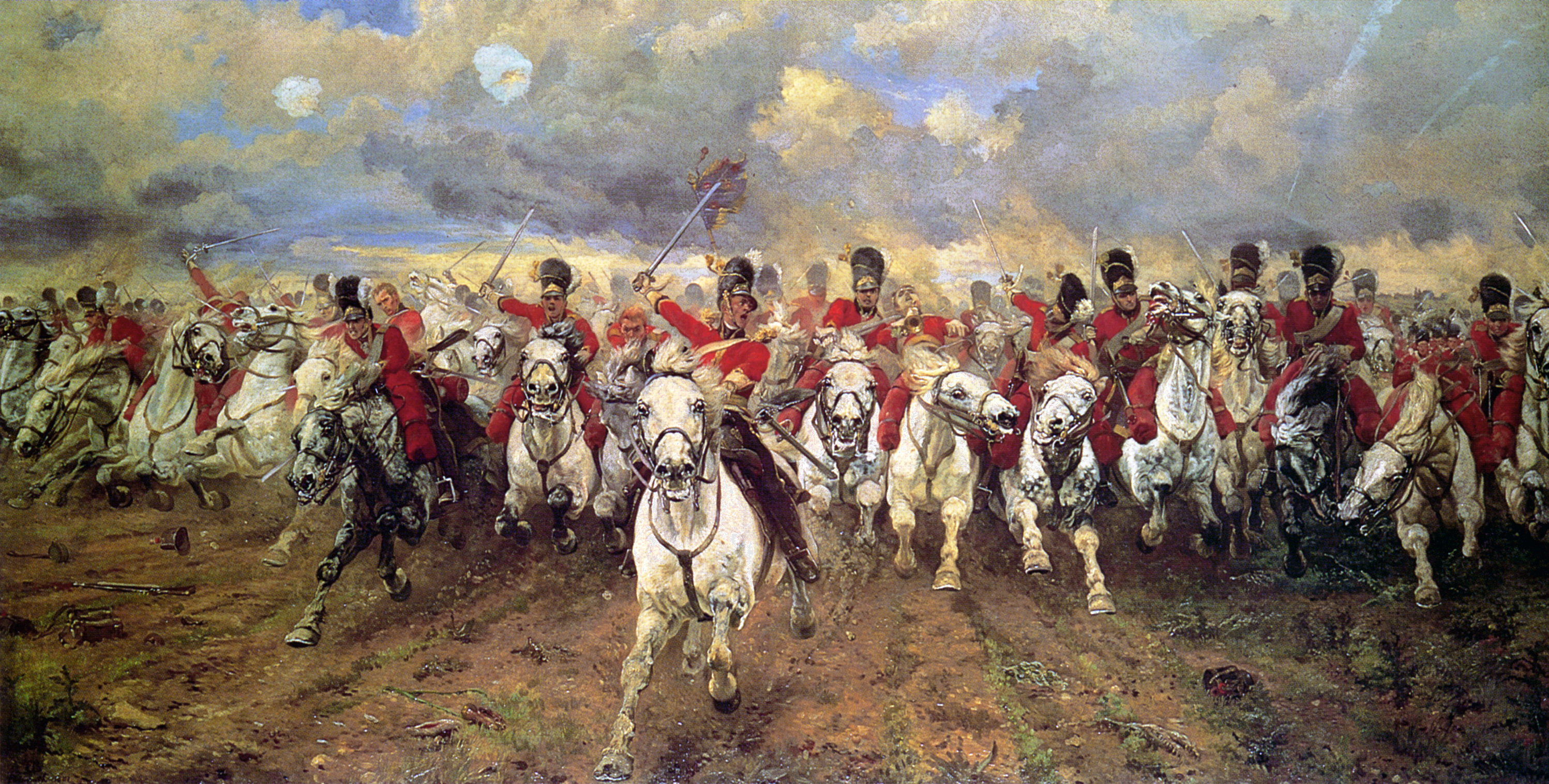
La carica degli Scots Greys a Waterloo

Henry Paget decise di guidare personalmente l'attacco e quindi perse ogni possibilità di coordinare le operazioni: egli, dopo la battaglia, rimpianse apertamente di aver caricato alla testa dei suoi uomini, dicendo «Commisi un grave errore». La Household Brigade superò le posizioni della fanteria alleata e caricò giù dalla collina attaccando in un primo momento da due direzioni i corazzieri della brigata Travers, che coprivano il fianco sinistro del I Corpo; i cavalieri francesi si trovarono stretti tra i dragoni britannici e la strada infossata dello Chemin d'Ohain e cercarono di sfuggire deviando a destra verso la strada maestra di Bruxelles.
I corazzieri francesi, inseguiti e attaccati dalla cavalleria britannica, finirono in gran numero nella profonda scarpata della strada maestra che correva incassata e subirono perdite rovinose; i superstiti cercarono di contrattaccare ma alla fine si ritirarono verso sud-ovest mentre i dragoni britannici continuavano la carica. In questa occasione rimase ucciso il caporale John Shaw, il più famoso pugile della Gran Bretagna, raggiunto da un colpo di carabina di un corazziere francese. L'episodio della rovinosa caduta dei corazzieri nella scarpata della strada maestra ha probabilmente ispirato la celebre narrazione fittizia dello scrittore Victor Hugo della carica della cavalleria pesante francese contenuta nell'opera I Miserabili.
L'attacco degli squadroni britannici contro la fanteria del I Corpo d'armata ebbe effetti devastanti: le truppe francesi, colte allo scoperto, non riuscirono a organizzare la resistenza e vennero in gran parte disperse; i soldati fuggirono in rotta e subirono gravi perdite, lasciando tutto il terreno guadagnato sulla cresta di Mont-Saint-Jean; vennero catturati numerosi prigionieri. La Household Brigade attaccò e sbaragliò la brigata Aulard della divisione Quiot; subito dopo tuttavia Henry Paget perse il controllo dei suoi reparti e i cavalieri britannici continuarono incautamente la carica. Fermati a valle dalla brigata francese Schmitz, che era riuscita a disporsi in quadrati difensivi, i dragoni subirono anche sul fianco il fuoco della fanteria della divisione Bachelu del II Corpo d'armata, schierata a ovest della strada maestra.
I tre reggimenti della Union Brigade invece scompigliarono e disgregarono le quattro brigate delle divisioni Donzelot e Marcognet. Gli Scots Greys, in particolare, vennero in aiuto agli scozzesi della brigata Pack e distrussero le brigate Grenier e Nogues; vennero catturate le aquile del 105º Reggimento di linea e del 45º Reggimento di linea. L'aquila del 105º reggimento venne conquistata dal capitano Clark del 1° Dragoni, mentre il sergente Ewart degli Scots Greys si impossessò dell'aquila del 45º Reggimento. La fanteria delle brigate Kempt, Pack e Bylandt sfruttò la situazione e riconquistò il terreno perduto, rastrellando e catturando i soldati francesi dispersi. La divisione di Durutte invece, schierata all'estrema destra del fronte di Napoleone, venne attaccata dai dragoni della brigata britannica di Vandeleur e della brigata belga-olandese di Ghigny ma, dopo un momento critico iniziale, riuscì a formare i quadrati ed evitò una disastrosa sconfitta; dovette tuttavia ripiegare a sud della strada infossata.

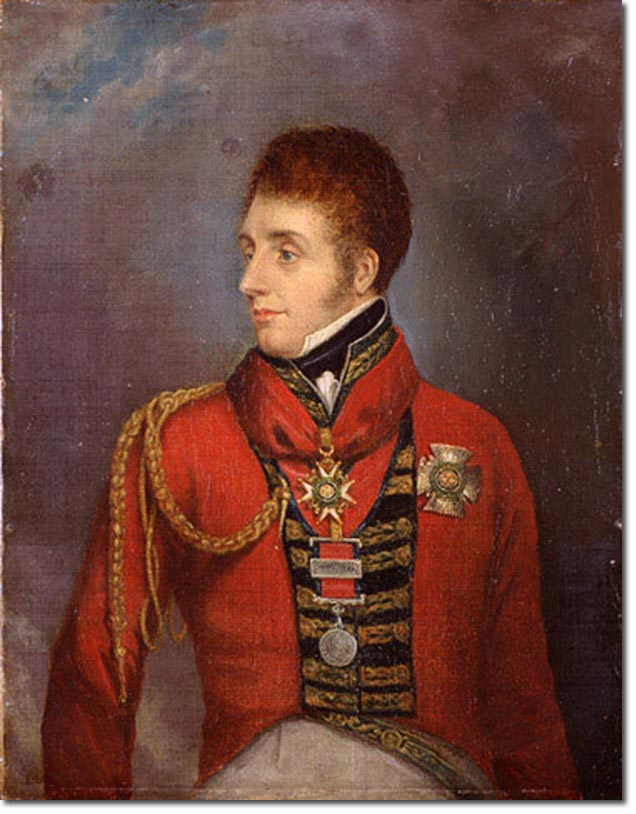
Il maggior generale William Ponsonby fu ucciso dai lancieri francesi durante la carica della cavalleria britannica

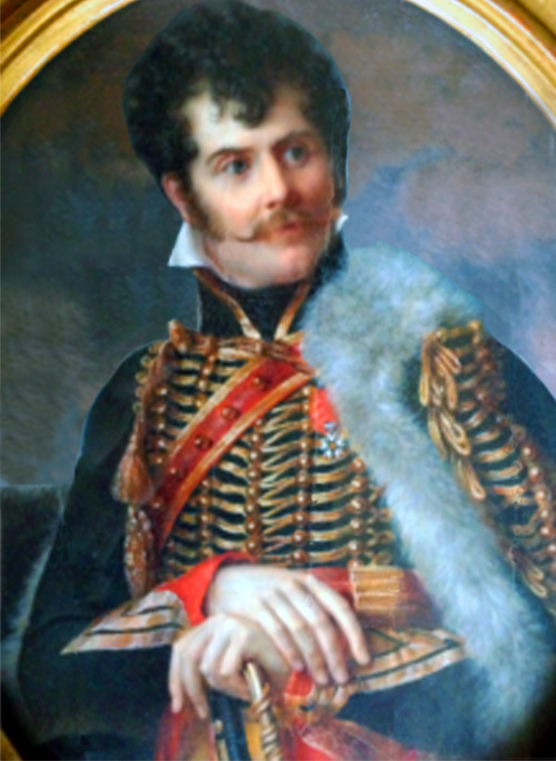
Il colonnello Louis Bro guidò il 4° lancieri che contrattaccò con successo gli Scots Greys

Dopo il brillante successo contro la fanteria francese la Union Brigade tuttavia esaurì le sue forze continuando l'attacco in direzione dello schieramento di cannoni della Grande batterie; il comandante degli Scots Greys, colonnello James Hamilton, guidò personalmente i suoi uomini contro l'artiglieria francese. I dragoni britannici raggiunsero le batterie da 12 e da 6 pollici, scatenarono il panico tra gli artiglieri e misero temporaneamente fuori uso alcune decine di cannoni, ma i loro successi furono solo momentanei. Gli Scots Greys dovettero ben presto abbandonare le posizioni raggiunte e gran parte dei cannoni fu rimessa in funzione dai francesi; inoltre la cavalleria, esausta e disorganizzata, dovette subire il contrattacco della cavalleria napoleonica.
Per fronteggiare la minaccia della cavalleria nemica, Napoleone ordinò un pronto contrattacco con le due brigate di corazzieri della divisione di cavalleria pesante del generale Delort e con i temibili lancieri della divisione del generale Jacquinot. Due reggimenti di lancieri, al comando del colonnello Martigues e del colonnello Louis Bro, colpirono sul fianco gli Scots Greys con pieno successo, dimostrando la loro netta superiorità di armamento; gli Scots Greys vennero distrutti; il colonnello Hamilton venne ucciso insieme alla maggior parte dei suoi uomini. La Union Brigade perse anche il comandante William Ponsonby che, intralciato dal terreno fangoso, venne raggiunto e disarcionato dal sottufficiale francese Urban del 4° lancieri e quindi ucciso con un colpo di lancia al petto. Il colonnello Bro prestò aiuto anche ai soldati della divisione Durutte facilitando il loro disimpegno e attaccando i dragoni di Vandeleur. Contemporaneamente, i corazzieri della brigata Farine contribuirono alla distruzione degli Scots Greys e soprattutto inseguirono e attaccarono le altre formazioni della cavalleria britannica che, stanche e disorganizzate, subirono perdite elevatissime durante il ripiegamento; secondo il generale Milhaud i dragoni britannici vennero decimati, con «più di 800 dragoni morti».

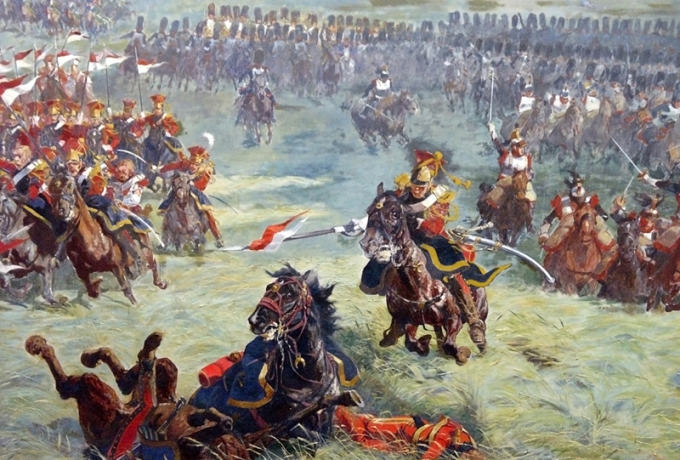
La carica dei lancieri francesi della Guardia

Per affrontare il contrattacco francese, i britannici impiegarono i dragoni di Vandeleur, che tuttavia subirono pesanti perdite contro i lancieri di Bro, e la cavalleria dei Paesi Bassi del generale de Collaert; questi reparti, gli ussari del barone de Ghighy e i carabinieri del generale Trip van Zoudtlandt, si dimostrarono efficienti e combattivi riuscendo a respingere la cavalleria francese e facilitando la ritirata dei cavalieri britannici superstiti. La cavalleria pesante britannica uscì molto indebolita dopo questa fase della battaglia e non poté svolgere più un ruolo importante nel corso dei combattimenti successivi; tuttavia i reparti di cavalleria leggera anglo-alleati continuarono a operare con efficacia, fornendo prezioso supporto alla fanteria nelle dure fasi finali dello scontro.
Nonostante le perdite subite, l'azione della cavalleria pesante britannica ebbe grande importanza e permise di respingere l'attacco iniziale del corpo d'armata di d'Erlon che sembrava avere successo. Fu soprattutto grazie all'intervento della cavalleria britannica che questa mossa di Napoleone si risolse in un grave fallimento; la fanteria francese si disgregò e il I corpo d'armata perse circa 5 000 uomini, tra cui 2 000-3 000 prigionieri, e sedici cannoni, i britannici inoltre guadagnarono tempo prezioso in attesa dell'arrivo dei prussiani. L'opinione degli storici è dunque piuttosto favorevole, poiché «nel complesso l'azione ebbe un successo sbalorditivo e con ogni probabilità salvò Wellington dalla sconfitta».

### La carica della cavalleria pesante francese
Terminata la drammatica fase della carica della cavalleria alleata, verso le 15:00 i combattimenti calarono temporaneamente d'intensità, eccetto che a Hougoumont e a La Haye Sainte. Napoleone aveva appena ricevuto un messaggio di Grouchy, scritto alle 11:30; l'imperatore comprese da questa missiva che il maresciallo stava marciando molto lentamente, non si preoccupava di avvicinarsi a lui e contava di entrare in campo solo il giorno seguente. Nonostante queste pessime notizie, Napoleone non desistette; ritenendo che se avesse interrotto la battaglia in corso, la sua situazione non avrebbe potuto che peggiorare, egli sperava ancora di riuscire a battere Wellington prima dell'arrivo in forze dei prussiani. L'imperatore diede ordine al maresciallo Ney di sferrare un nuovo attacco contro La Haye Sainte; egli considerava essenziale conquistare quel caposaldo da cui intendeva lanciare l'attacco finale con i reparti di Reille e d'Erlon, rafforzati con la Guardia imperiale. Il maresciallo Ney quindi attaccò la fattoria difesa dai battaglioni della fanteria leggera tedesca della King's German Legion, con una brigata del generale Quiot; contemporaneamente i cacciatori di una brigata della divisione di Donzelot tentarono una manovra aggirante a est della strada di Bruxelles. Il maggiore Baring che guidava la difesa de La Haye Sainte aveva ricevuto due compagnie di rinforzo e fu in grado di respingere l'attacco della brigata di Quiot; anche la brigata della divisione di Donzelot fu respinta.

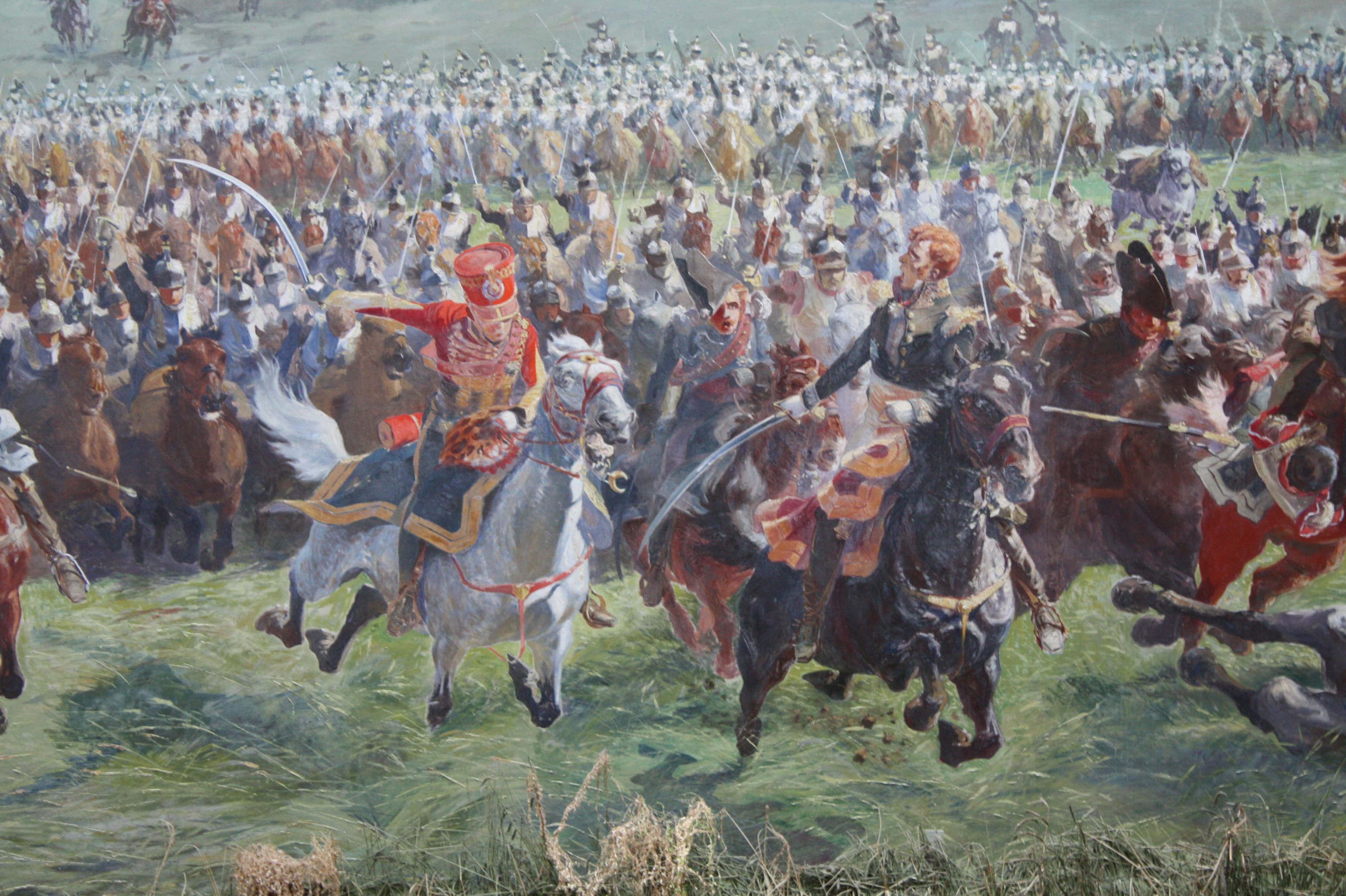
Il maresciallo Ney guida la carica della cavalleria pesante francese

Dopo il fallimento del secondo attacco francese, i combattimenti a La Haye Sainte continuarono senza risultati decisivi. I soldati tedeschi della King's German Legion continuarono a mantenere il controllo della fattoria ma si trovarono progressivamente in sempre maggiore difficoltà per la carenza di munizioni, richieste inutilmente dal maggiore Baring; Wellington si limitò a inviare invece altre due compagnie di rinforzo.
Il secondo attacco francese contro il settore de La Haye Sainte fu supportato dal fuoco sempre più sostenuto della Grande batterie contro il centro-sinistra alleato; anche i cannoni del II Corpo erano intervenuti in modo massiccio, rinforzati da alcuni pezzi da 12 libbre della Guardia. In questa fase il tiro dell'artiglieria francese divenne particolarmente efficace e causò forti perdite alle prime linee nemiche; alcuni reparti ripiegarono di cento passi per trovare un maggior riparo. Questi movimenti e le notizie di convogli di feriti e sbandati che rifluivano verso la foresta di Soignes, trassero in inganno il maresciallo Ney che, ritenendo imminente la ritirata generale del nemico, ordinò a una brigata di corazzieri di attaccare subito. Sembra che Napoleone avesse assegnato al maresciallo il controllo dell'intero IV Corpo di cavalleria del generale Milhaud ma senza dargli l'ordine di caricare; l'attacco della cavalleria francese sarebbe stato sferrato su iniziativa di Ney; il maresciallo decise alla fine di impiegare l'intero IV corpo e inoltre riuscì a convincere a partecipare alla carica anche il generale Lefevbre-Desnuettes, comandante di una divisione di cavalleria della Guardia. Secondo Robert Margerit la carica della cavalleria francese avvenne prematuramente soprattutto per la disorganizzazione del comando e per una serie di equivoci: verosimilmente Ney era convinto che l'imperatore approvasse la sua iniziativa.

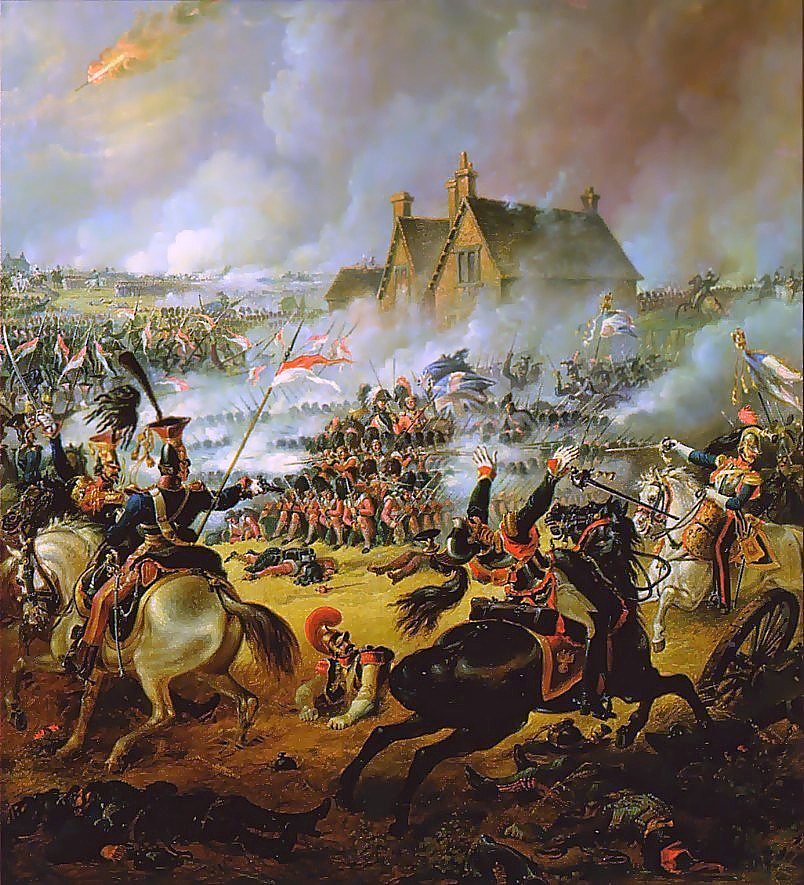
La carica della cavalleria francese contro i quadrati britannici

In realtà il duca di Wellington non aveva affatto intenzione di ritirarsi, ma al contrario predispose accuratamente le sue truppe per affrontare la cavalleria francese: venti battaglioni vennero schierati in quadrati disposti a scacchiera su due linee sulla contropendenza della cresta di Mont-Saint-Jean. Ogni quadrato era organizzato su tre ranghi, con i soldati della prima fila con il ginocchio a terra e le baionette in posizione; davanti ai quadrati le batterie britanniche continuarono a fare fuoco fino all'ultimo momento; quindi gli artiglieri ripiegarono all'interno delle linee abbandonando temporaneamente i cannoni.
La cavalleria di Ney discese il declivio fino a La Haye Sainte dove i cavalieri riorganizzarono la formazione, quindi riprese l'avanzata risalendo il pendio: in prima linea i corazzieri, seguiti dai cacciatori e infine i lancieri della Guardia. L'attacco della cavalleria francese venne condotto, sotto il fuoco dell'artiglieria britannica, a "un trotto abbastanza lento", e venne intralciato dal terreno ancora melmoso. Nonostante le perdite, i cavalieri francesi superarono le batterie nemiche che erano state abbandonate dai serventi e attaccarono con grande determinazione i quadrati, ma si trovarono in grande difficoltà. I cavalli, sfiancati dall'avanzata nel fango in salita e privi di spazio per riprendere lo slancio, non furono in grado di superare la linea delle baionette; molti animali furono abbattuti davanti ai quadrati. Lord Uxbridge riunì la cavalleria che gli rimaneva e contrattaccò i francesi, che a loro volta si riorganizzarono e tornarono alla carica. La mischia divenne presto furibonda e le divisioni di cavalleria andarono una dopo l'altra all'attacco, qualcuna addirittura senza ordini precisi; poco dopo le 16:00 tutti i 5 000 cavalieri di Ney erano in azione contro il centro del fronte alleato.
Ney commise l'errore di lanciare l'attacco senza il sostegno della fanteria; migliaia di cavalieri rimasero uccisi sul campo senza conseguire la vittoria decisiva. Per disimpegnare i corazzieri, Napoleone fece entrare in azione gli squadroni di cavalleria di Kellermann, gli unici ancora disponibili; verso le 17:00 i dragoni e i carabinieri si unirono con i corazzieri superstiti e ripresero gli attacchi contro i quadrati britannici. L'attacco, condotto da 2 000 cavalieri, venne sferrato in formazione molto serrata su un fronte ristretto; gli ostinati assalti si susseguirono nonostante le perdite e la grande confusione; alcune formazioni britanniche subirono fino a tredici cariche. Nonostante l'impegno e il coraggio dei francesi, i fanti di Wellington conservarono la coesione e la disciplina e mantennero le posizioni senza retrocedere.
Le truppe britanniche uscirono tuttavia estremamente provate dalle ripetute, accanite cariche della cavalleria francese; soprattutto i corazzieri impressionarono i soldati britannici con la loro disperata combattività. La cavalleria pesante francese riuscì a conquistare sei bandiere al nemico e alcuni reparti raggiunsero temporaneamente le retrovie dell'esercito alleato. Secondo Victor Hugo, dopo la battaglia il cadavere di un corazziere francese fu trovato all'interno dell'abitato di Mont-Saint-Jean. Alcuni quadrati dell'esercito alleato effettivamente si disgregarono; il 69º Reggimento e le brigate di Alten e Hackett subirono pesanti perdite; anche molti ufficiali britannici furono feriti.
La fanteria anglo-alleata dovette rimanere quasi costantemente schierata in quadrati per respingere le cariche della cavalleria; all'interno dei quadrati la situazione in alcuni casi divenne drammatica; i reggimenti britannici 40°, 73°, 52°, 33° e i reggimenti hannoveriani e Nassau vennero particolarmente colpiti dal tiro delle batterie. Nel complesso tuttavia le cariche della cavalleria francese si conclusero con un fallimento; i reggimenti di corazzieri e la cavalleria della Guardia non ottennero risultati decisivi e, secondo alcuni storici, in realtà gli attacchi provocarono soprattutto la decimazione dei preziosi reparti francesi che subirono perdite debilitanti, in alcuni casi superiori ai due terzi degli effettivi. Ney, che nel frattempo era stato sbalzato di sella quattro volte, alle 17:30 fece finalmente intervenire gli 8 000 fanti del II Corpo di Reille in sosta attorno Hougoumont, ma questi, giunti dove più infuriava la battaglia, furono decimati dall'artiglieria e dalla fanteria alleate, tanto che persero circa 1 500 uomini in dieci minuti.

### Conquista francese de La Haye Sainte

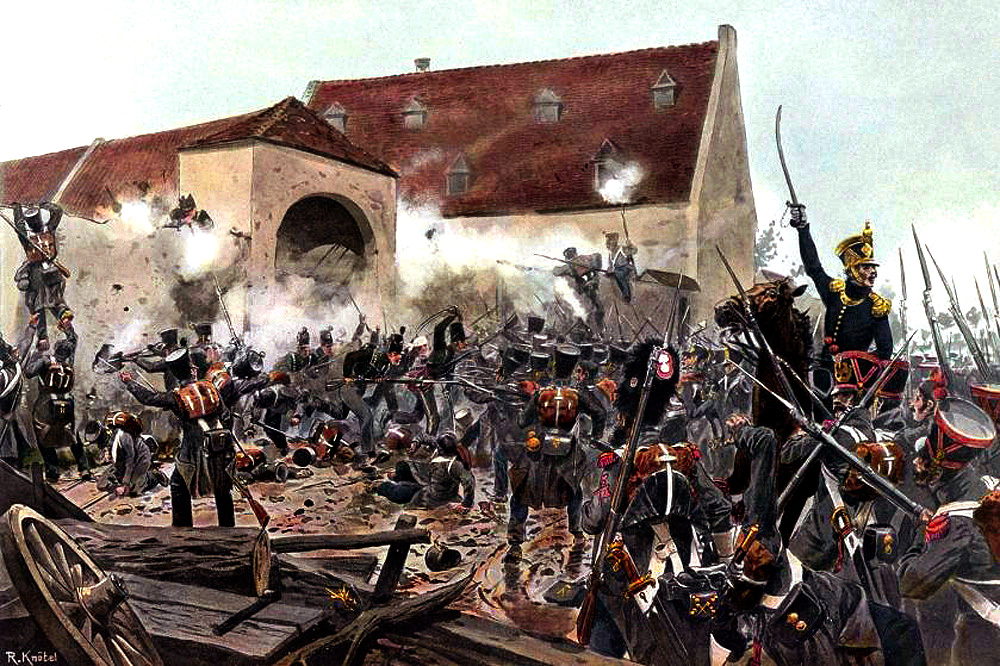
L'assalto dei francesi alla fattoria di La Haye Sainte

Alle ore 18:00 il maresciallo Ney ricevette da Napoleone l'ordine tassativo di conquistare la fattoria de La Haye Sainte «a ogni costo»; il maresciallo quindi organizzò un nuovo attacco con il 13º Reggimento leggero della divisione di Donzelot e una parte del 1º Reggimento del genio. La resistenza dei tedeschi del secondo battaglione leggero delle King's German Legion e il fuoco preciso delle compagnie del 95° (Rifles) fu ancora molto efficace, settanta soldati francesi caddero all'esterno del muro di cinta; alla fine mentre una parte delle truppe cercava di scalare le mura, il gigantesco tenente Vieux dei genieri frantumò a colpi d'ascia la porta d'ingresso e i francesi irruppero all'interno de La Haye Sainte. I tedeschi ripiegarono all'interno degli edifici e continuarono a combattere; alla fine il maggiore Baring riuscì a fuggire dalla fattoria con quarantadue superstiti e tutti gli altri soldati della King's German Legion impegnati nella difesa furono uccisi o catturati dai francesi. I francesi cercarono di sfruttare la favorevole occasione: un reggimento occupò la cava di ghiaia costringendo a ripiegare il 95º Reggimento britannico, mentre i reparti ancora efficienti delle divisioni Quiot, Donzelot e Marcognet fecero progressi dai due lati della fattoria fino al vallone di Ohain. La brigata di Ompteda della King's German Legion, inviata per un contrattacco, si scontrò con i corazzieri francesi che la ricacciarono indietro: un reggimento venne sbaragliato, il suo stendardo cadde in mano francese e il suo comandante venne ucciso. La brigata venne definitivamente distrutta dal fuoco di una batteria di cannoni da 6 pollici che il maresciallo Ney mise in azione personalmente dopo averla schierata a 200 metri dalle linee della fanteria nemica; lo stesso Ompteda cadde mortalmente ferito e la maggior parte dei suoi reggimenti furono decimati.
Fu questa la fase della battaglia più critica per l'esercito di Wellington; numerose batterie dell'artiglieria francese furono portate audacemente in prima linea e, appoggiate anche dall'azione dei reparti di tirailleus, mantennero un fuoco micidiale contro le linee nemiche, infliggendo perdite elevatissime. Il 30º e il 73º Reggimento britannici e il 1º Reggimento Nassau subirono un fuoco distruttivo contro le loro file e anche i cannoni britannici furono colpiti dalle batterie francesi; il 27º Reggimento (Inniskillings) venne quasi distrutto e subì le perdite più elevate dell'intero esercito alleato; numerosi ufficiali in comando furono uccisi o feriti. Apparentemente le truppe alleate, che pure mantenevano ancora le posizioni sotto il fuoco dei cannoni francesi, non sembravano in grado di resistere ancora a lungo.
Wellington, nervoso e preoccupato, cercò di sostenere il morale dei suoi soldati ma in realtà secondo le sue dichiarazioni successive alla battaglia, in quel momento era pessimista di fronte «al caso più disperato che avesse mai dovuto affrontare». Sembra che nonostante la sua determinazione esteriore, il duca avesse già inviato una serie di messaggi nelle retrovie per preparare la ritirata e l'evacuazione dell'esercito attraverso il porto di Ostenda; egli sul campo di battaglia avrebbe anche pronunciato in questa fase critica la famosa frase in cui invocava «l'arrivo della notte o di Blücher». Nelle retrovie erano in fuga gruppi di sbandati che cercavano riparo nella foresta di Soignes.
Alle 18:30 Ney ritenne possibile raggiungere la vittoria finale e mandò subito un colonnello a chiedere a Napoleone di inviare la Guardia imperiale per lo sfondamento decisivo; tuttavia Napoleone, che in quel momento era soprattutto preoccupato per l'arrivo dei prussiani, respinse questa richiesta con la famosa frase: «Delle truppe? Dove dovrei prenderle? Credete che possa fabbricarne?». Sfumò così per i francesi la migliore occasione di vittoria sul fronte settentrionale.

### L'arrivo dei prussiani a Plancenoit

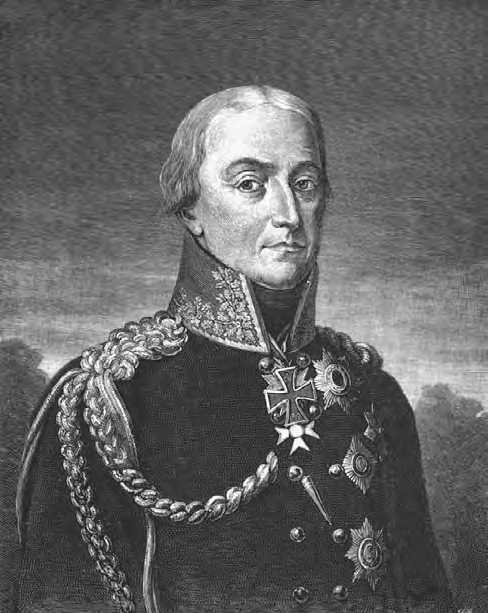
Il generale Friedrich von Bülow, comandante del IV corpo d'armata prussiano

Dopo le ripetute cariche della cavalleria pesante francese e la caduta del caposaldo di La Haye Sainte la battaglia sembrava volgere finalmente a favore di Napoleone, ma in realtà, nonostante i ricordi di alcuni ufficiali britannici che descrissero in termini drammatici la situazione del loro esercito in questa fase, la situazione dei francesi era pericolosa e incerta a causa delle perdite subite e della complessiva e crescente superiorità numerica del nemico grazie al continuo rafforzamento dell'esercito prussiano in arrivo. Il feldmaresciallo Blücher aveva raggiunto le truppe del IV Corpo d'armata di Bülow a Chapelle-Saint-Lambert alle ore 13:00 e aveva diretto con grande energia la marcia d'avvicinamento sollecitando i suoi soldati a «non farmi mancare la parola data al Duca!». Dopo alcune incertezze iniziali, divenne evidente che non c'erano truppe francesi in vista e che l'avanzata poteva procedere senza opposizione in direzione del villaggio di Plancenoit sul fianco dell'esercito nemico; alle ore 16:00 le brigate Losthin e Hiller raggiunsero il bois de Paris. La marcia era stata il più veloce possibile per minimizzare i ritardi accumulati in giornata: un incendio a Wavre, il fango nelle strade, alcuni ingorghi delle colonne in movimento.
Alle ore 16:30, consapevole della necessità di supportare rapidamente Wellington, Blücher diede inizio all'attacco dalle due parti di Plancenoit senza attendere le altre due brigate del IV Corpo. Napoleone aveva inviato per tempo sul suo fianco le divisioni di cavalleria di Domon e Subervie e il VI Corpo di Lobau con l'ordine di formare una nuova linea ad angolo retto rispetto al I Corpo d'armata, ma sembra che i suoi ordini non fossero stati eseguiti correttamente; Lobau e le divisioni di cavalleria infatti non coprirono gli accessi al bois de Paris e si limitarono a schierarsi a protezione di Plancenoit, cedendo subito molto terreno ai prussiani. La superiorità numerica dei prussiani era schiacciante: il corpo d'armata del generale Bülow contava 30 000 uomini con 80 cannoni e dietro si stava avvicinando anche il corpo d'armata del generale von Pirch con altri 20 000 soldati; il generale Lobau disponeva di 8 500 uomini e 16 cannoni. I prussiani attaccarono in direzione del villaggio di Plancenoit ma incontrarono l'accanita resistenza dei reparti del VI Corpo, formati da soldati veterani di molte battaglie; solo con una manovra di aggiramento sulla sinistra, i prussiani guadagnarono terreno; la brigata francese asserragliata nel villaggio alla fine, attaccata da tre direzione dalle brigate Hiller e Ryssel e dalla cavalleria del principe Guglielmo, abbandonò le sue posizioni. L'artiglieria prussiana iniziò a tirare contro la linea di ritirata nemica, alcuni colpi raggiunsero anche le posizioni della Guardia dove si trovava Napoleone. Verso le 17:30 i francesi ripiegarono all'interno del villaggio di Plancenoit dove i combattimenti divennero estremamente accaniti.

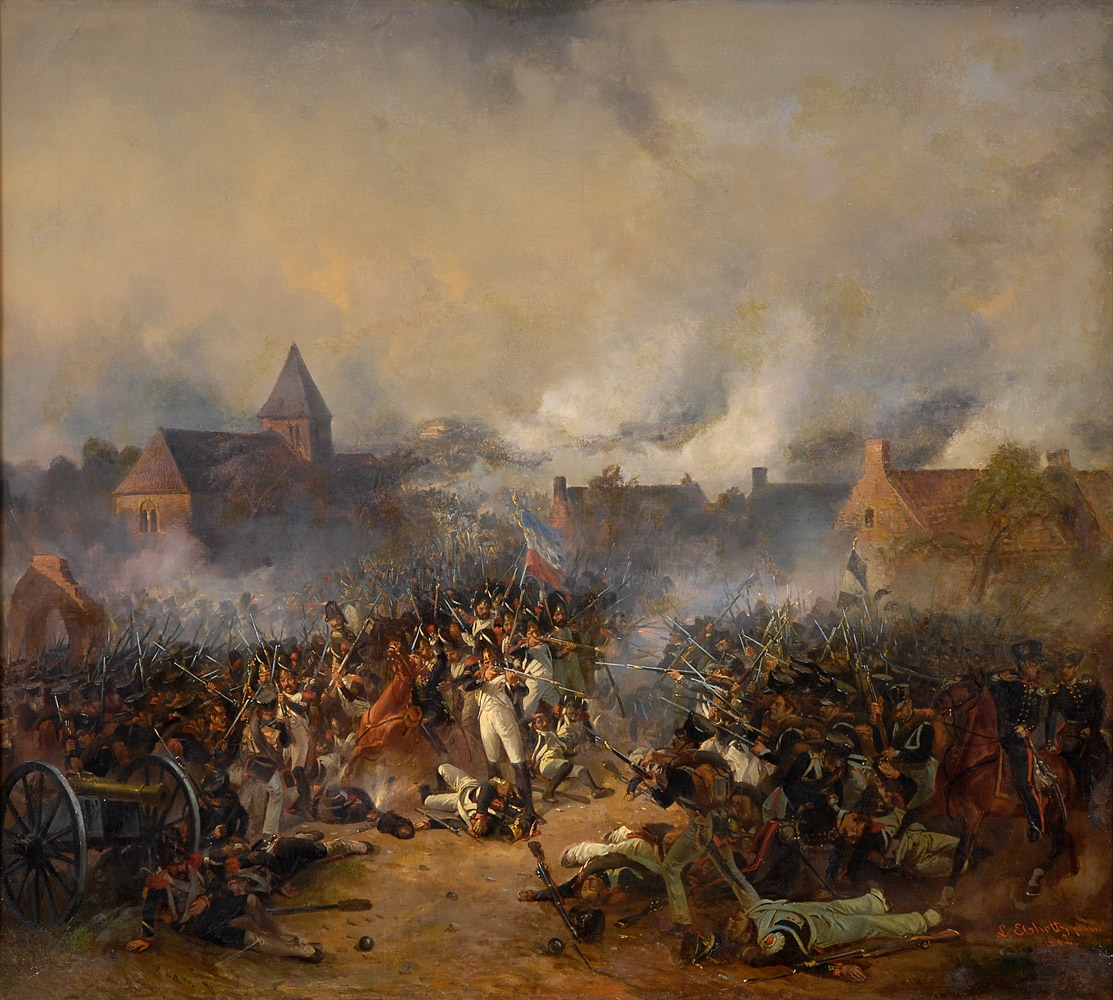
I combattimenti a Plancenoit tra i prussiani e alcuni reparti della Guardia Imperiale francese

Napoleone doveva salvaguardare a ogni costo l'unica possibile via di ritirata; egli quindi fece intervenire la divisione della Giovane Guardia del generale Guillaume Philibert Duhesme sulla destra del VI Corpo del generale Lobau; i soldati della Giovane Guardia avanzarono senza sparare mentre i tamburi battevano la carica; i prussiani aprirono il fuoco dalle loro posizioni dietro le siepi e le mura. Dopo aspri scontri, i francesi riuscirono temporaneamente a stabilizzare la situazione e sloggiarono i prussiani da Plancenoit, ma il maresciallo Blücher concentrò il fuoco dell'artiglieria sulla città e per trenta minuti i soldati della Giovane Guardia subirono il bombardamento nemico; sei battaglioni prussiani attaccarono di nuovo Plancenoit dando inizio a un'altra serie di violentissimi combattimenti. Alle ore 18:30 il VI Corpo diede segni di cedimento e il generale Lobau iniziò a ripiegare sul fianco sinistro dello schieramento francese; alla fine Plancenoit venne occupata per la seconda volta dai prussiani e il generale Duhesme richiese con urgenza a Napoleone rinforzi per riguadagnare le posizioni perdute.
Napoleone ritenne molto critica la situazione del suo fianco destro sotto l'attacco dei prussiani e considerò essenziale riconquistare a tutti i costi Plancenoit; egli decise di ricorrere ad alcuni reparti della Vecchia Guardia e incaricò il generale Charles Antoine Morand di attaccare il villaggio. L'Imperatore parlò alle sue truppe scelte, il 1º Battaglione del 1º Reggimento granatieri e il 1º Battaglione del 2º Reggimento cacciatori, con accenti drammatici affermando che si era «arrivati al momento supremo», che bisognava «affrontare il nemico corpo a corpo» e sbaragliarlo «con la punta delle baionette» rigettandolo «nel vallone […] da dove minaccia l'armata, l'Impero e la Francia».
Il contrattacco dei due battaglioni della Vecchia Guardia venne sferrato sotto il comando del generale Jean-Jacques Germain Pelet-Clozeau: i veterani avanzarono in formazione serrata senza sparare e con le baionette inastate; la carica raggiunse immediato successo. Mentre il generale Duhesme radunava i soldati della Giovane Guardia per partecipare al contrattacco, i battaglioni del generale Pelet entrarono da due direzioni dentro Plancenoit e in venti minuti sbaragliarono i prussiani della brigata Hiller e riconquistarono il villaggio. I soldati della Vecchia Guardia quindi proseguirono l'avanzata per seicento metri e respinsero il nemico fino alle postazioni dell'artiglieria prussiana; la Giovane Guardia prese posizione dentro Plancenoit mentre sul fianco sinistro anche i reparti del VI Corpo del generale Lobau riguadagnarono terreno contro le brigate Hacke e Losthin del corpo d'armata del generale Bülow. Intorno alle 18:45 la situazione sul fianco destro napoleonico si era stabilizzata a favore dei francesi.

### Ultimo attacco francese

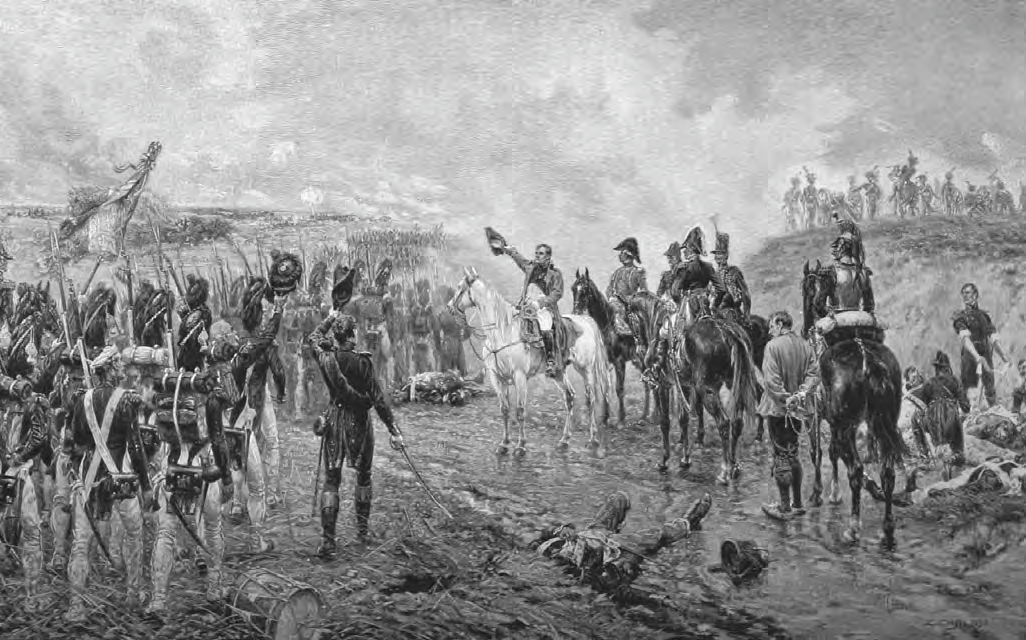
Napoleone saluta la Vecchia Guardia prima dell'attacco finale contro il centro dello schieramento di Wellington

Alle ore 19:30 Napoleone, rassicurato dal brillante successo della Vecchia Guardia a Plancenoit che aveva consolidato le posizioni sul fianco destro, ritenne possibile sferrare finalmente un attacco decisivo a Mont-Saint-Jean contro Wellington; in quel momento dal suo quartier generale era udibile il rumore dei cannoni del maresciallo Grouchy. Sembrava che il rombo dell'artiglieria fosse in avvicinamento e che il combattimento fosse in corso circa a due leghe e mezzo sulla destra della Belle-Alliance; questo fatto confortò ulteriormente l'imperatore; sembrava che finalmente Grouchy stesse arrivando sul campo di battaglia principale.
La realtà era molto diversa dalle ottimistiche illusioni dei comandanti francesi; il maresciallo Grouchy, impegnato in confusi e inconcludenti combattimenti con le retroguardie prussiane del III corpo d'armata del generale Thielmann nel settore di Wavre, non giunse mai a Mont-Saint-Jean. Intorno alle 16:00, mentre a Waterloo la cavalleria francese stava caricando i quadrati di Wellington, Grouchy aveva inviato il corpo d'armata del generale Gérard verso il mulino di Bierge, poco a sud di Wavre, per passare in quel punto il fiume Dyle, mentre il III Corpo di Vandamme attaccò a Wavre. Entrambe le azioni non ottennero grandi successi contro le retroguardie prussiane e Grouchy, verso le 17:00, deviò parte delle truppe al ponte di Limal, ancora più a sud; alla fine giornata, la situazione era giunta a un punto di stallo. In quel momento Grouchy era ancora ignaro di quello che era successo a Mont-Saint-Jean.
Napoleone decise di attaccare lungo l'intera linea e di impiegare tutta la fanteria superstite. Da Hougoumont a Papelotte, i tirailleurs moltiplicarono la loro azione per aprire la strada alle colonne d'attacco; il generale d'Erlon portò avanti i reparti ancora efficienti delle divisioni Donzelot, Allix e Marcognet che attaccarono energicamente, mentre il generale Reille non riuscì a mandare in linea molte truppe. L'imperatore fece entrare in azione le ultime batterie della riserva d'artiglieria ancora disponibili e i cannoni continuarono a tirare fino alla fine contro la cresta. Lo sfondamento decisivo, cui l'imperatore mirava sin dal mattino, poteva tuttavia essere realizzato solamente impiegando contro il centro delle linee nemiche quei battaglioni della Guardia imperiale ancora disponibili, che costituivano l'ultima riserva fresca a disposizione.

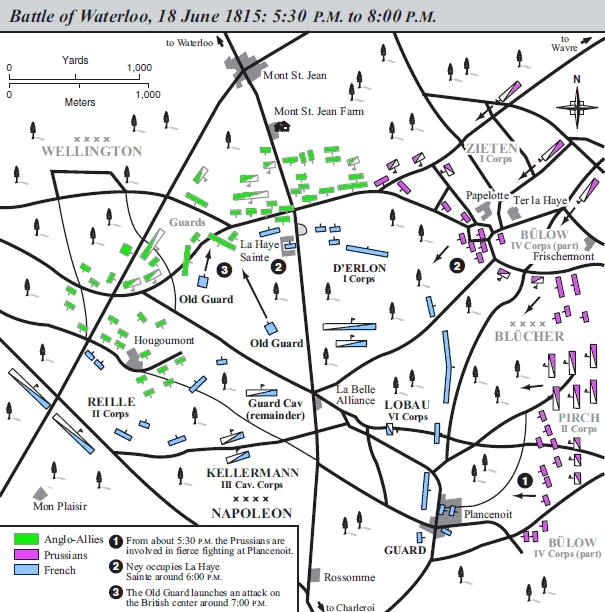
Andamento della battaglia dalle 17:30 alle 20:00

Il periodo più favorevole per i francesi tuttavia era già passato; Wellington, informato dell'imminente attacco da un capitano di cavalleria francese disertore, aveva avuto il tempo di rafforzare il centro del suo schieramento facendo affluire tutte le riserve ancora disponibili e richiamando reparti dagli altri settori. Mentre le brigate britanniche Adam e Maitland venivano riportate in prima linea, giunsero sul posto le brigate tedesche du Plat e William Hackett e soprattutto l'intera divisione belga-olandese Chassè; anche la cavalleria di Vivian e Vandeleur dall'ala sinistra si trasferì verso la strada maestra.
Dei trentasette battaglioni di riserva disponibili, tolti quelli già impiegati contro i prussiani e i due battaglioni del 1º Reggimento granatieri lasciati a La Belle Alliance per garantire un estremo caposaldo, Napoleone aveva ancora disponibili per l'attacco finale undici battaglioni della Vecchia Guardia, poco più di seimila soldati veterani. L'imperatore in un primo tempo guidò personalmente la marcia di avvicinamento dei suoi reparti scelti, quindi affidò al maresciallo Ney la conduzione diretta dell'attacco che sarebbe stato sferrato in prima linea da sei battaglioni del 3º e 4º Reggimento cacciatori e del 3º e 4º Reggimento granatieri, la cosiddetta Moyenne Garde, a cui sarebbe seguito un secondo scaglione con altri tre battaglioni del 2º Reggimento granatieri e del 1º e 2º Reggimento cacciatori. La Vecchia Guardia avanzò lentamente in formazione a quadrato per poter respingere un eventuale attacco della cavalleria britannica; sembra tuttavia che Ney fece deviare erroneamente verso sinistra i battaglioni, esponendoli al fuoco laterale; inoltre i reparti della Vecchia Guardia, schierati a scaglioni e non in colonna, persero l'allineamento ed entrarono in combattimento separati perdendo parte della loro potenza d'urto.
L'avanzata della Vecchia Guardia avvenne sotto il fuoco a mitraglia dell'artiglieria britannica che colpì i quadrati di fronte e di fianco; nonostante le perdite, i francesi serrarono i ranghi e continuarono ad avanzare sotto la guida dei loro ufficiali; ogni battaglione era comandato da un generale: al 3º granatieri i generali Friant e Porret de Morvan, al 4º granatieri il generale Harlet, al 3° cacciatori i generali Michel e Mallet, al 4° cacciatori il generale Henrion; Ney si affiancò a piedi, dopo avere avuto il quinto cavallo della giornata abbattuto sotto di lui, al generale Friant.
I primi a venire a contatto con i difensori furono sulla destra i due battaglioni di granatieri; i francesi sembrarono inizialmente avere la meglio e, dopo aver superato la debole resistenza delle truppe di Brunswick, raggiunsero due batterie britanniche e quindi costrinsero alla ritirata due reggimenti della brigata Colin Halkett; il generale Friant, ferito ed evacuato nelle retrovie, riportò notizie ottimistiche all'imperatore. Gli anglo-alleati fecero intervenire tempestivamente le riserve: il principe d'Orange guidò personalmente un contrattacco con un battaglione del reggimento von Kruse; il principe cadde ferito ma l'assalto fermò l'avanzata dei granatieri; inoltre i reggimenti 30° e 73° britannici riuscirono a costituire un nuovo schieramento e, sostenuti dal fuoco di una batteria olandese, inflissero dure perdite ai francesi. Anche gli altri due reggimenti della brigata Colin Halkett, il 33º e il 69º, attaccati dal 4º granatieri rischiarono di crollare; il generale Halkett venne gravemente ferito, ma alla fine i britannici arrestarono l'avanzata nemica. Dopo alcuni minuti di fuoco di fucileria, i due reparti della Vecchia Guardia furono infine sconfitti e costretti alla ritirata dal decisivo intervento della brigata Ditmers della divisione belga-olandese Chassè, che contrattaccò alla baionetta sul fianco dei quadrati francesi.

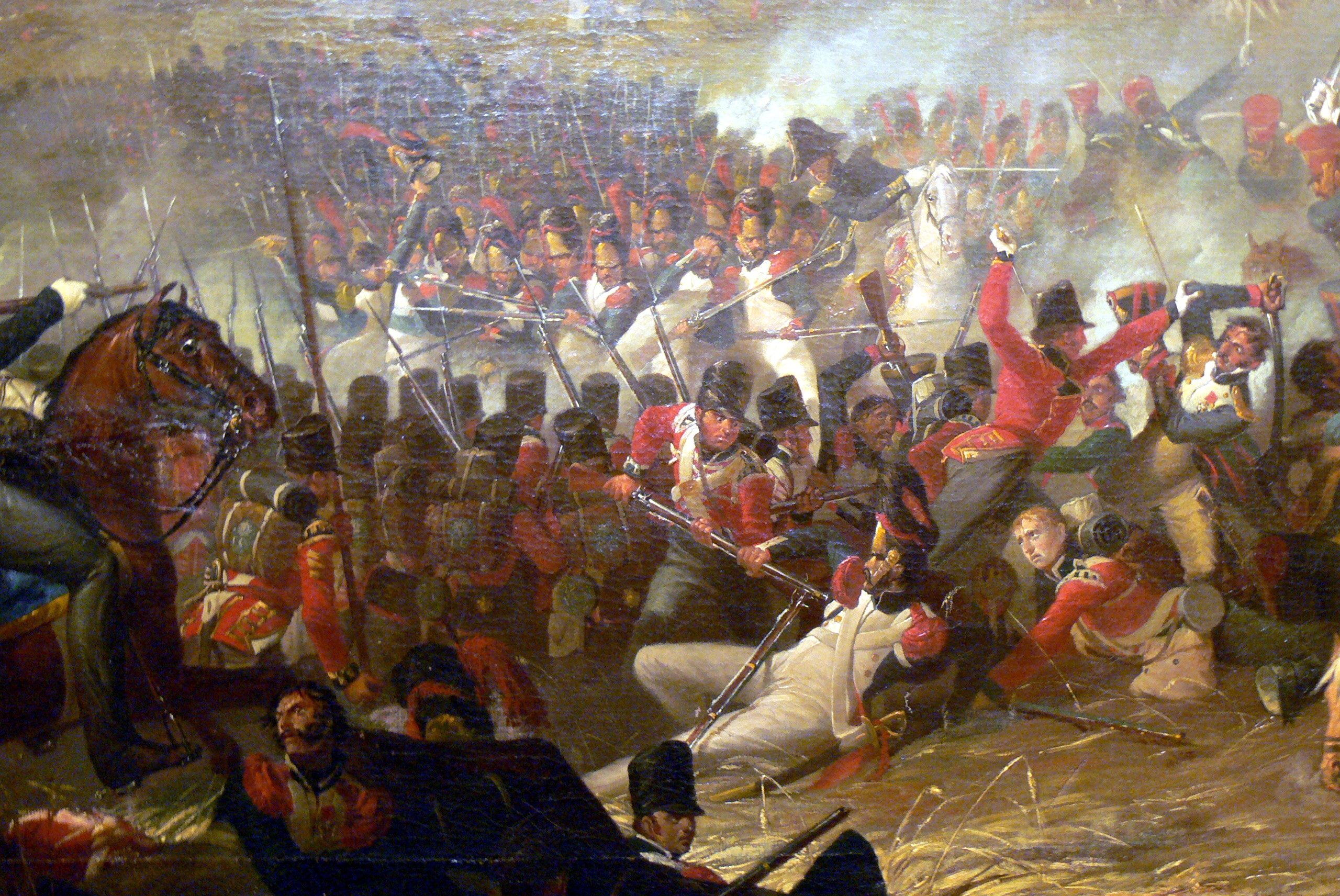
Il fallimento dell'attacco finale della Guardia imperiale a Waterloo

Mentre avveniva questo combattimento, sulla sinistra, i due battaglioni del 3º Reggimento cacciatori risalirono il pendio in massa compatta e inizialmente non incontrarono ostacoli da parte della fanteria e giunsero fino al margine della strada infossata pur subendo perdite per il fuoco dei cannoni nemici. A questo punto tuttavia si trovarono improvvisamente di fronte circa 2 000 soldati britannici della brigata Guardie del generale Maitland che erano rimaste fino a quel momento al riparo sdraiati a terra. Al comando dei loro ufficiali, i soldati britannici scattarono in piedi e, schierati su quattro file, aprirono il fuoco che a distanza ravvicinata si rivelò devastante: il mito vuole che Wellington diede l'ordine gridando «Alla carica! – Guardie in piedi, dategli addosso!», ma in realtà il Duca disse «Avanti Maitland. Adesso tocca a voi!».
I cacciatori della Guardia subirono immediatamente circa trecento perdite sotto il fuoco della fanteria britannica e il generale Michel cadde mortalmente ferito. I francesi, sorpresi dall'improvvisa azione nemica e ridotti a poco più di un battaglione, non cercarono di proseguire l'avanzata e caricare, ma rimasero fermi sul posto per circa dieci minuti cercando di rispondere al fuoco e subendo nuove perdite. Sottoposti al tiro anche di due batterie di cannoni e caricati dalle truppe britanniche delle Guardie, i soldati del 3° cacciatori ben presto si disgregarono e ripiegarono nella confusione; i britannici tuttavia che erano scesi giù per il pendio, vennero minacciati sul fianco dall'arrivo del battaglione del 4° cacciatori che, schierato in quadrato, risaliva lentamente sull'estrema sinistra. Le truppe del generale Maitland ripiegarono verso la cresta dove si schierarono nuovamente in linea, mentre i cacciatori della Vecchia Guardia ripresero l'avanzata sotto il fuoco nemico. L'artiglieria britannica schierata nella zona colpì pesantemente le truppe francesi che riuscirono ugualmente a raggiungere la strada infossata e a superare le siepi; a questo punto tuttavia la situazione dell'ultimo quadrato della Vecchia Guardia divenne critica: le Guardie di Maitland ripresero un fitto fuoco di fila frontale, mentre sui fianchi francesi entrarono in azione la brigata Adam, i resti della brigata Colin Halkett e gli hannoveriani della brigata William Halkett.
I francesi cercarono di resistere sulle posizioni raggiunte e risposero al fuoco, ma subirono crescenti perdite e il generale Mallet venne gravemente ferito; sembra che l'intervento sul fianco sinistro francese da parte del 52º Reggimento fanteria dell'Oxfordshire guidato dall'energico colonnello Colborne abbia accelerato il crollo finale della Vecchia Guardia; entro pochi minuti anche l'ultimo quadrato francese si disgregò e ripiegò in rotta lungo il pendio. L'attacco finale francese era fallito con la perdita di 1 200 soldati tra morti e feriti, tra cui sessanta ufficiali; i resti della Vecchia Guardia cercarono in un primo momento di ritirarsi con ordine e ridiscesero dalla strada infossata, ma la vista della sconfitta di quelle truppe scelte, ritenute invincibili, scosse in modo decisivo il morale della fanteria francese; si diffuse rapidamente lo stupore e poi il panico; si udirono tra le file francesi le grida "La Garde recule", lo sbandamento si estese velocemente lungo tutto lo schieramento di Napoleone.

### La disfatta francese

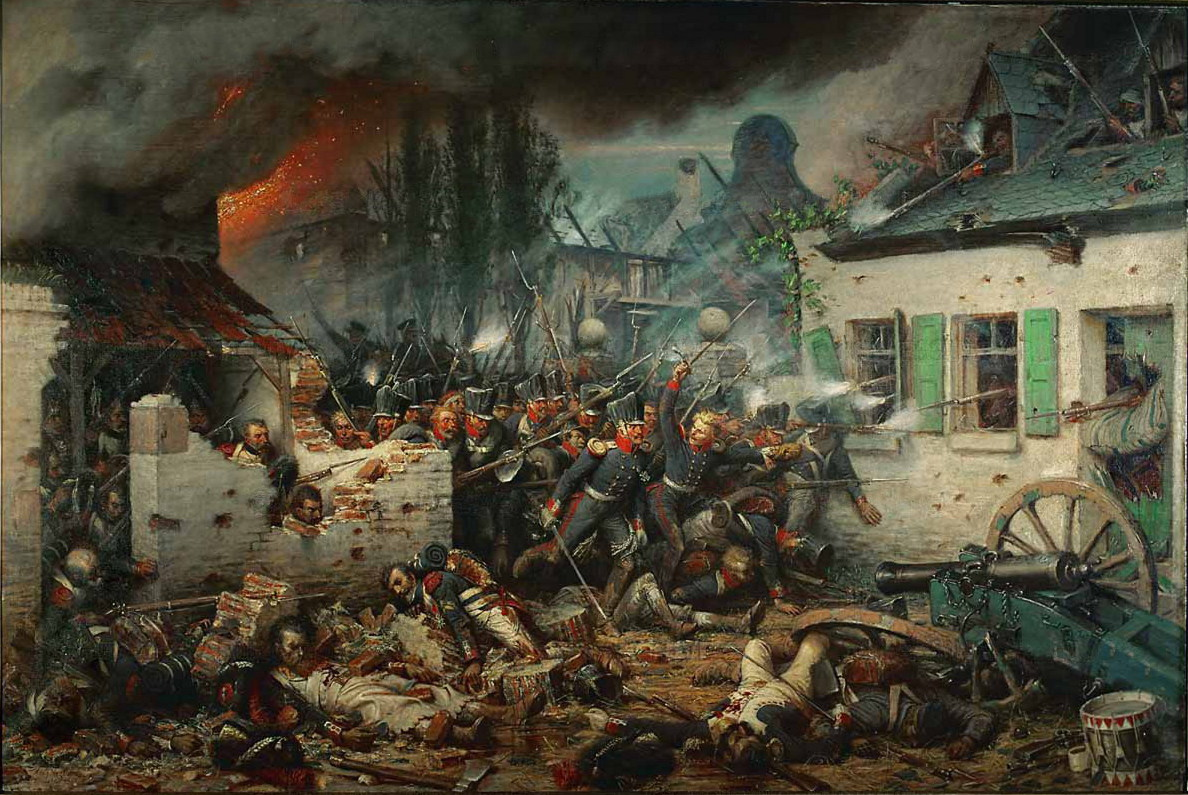
L'attacco finale dei prussiani delle brigate dei generali Ryssel, Hiller e Tippelskirch al villaggio di Plancenoit, difeso dalla Giovane Guardia e da due battaglioni della Vecchia Guardia, la sera del 18 giugno 1815

La situazione generale dei francesi si era già fortemente aggravata ancor prima del disperato attacco finale della Guardia a causa della comparsa e dell'attacco, nella zona di Papelotte, degli elementi di punta del I Corpo d'armata prussiano del generale Hans Ernst Karl von Zieten contro il precario fianco destro dello schieramento francese. Partite da Wavre alle ore 12:00, queste forze prussiane avevano incontrato grandi difficoltà durante la marcia per gli ingorghi con le altre colonne in movimento e per la mancanza di buone strade attraverso il bosco di Rixensart; di conseguenza il generale Zieten era arrivato con le avanguardie a Ohain solo alle ore 18:00. Inoltre, il generale Zieten ricevette notizie disastrose sull'andamento della battaglia e, temendo di rimanere isolato di fronte alla presunta ritirata dei britannici, in un primo momento decise di deviare verso sud per collegarsi con le truppe del generale Bülow verso Plancenoit. Fu il barone von Müffling che convinse Zieten a cambiare i suoi piani; egli affermò che «la battaglia è perduta se il I corpo non soccorre il Duca»; alle ore 19:30, proprio mentre la Guardia Imperiale incominciava il suo attacco finale, le truppe prussiane di testa del I Corpo sbucarono finalmente da Smohain e attaccarono il fianco destro francese a Papelotte.
Quando Napoleone vide le colonne di Zieten in arrivo, per non demoralizzare le truppe che stavano conducendo l'attacco finale, ordinò di diffondere la notizia che si trattava dei reparti di Grouchy, ma l'espediente fu di breve durata e non poté impedire che il panico, dopo che la Guardia era stata battuta, si propagasse in tutto l'esercito. In realtà le truppe prussiane del I Corpo d'armata che attaccarono da Smohain verso Papelotte erano numericamente deboli dopo le perdite nelle precedenti battaglie; si trattava solo della brigata Steinmetz e di una parte della cavalleria del generale Rödel; inoltre si verificarono alcuni incidenti con scontri a fuoco per errore tra prussiani e britannici. Nonostante queste difficoltà l'attacco prussiano raggiunse subito il successo: i reparti della divisione Durutte cedettero a Papelotte e La Haye. Tra le truppe francesi, stanche ed esasperate dalla lunga battaglia, sconvolte per la sconfitta della Vecchia Guardia e per l'arrivo dei prussiani da una direzione da cui attendevano gli aiuti di Grouchy, si diffusero voci di «tradimento»; le grida dei soldati «si salvi chi può!» e «sono troppi!», segnalarono l'inizio del disfacimento irreversibile dell'armata in rotta. I tentativi disperati del maresciallo Ney di radunare le truppe e organizzare la resistenza non ottennero alcun risultato.
Wellington colse l'occasione per mandare le brigate di cavalleria leggera di Vivian e Vandeleur a disperdere quello che rimaneva dei battaglioni della Guardia, poi l'intera linea alleata si gettò in avanti all'assalto, mentre i prussiani sempre più numerosi accorrevano sul campo di battaglia.

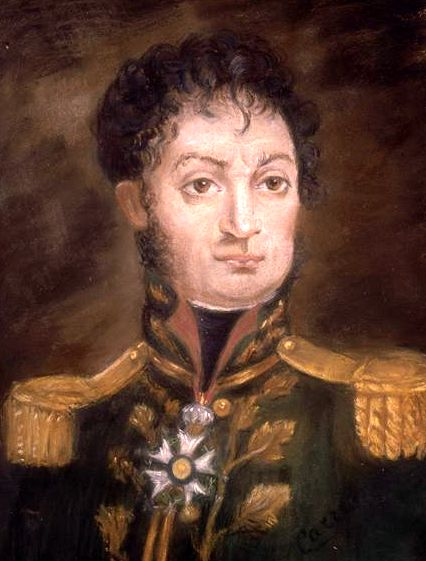
Il generale Pierre Cambronne, comandante del 1º Reggimento cacciatori della Vecchia Guardia

Napoleone capì subito che la battaglia era persa. Egli, dopo aver cercato invano di impedire la fuga del suo esercito, non poté fare altro che rallentare l'avanzata nemica per proteggere la ritirata delle truppe in rotta; l'imperatore cercò di controllare la situazione con i tre battaglioni della Vecchia Guardia che erano stati tenuti in seconda linea al momento dell'attacco finale; il 2º Battaglione del 1º Reggimento cacciatori, del 2º Reggimento granatieri e del 2º Reggimento cacciatori, al comando dei generali Cambronne, Roguet e Christiani, vennero schierati rapidamente in quadrati e disposti circa cento metri a sud di La Haye Sainte. Gli squadroni di cavalleria di scorta all'imperatore operarono delle cariche disperate per frenare la cavalleria britannica del generale Vivian che, dopo aver evitato i quadrati, disgregò le colonne in fuga della fanteria francese. I quadrati della Vecchia Guardia riuscirono a respingere la cavalleria ma subirono pesanti perdite sotto il tiro della fanteria delle brigate Adam e William Hackett e dell'artiglieria; alla fine Napoleone ordinò la ritirata e i quadrati iniziarono a marciare verso le alture della Belle-Alliance.
La linea francese era crollata anche a nord di Plancenoit; le due divisioni del VI Corpo d'armata di Lobau furono attaccate di fronte dalle brigate Losthin e Hacke del IV Corpo prussiano, sostenute dalla cavalleria del principe Guglielmo, e vennero aggirate da nord dalla brigata Steinmetz e dai reparti a cavallo del generale Rödel che, dopo aver sbaragliato la divisione Durutte, avanzavano in massa verso sud. La Giovane Guardia e due battaglioni della Vecchia Guardia nel frattempo si erano asserragliati dentro Plancenoit al comando dei generali Morand, Pelet e Duhesme e si batterono con grande determinazione per coprire la linea di ritirata francese; le brigate prussiane Ryssel, Hiller e Tippelskirch non riuscirono al primo assalto a conquistare il villaggio, che si incendiò sotto i colpi dell'artiglieria. Il secondo assalto, diretto personalmente dal generale von Gneisenau, diede luogo a scontri sanguinosi e accaniti in mezzo agli incendi delle case; un battaglione della Giovane Guardia si difese dentro il cimitero a oltranza prima di essere totalmente distrutto; i soldati prussiani dimostrarono grande ostinazione e odio verso i francesi; il 25º Reggimento del maggiore von Witzleben riuscì ad aggirare le posizioni nemiche e penetrare nel villaggio da sud. Alla fine, alle ore 21:15, i prussiani in grande superiorità numerica ebbero la meglio conquistando Plancenoit ormai devastata dopo cruenti combattimenti ravvicinati nelle case, nelle strade e nei granai; i francesi superstiti ripiegarono in disordine verso Le Caillou dopo aver abbandonato l'artiglieria.

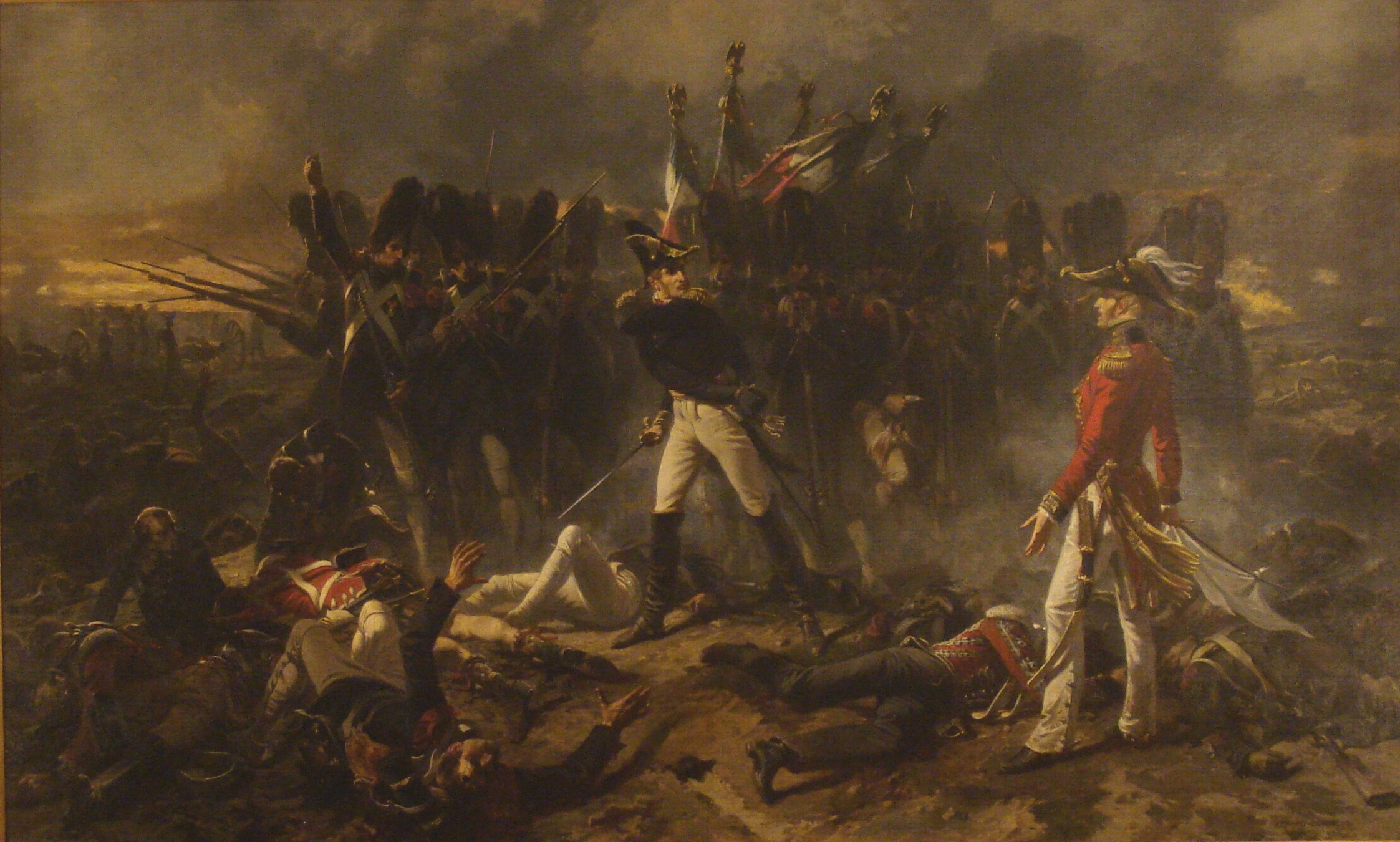
L'ultimo quadrato della Vecchia Guardia con il generale Cambronne

Mentre le masse sbandate francesi rifluivano in rotta lungo la strada maestra, la Vecchia Guardia svolse un'ottima azione di retroguardia, dimostrando grande valore in quei momenti di caos. I quattro battaglioni superstiti marciarono ordinatamente verso la Belle-Alliance, respingendo continui attacchi e sostenendo l'intenso fuoco del nemico; a causa delle continue perdite, si dovette riorganizzare lo schieramento su due ranghi in formazione triangolare e ogni cinquanta metri gli ufficiali fermavano la marcia per respingere le cariche nemiche e rettificare le file; la Vecchia Guardia si ritirava isolata, circondata dai nemici mentre il resto dell'armata si disgregava completamente. Il generale Pierre Cambronne, del 1º Reggimento cacciatori della Vecchia Guardia, entrò nella storia pronunciando la famosa parola «Merde!» alla richiesta di resa di un ufficiale britannico, prima di cadere gravemente ferito al viso ed essere catturato incosciente sul campo di battaglia.
La famosa frase enfatica: «la Guardia muore ma non si arrende», attribuita ugualmente a Cambronne, è probabilmente un mito. Il generale William Hackett riferisce nei suoi ricordi di avere catturato personalmente il generale Cambronne che cercava di fuggire, ma questa versione è stata ritenuta completamente inattendibile dallo storico Henry Houssaye che conferma che il generale francese venne raccolto incosciente sul campo di battaglia. Nonostante il loro coraggio e la loro orgogliosa combattività, i quadrati della Vecchia Guardia non avevano alcuna possibilità di fermare la rotta; circondati, bersagliati dal fuoco dell'artiglieria, caricati dalla cavalleria nemica, attaccati da tutte le parti, i quadrati progressivamente si disgregarono durante la ritirata e alla fine i soldati si dispersero. Dopo la disgregazione della maggior parte dei battaglioni della Guardia tra Hougoumont e la Belle-Alliance, il 2º Battaglione del 3º Reggimento granatieri, guidato dal generale Roguet, fu l'ultimo a resistere prima di sciogliersi a sua volta in piccoli gruppi.
I soldati della Guardia cercarono di raggiungere la fattoria di Ronsomme, dove Napoleone aveva organizzato un punto di raduno con i soldati dei due battaglioni del 1º granatieri della Vecchia Guardia, che durante la battaglia erano rimasti come ultima riserva. Mentre l'imperatore e i suoi generali, tra cui Soult, Ney, Bertrand e La Bedoyere, entravano nel quadrato del 1º Battaglione, i veterani, al comando del generale Petit, respinsero tutti gli attacchi, coprirono il riflusso degli altri soldati della Guardia e impedirono anche con le armi che gli sbandati dell'esercito disgregassero quest'ultimo ridotto. Alle ore 21:30 Napoleone ordinò la ritirata e i due battaglioni ripiegarono ordinatamente ai due lati della strada maestra fino a Le Caillou dove si congiunsero con il 1º Battaglione dei cacciatori della Guardia, che aveva difeso questa posizione contro gli attacchi dei prussiani provenienti da Plancenoit.

### L'inseguimento prussiano
Poco dopo le 21:00 davanti alla locanda di La Belle Alliance si incontrarono i due comandanti alleati; Wellington ricordò così l'incontro con Blücher: «Eravamo ambedue a cavallo; tuttavia egli mi abbracciò esclamando: Mein lieber kamerad (mio caro compagno) e poi Quelle affaire! (che impresa!), pressoché tutto ciò che egli conosceva della lingua francese»; secondo l'opinione generale in questa occasione Blücher avrebbe proposto di chiamare la vittoria con il nome della fattoria de La Belle Alliance, ma Wellington insistette sul nome di Waterloo, dove aveva il suo quartier generale. Wellington affermò in seguito che l'incontro con il feldmaresciallo prussiano avvenne solo alle ore 23:00 vicino a Genappe, ma questa versione è smentita dagli altri testimoni; secondo lo storico Henry Houssaye, il Duca avrebbe diffuso una versione errata dei fatti per minimizzare il ruolo dei prussiani nella vittoria.
L'esercito di Wellington partecipò inizialmente all'inseguimento dei francesi, ma furono i prussiani di von Gneisenau a proseguire fino oltre Frasnes-lez-Gosselies. Il bottino fino a quel momento comprendeva l'intera artiglieria napoleonica, più di mille carri e cassoni portamunizioni e un gran numero di prigionieri. I prussiani condussero l'inseguimento dell'esercito francese in rotta con grande accanimento, Blücher ordinò di non dare tregua; i soldati prussiani, estremamente ostili ai francesi, si abbandonarono a episodi di ferocia con eliminazione sommaria di prigionieri e il panico si diffuse tra i superstiti; anche Victor Hugo evidenzierà la spietatezza e l'implacabilità dei prussiani durante l'inseguimento. Ben presto le truppe prussiane fecero irruzione a Le Caillou; il villaggio venne incendiato e i feriti francesi morirono bruciati o uccisi a colpi di baionetta; anche il chirurgo capo dell'armata francese, il famoso Dominique-Jean Larrey, fu catturato e, scambiato erroneamente per Napoleone, rischiò di essere immediatamente fucilato dai prussiani.

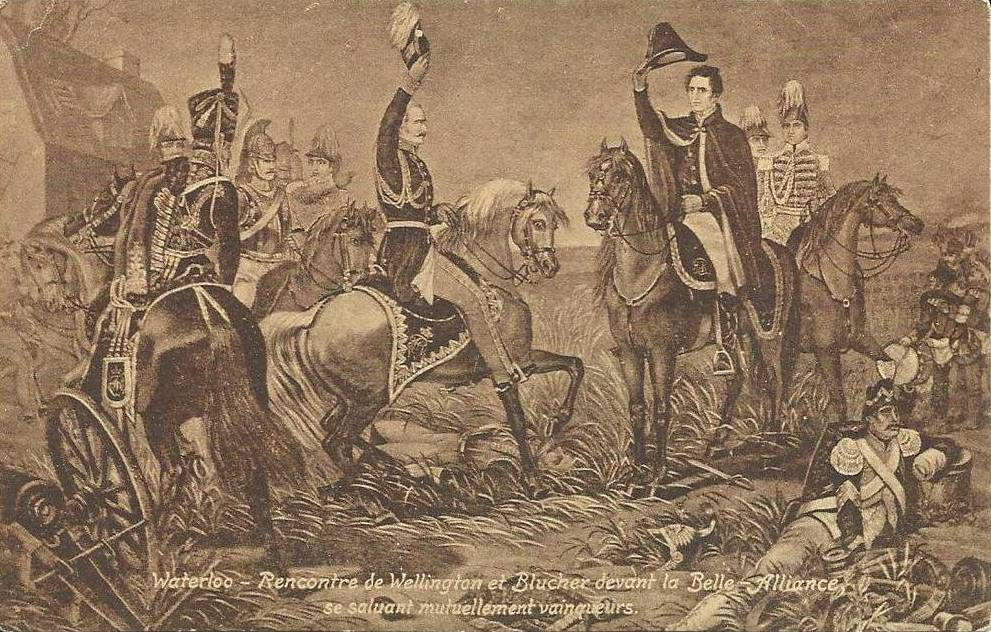
L'incontro tra Blücher e Wellington a La Belle-Alliance al termine della battaglia

Il generale von Gneisenau continuò l'inseguimento con grande determinazione durante tutta la notte successiva alla battaglia e fu in questa fase che i francesi in rotta nel panico abbandonarono la maggior parte dei loro cannoni che furono catturati dai prussiani. In un primo momento Napoleone, che a Le Caillou, completamente esausto era salito sulla carrozza imperiale, aveva sperato di radunare le truppe a Genappe, ma nell'abitato si diffuse subito la massima confusione tra i soldati sbandati che cercavano di passare l'unico ponte sul fiume Dyle; l'imperatore rischiò addirittura di essere catturato e dovette abbandonare in tutta fretta la carrozza imperiale e fuggire a cavallo con una piccola scorta. I prussiani del 15º reggimento, guidati dal maggiore von Keller, si impadronirono dell'intero corteo delle carrozze imperiali, del tesoro in oro e diamanti presente nelle vetture e di alcuni trofei dell'imperatore, tra cui una spada, vestiti e cappello di ricambio, e alcune medaglie.
Napoleone sperava ancora di incontrare a Quatre-Bras la divisione Girard, rimasta indietro a Ligny, per stabilire un punto di raduno generale; quando l'Imperatore giunse a Quatre-Bras le truppe della divisione non erano ancora arrivate, perciò la ritirata continuò fino al 19 giugno attraverso Charleroi e Philippeville; entro la mattina del 19 ogni contatto con gli inseguitori era stato finalmente interrotto e Napoleone, che ancora scriveva che «non è tutto perduto… c'è ancora tempo per rimediare la situazione», ordinò a Soult di far riposare e riorganizzare i superstiti mentre lui proseguiva per Parigi, dove sperava di organizzare una campagna difensiva.
Nonostante la crescente disgregazione dell'esercito e il cedimento morale tra le truppe, in realtà i francesi non vennero completamente travolti; alcuni reparti si batterono con grande determinazione per coprire la ritirata e mantenere l'ordine tra le file; in particolare è significativo che i prussiani e i britannici non riuscirono a conquistare neppure un'insegna del nemico nel corso del drammatico inseguimento; tutte le aquile dei reggimenti, tranne le due insegne perse durante la carica della cavalleria britannica nella prima fase della battaglia, vennero salvate dai soldati francesi.

## Conseguenze
A Wavre, Grouchy ricevette la notizia della sconfitta di Napoleone solamente alle 10:30 del 19 giugno. Durante la notte i francesi erano riusciti ad allargare la testa di ponte e, grazie alla netta superiorità numerica, avevano obbligato il III Corpo d'armata del generale prussiano Johann von Thielmann a ritirarsi dalla città. La vittoria fu inutile; Grouchy ordinò subito la ritirata e riuscì a ripiegare con abilità, rientrando in Francia il 21 giugno, dopo essere sfuggito all'inseguimento prussiano.
Nel campo di battaglia di Waterloo giacevano, tra morti e feriti, 15 000 soldati alleati (oltre 10 000 britannici, 1 300 di Brunswick e di Nassau e oltre 4 000 belgi e olandesi), 7 000 prussiani e 25 000 francesi; questi ultimi ebbero anche 8 000 prigionieri e quasi altrettanti disertarono nei giorni seguenti. In totale, sul campo di battaglia caddero morti o feriti più di 47 000 uomini. Gli alleati e i prussiani avevano cominciato la campagna con una netta superiorità numerica, per cui sopportarono meglio le perdite.

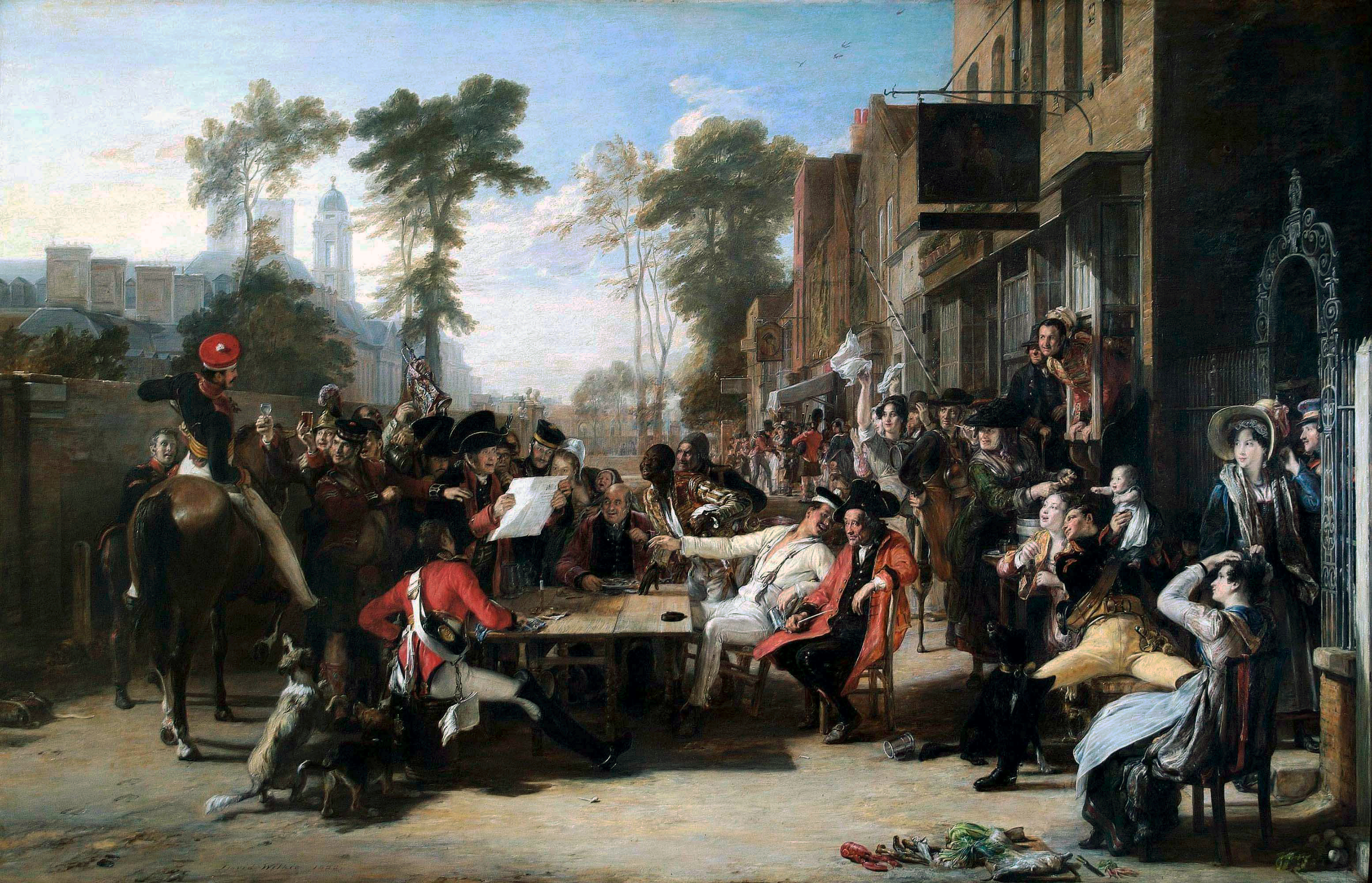
I veterani del Royal Hospital Chelsea mentre leggono il dispaccio di Waterloo, da un dipinto di David Wilkie

Nella relazione della battaglia che compilò la mattina del 19 giugno per Henry Bathurst, Segretario di Stato per la Guerra e le Colonie, Wellington lodò con misura l'operato dei suoi uomini e dei suoi ufficiali ed elogiò anche i prussiani. La notizia della vittoria arrivò a Londra la sera del 21 giugno, più o meno quando iniziò a diffondersi, con sentimenti ovviamente opposti, anche a Parigi. Nella capitale Napoleone era al lavoro per organizzare un nuovo esercito prendendo misure d'emergenza, ma il Parlamento francese gli era apertamente ostile e alla fine si risolse, il 23 giugno, a presentare un nuovo atto d'abdicazione, lasciando le sorti della Francia al governo provvisorio di Joseph Fouché.
Grouchy, dal 26 giugno nuovo comandante dell'esercito al posto di Soult, entrò a Parigi il 29 giugno con circa 50 000 superstiti, tallonato a breve distanza da Blücher e, più da lontano, da Wellington. La situazione militare della Francia non era del tutto disastrosa, come dimostrano i successi delle truppe dislocate lungo il Reno, nel Giura e presso le Alpi, nonché il successo del generale Exelmans nella battaglia di Rocquencourt contro i prussiani, ma alla lunga la superiorità numerica dei coalizzati fece il suo effetto e ogni resistenza armata cessò entro la fine di luglio. L'8 luglio, intanto, Luigi XVIII aveva fatto ritorno al Palazzo delle Tuileries, preceduto dai prussiani di Blücher che avevano varcato i confini parigini il 4 luglio. Napoleone, che il 29 giugno era partito per Rochefort nella speranza di trovare un veliero con cui fuggire in America, fu bloccato dalla Royal Navy e il 15 luglio si consegnò al capitano Frederick Maitland della marina britannica; fu infine deportato nella remota isola di Sant'Elena, dove morì sei anni dopo.
Blücher, tornato in Prussia in ottobre, passò il resto della propria vita tra Berlino e Breslavia, dove si dedicò alla tenuta di famiglia e al figlio malato; morì nel 1819 all'età di settantasette anni. Per Wellington, Waterloo significò l'inizio di una vivace vita politica che lo ricompensò con numerose cariche pubbliche, tra cui quella di comandante supremo delle forze armate britanniche e di primo ministro. Morì nel 1852, a ottantatré anni.

## Valutazioni conclusive
(Frase scritta dal feldmaresciallo Blücher in una lettera indirizzata a Klemens von Metternich per annunciare l'esito vittorioso della battaglia di Waterloo)
Ne Il Memoriale di Sant'Elena Napoleone espresse le sue considerazioni sulla battaglia di Waterloo, confermando di aver ritenuto la situazione molto favorevole e di aver creduto in una facile vittoria. L'Imperatore criticò aspramente i suoi avversari; Blücher e Wellington, sorpresi dalla sua strategia, avrebbero commesso gravi errori strategici e in particolare il generale britannico avrebbe, secondo Napoleone, disposto le sue truppe in una posizione pericolosa e non avrebbe mostrato alcuna abilità tattica; la sua sconfitta nella battaglia, senza l'arrivo dei prussiani sarebbe stata certa; Wellington «dovrebbe accendere un bel cero a Blücher», i suoi errori «furono enormi» e i suoi ordini «penosi», mentre «ammirevoli» furono le truppe britanniche. In conclusione, Napoleone nel memoriale lodò le truppe francesi «che non si batterono mai meglio» e non ammise di aver commesso gravi errori tattici o strategici; in pratica la sconfitta sarebbe stata dovuta soprattutto all'incomprensibile comportamento dei suoi luogotenenti, in particolare i marescialli Ney e Grouchy.
Gli storici moderni non hanno accolto completamente l'interpretazione napoleonica dell'esito della breve campagna di Waterloo e anche gli autori francesi non negano alcuni evidenti errori dell'imperatore; Jean Tulard afferma che gli errori di Napoleone sono innegabili, mentre Henri Lachouque, uno dei maggiori storici militari dell'epopea napoleonica, afferma che la responsabilità ultima della sconfitta non può che spettare al comandante supremo malgrado le deficienze esecutive dei suoi luogotenenti. Lo storico francese in particolare evidenzia come il comportamento di Napoleone nella sua ultima campagna fu spesso in contrasto con i suoi stessi principi strategici; egli perse tempo in alcune occasioni decisive, accettò di combattere sul campo di battaglia scelto dall'avversario, non concentrò tutte le forze disponibili. Secondo Lachouque, in realtà Napoleone mostrò esitazioni e compì errori soprattutto perché egli aveva ormai perso fiducia nella sua fortuna e nel suo destino; anche Georges Lefebvre rimarca, oltre al declino della salute fisica dell'imperatore, i suoi dubbi sul successo della sua ultima impresa. Jacques Bainville descrive il carattere disperato per i francesi della fase finale della battaglia, la loro «sepolcrale» disfatta nella «cupa pianura» (morne plaine) di Waterloo, i loro drammatici eroismi e i cedimenti di fronte all'incolmabile superiorità del nemico; elenca «dimenticanze e distrazioni incredibili» che pregiudicarono l'esito della campagna che egli peraltro ritiene «persa in partenza»; lo storico francese descrive il comportamento di Napoleone oscillante tra temeraria sicurezza ed eccessiva prudenza. In conclusione Bainville ritiene che «niente riuscì perché niente doveva riuscire» a causa soprattutto della mutevolezza dello spirito dell'imperatore e per la sua «segreta disperazione». Anche lo storico britannico David G. Chandler, che pure non esenta da colpe Grouchy, Ney e Soult, ritiene in ultima analisi che «fu Napoleone in persona a scegliere questi tre comandanti, nonché i componenti del suo stato maggiore, quindi la responsabilità globale va attribuita a lui» e, in relazione all'attacco a Hougoumont, all'avanzata del I Corpo d'armata in formazione tattica superata, alle deleterie cariche della cavalleria e al ritardato contrasto dell'attacco prussiano a Plancenoit, «lo si può criticare perché non intervenne subito al momento giusto per dare una svolta diversa alla battaglia».
Henry Houssaye, massimo storico francese della battaglia di Waterloo, fornisce un'interpretazione diversa del comportamento di Napoleone sul campo di battaglia: egli afferma che il piano dell'imperatore di massiccio attacco frontale al centro delle linee nemiche era in pratica il solo che garantisse, in caso di successo, una vittoria schiacciante e decisiva. Inoltre l'autore francese confuta la classica immagine di Napoleone a Waterloo, descritto come abulico, sofferente, confuso; al contrario, basando la sua analisi su un preciso riscontro cronologico delle disposizioni e dei movimenti dell'imperatore, Houssaye conclude affermando che in realtà Napoleone cercò disperatamente fino all'ultimo di raggiungere la vittoria, intervenendo costantemente nell'azione tattica per rimediare agli errori dei generali e controllando tutte le fasi della battaglia più strettamente che nelle precedenti campagne; egli lottò contro le crescenti difficoltà e tentò di fare fronte al progressivo fallimento di tutti i suoi piani, causato soprattutto dalla deplorevole azione esecutiva dei suoi subordinati.
Lo storico britannico Chandler, invece, afferma che l'azione di comando di Wellington «nelle fasi decisive fu superiore a quello del suo avversario»; «il duca era inferiore a Bonaparte nelle scelte strategiche di fondo, ma superiore in alcuni accorgimenti tattici», inoltre «fu per tutto il giorno totalmente concentrato su quanto accadeva intorno a lui, senza mostrare un attimo di stanchezza, sempre straordinariamente attivo ed energico». L'autore britannico non trascura alcuni errori del comandante in capo alleato: la decisione di inviare una parte delle sue forze lontano dal campo di battaglia lo privò di parecchi uomini che avrebbero potuto rivelarsi utili in assenza dei prussiani. La cavalleria pesante britannica, impiegata incautamente, subì ingenti perdite, così come venne decimata la brigata di Bylandt, schierata in una posizione troppo esposta all'artiglieria francese; non rifornire di munizioni il maggiore Baring fu la causa principale della caduta di La Haye Sainte. Tuttavia, secondo Chandler, «il coraggio e la tenacia di Wellington – e delle truppe alleate di diverse nazionalità al suo comando […] – contribuirono in misura determinante alla vittoria». I giudizi delle fonti francesi invece sono molto più critici sul comandante britannico; Robert Margerit arriva al punto di definirlo «generale dei più ordinari» e «stratega dilettante».
Chandler, pur esaltando come la gran parte degli storici britannici l'azione dei comandanti e delle truppe britanniche, ammette peraltro che la battaglia di Waterloo non sarebbe stata vinta dai coalizzati senza l'intervento dei prussiani. Per molti studiosi tedeschi l'esercito di Blücher sarebbe stato l'elemento decisivo della vittoria; alcuni storici britannici invece ne sminuiscono l'apporto dato alla battaglia; in realtà nessuno dei due comandanti avrebbe potuto prevalere da solo contro Napoleone. Secondo Chandler, Blücher «non valeva quanto Napoleone o Wellington, né per doti intellettuali né per competenza professionale», ma mantenne a ogni costo la promessa fatta a Wellington di inviare aiuti, inoltre fu di grande stimolo per i suoi uomini durante la marcia di avvicinamento. Il generale von Gneisenau, capo di stato maggiore, non nutriva invece altrettanta fiducia nei britannici; durante la marcia verso Mont-Saint-Jean, Gneisenau «impartì ordini vaghi, lasciando ai suoi generali ampi margini di discrezionalità». Chandler considera molto importante il ruolo del barone von Müffling.
Lo storico russo Evgenij Viktorovič Tàrle invece ha enfatizzato il ruolo dei prussiani che egli considera decisivo; l'autore afferma che le capacità militari di Napoleone si dimostrarono ancora superiori anche nel 1815 e ritiene che la sconfitta dell'esercito britannico sarebbe stata certa senza la «perseveranza di Blücher», che «salvò Wellington dall'imminente, terribile, disfatta».

## Il campo di battaglia oggi

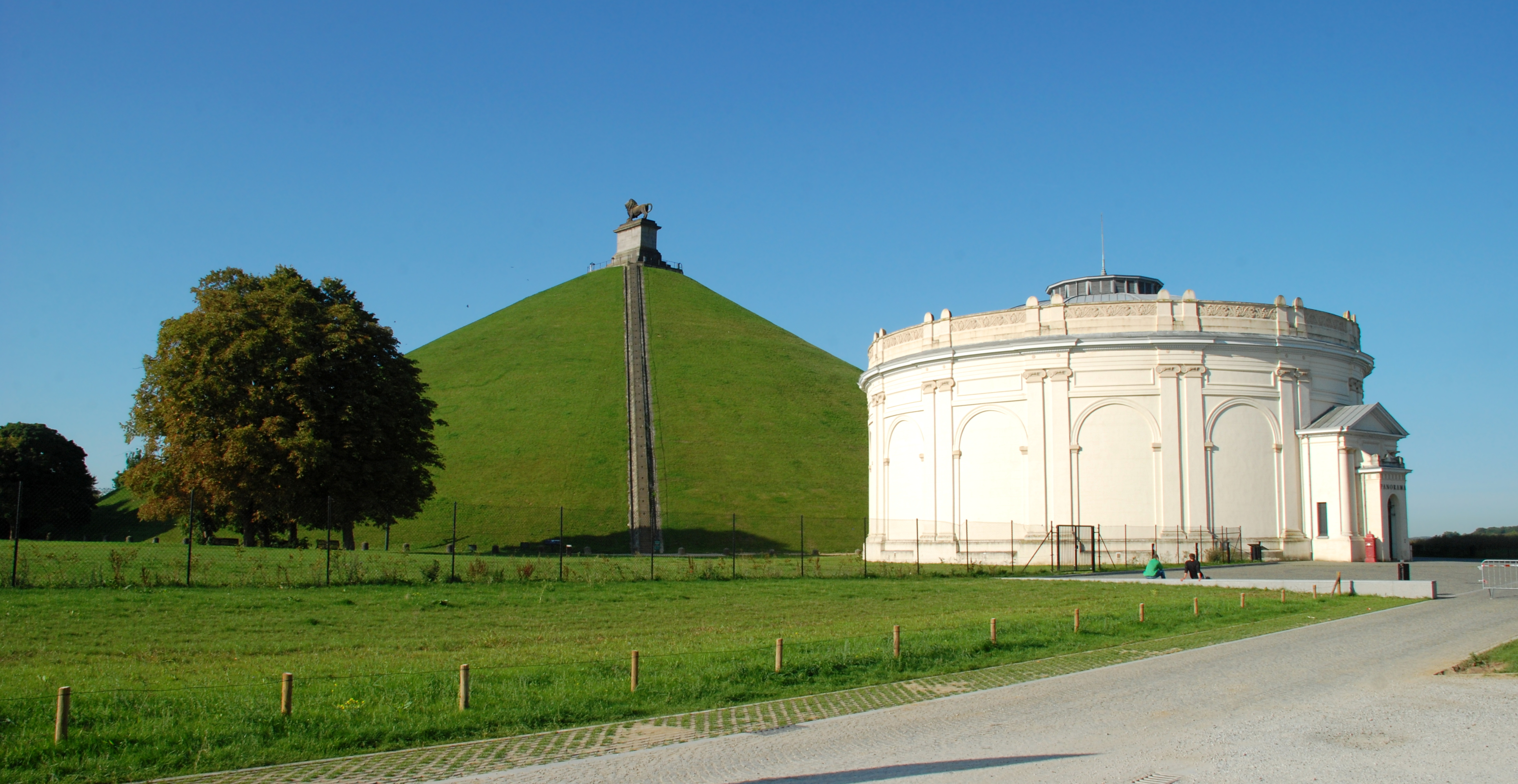
La "Collina del leone" e la rotonda del Panorama a Waterloo

Grazie a una legge belga che lo protegge, il campo di battaglia di Waterloo è cambiato poco dal 18 giugno 1815. Arrivando tramite la strada nazionale N5, sul percorso della vecchia Philippeville-Bruxelles via Charleroi, è immediatamente visibile la collina del leone (butte du lion), innalzata nel 1820 da Guglielmo I dei Paesi Bassi che in cima vi fece collocare, per l'appunto, la statua di un leone. La salita è possibile passando per il centro turistico sito ai suoi piedi, dove si trova anche una rotonda con un grande murale circolare che raffigura la prima carica di Ney contro i quadrati alleati. Dalla cima di questo rilievo artificiale, situato circa al centro dello schieramento alleato, si scorge tutto il campo di battaglia; il viottolo che prosegue fino a incrociarsi con la strada per Bruxelles (dove Wellington schierò i suoi soldati) è diventato una strada carrozzabile, ma sul lato ovest, benché asfaltato, è ancora stretto come nel 1815. Di fronte al panorama ai piedi della collina è possibile visitare il museo delle cere.
Sono stati posizionati cinque punti d'osservazione per aiutare a comprendere meglio lo svolgimento della battaglia. Il punto d'osservazione numero 1 si trova circa 150 metri a est dell'incrocio, nella zona che fu teatro del primo attacco del corpo d'armata di D'Erlon; questa parte di terreno è stata alterata dai lavori di creazione della collina del leone, per cui oggi il pendio che guarda verso sud non è ripido quanto lo era allora, e non è più possibile vedere il campo di battaglia come lo vide Wellington dall'olmo (peraltro fatto a pezzi e venduto come souvenir dopo la battaglia); per capire quale fosse il livello originario del terreno, occorre guardare la sommità di un monticello posto a lato della strada per Bruxelles, dove è stato posto un monumento al tenente colonnello Alexander Gordon, aiutante di campo di Wellington colpito a morte vicino a La Haye Sainte. Altri monumenti situati nei pressi dell'incrocio ricordano i caduti belgi, gli hannoveriani e il generale Picton.

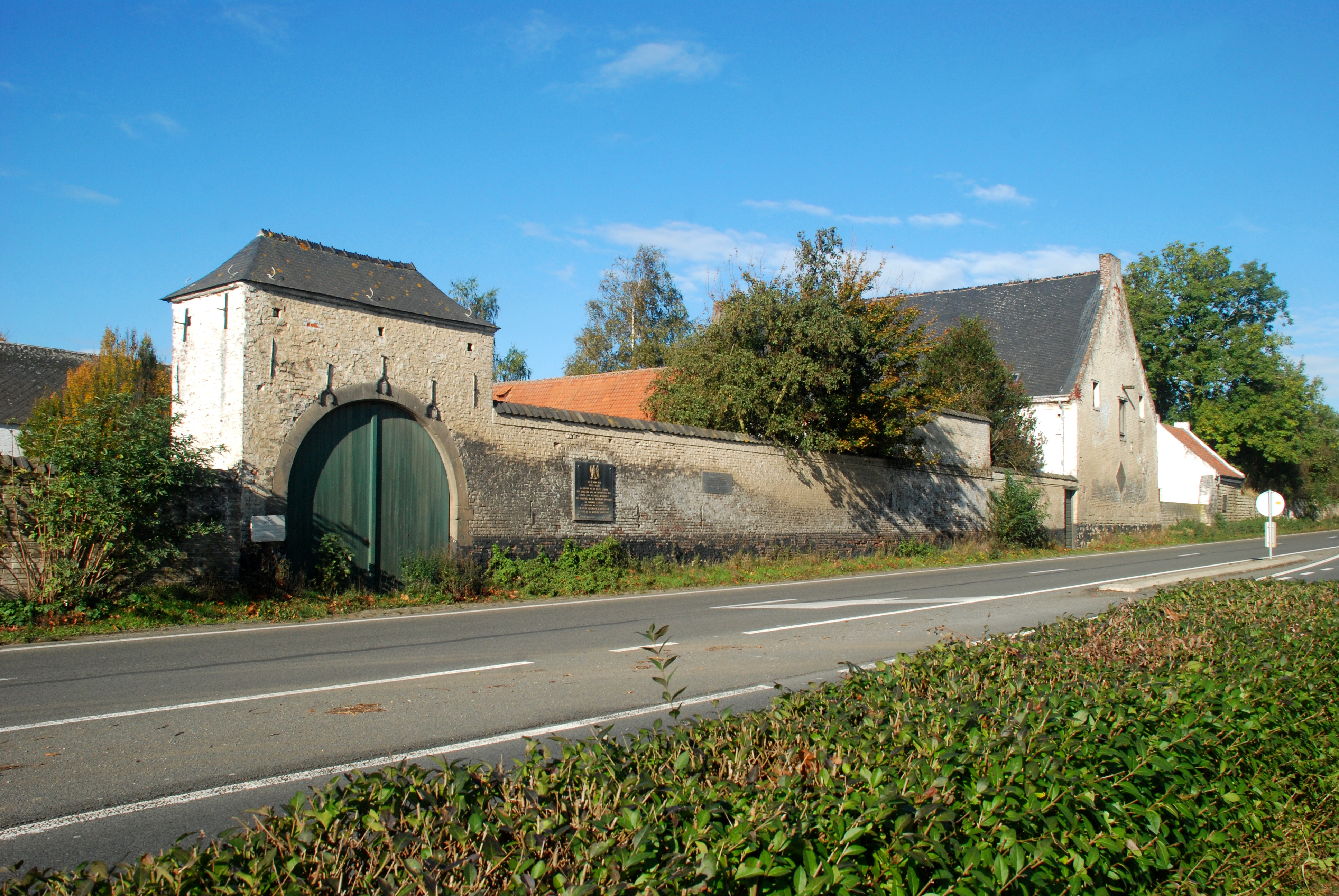
La Haye Sainte fotografata nel 2012. La lapide sul muro ricorda il 13º Reggimento leggero e la 2ª Compagnia del 2º Battaglione, 1º Reggimento del genio, i reparti che espugnarono la fattoria difesa dalla King's German Legion.

Il punto d'osservazione numero 2 coincide con La Haye Sainte, o meglio, dal momento che la fattoria è ancora proprietà di cittadini privati, con il punto al lato opposto della strada; riparata dopo la battaglia, La Haye Sainte è cambiata ben poco dal 1815: il cortile è lambito a destra dall'abitazione e a sinistra dalla cascina, unite sul lato di fondo da una serie di stalle, mentre il lato verso la strada è chiuso da un alto muro. Il meno cambiato di tutti è forse il punto d'osservazione numero 3, situato sul viottolo che dalla collina del leone prosegue verso ovest; qui si verificarono le cariche della cavalleria francese e della Guardia imperiale di Napoleone.

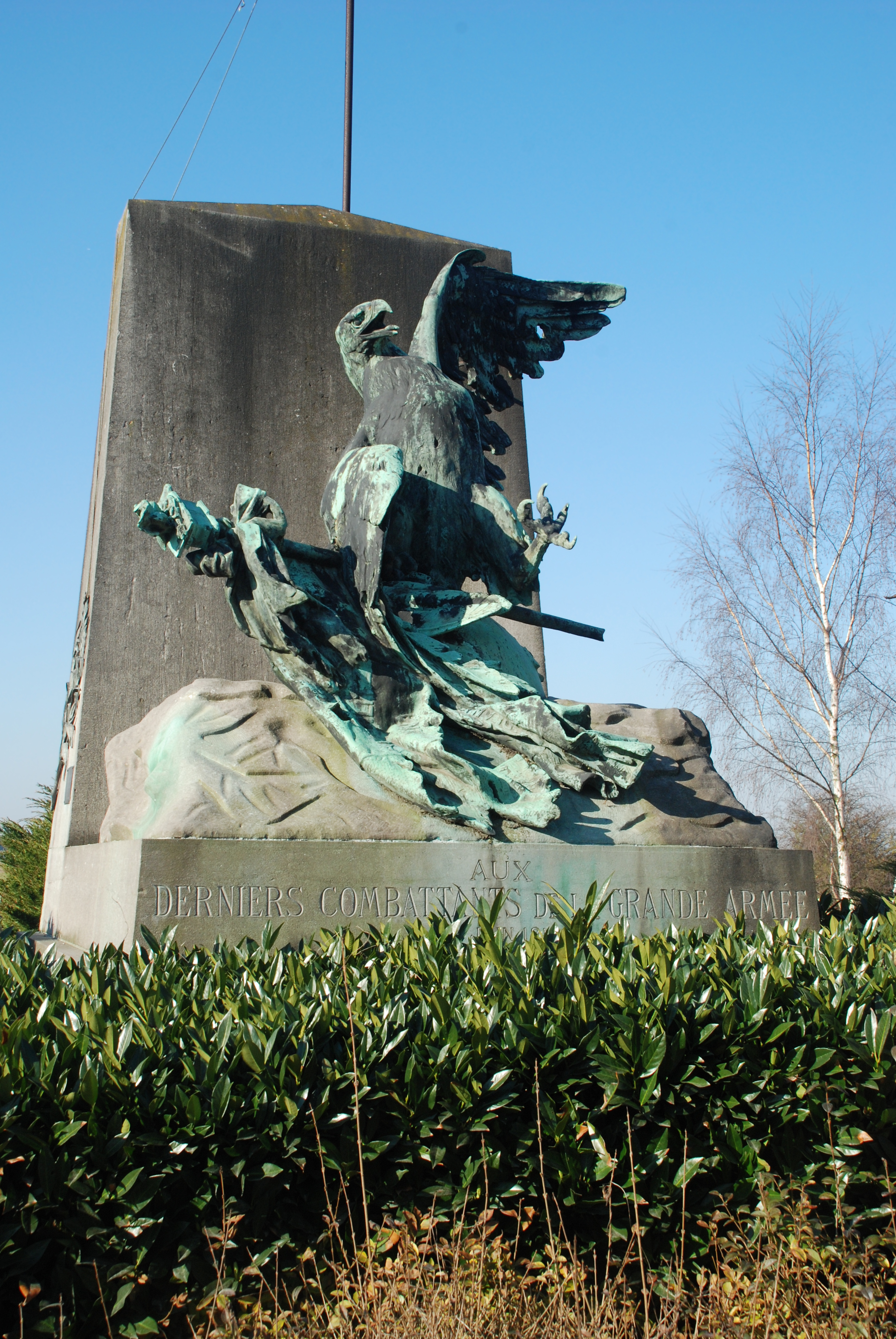
L'Aigle blessè, il principale monumento francese posto a ricordo della difesa della Vecchia Guardia, 200 metri a sud di La Belle-Alliance

Andando verso ovest dalla collina del leone, una volta il viottolo dove si attestarono le truppe alleate scendeva entro una profonda infossatura fino alla strada per Nivelles, ma l'ultimo tratto è stato distrutto dall'autostrada, ora superata da un ponte; prima del ponte si incrociano due sentieri: uno, probabilmente nelle stesse condizioni in cui si trovava nel 1815, si dirama sulla sinistra fino a La Belle Alliance, un altro termina a Hougoumont, vale a dire al punto d'osservazione numero 4. Entrando nel cortile (il vecchio portone di legno è scomparso) la grande cascina si trova sulla destra, mentre la casa padronale, distrutta dal fuoco della battaglia, era sulla sinistra; al centro si possono vedere una cappella (chiusa perché in passato oggetto di atti di vandalismo) e la casa che fu del giardiniere del castello, l'unico civile belga di cui si abbia notizia che rimase tutto il giorno sul campo di battaglia. Sui muri di Hougoumont ci sono molte lapidi e nel giardino c'è un monumento ai francesi. Il punto d'osservazione numero 5 si trova nei pressi della locanda de La Belle Alliance.
I combattimenti di Plancenoit sono ricordati da un monumento qui posto in ricordo dei prussiani; a Rossomme, radicalmente cambiato dal passare del tempo, non è più possibile riconoscere il punto dove Napoleone assistette alla battaglia; a Le Caillou invece la casa in cui Napoleone passò la notte prima della battaglia è rimasta com'era e ospita una collezione di cimeli dell'imperatore e del suo esercito. Il principale monumento francese è l'Aigle blessè, posto a ricordo dell'estrema difesa della Vecchia Guardia, 1 500 metri a sud della collina del leone e 200 metri a sud di La Belle-Alliance; fu inaugurato all'inizio del 1900 su iniziativa dello storico Henry Houssaye, nell'atmosfera patriottica della revanche antitedesca.
La cittadina di Waterloo ospita una chiesa con ricordi della battaglia, mentre sul lato opposto della strada è stato aperto il Museo Wellington, nella stessa locanda che fu il quartier generale del Duca; vi è conservata una serie di oggetti provenienti dal campo di battaglia o appartenuti allo stesso Wellington, a cui fanno da contorno alcune carte topografiche illuminate che illustrano le varie fasi della battaglia.